# Cortemilia
Cortemilia (Cortmija in piemontese) è un comune italiano di 2 117 abitanti della provincia di Cuneo in Piemonte.

## Storia

### Preistoria ed Evo Antico
Nell'area rurale che circonda il sito sono stati rinvenuti alcuni frammenti di manufatti attribuibili al paleolitico e strumenti del neolitico, come la parte anteriore di un'ascia in serpentino di mm 80 x 57 qui raffigurata (collezione privata), a conferma della possibile esistenza nel luogo dove ora sorge Cortemilia, di "stazioni" (insediamenti più o meno temporanei) di popolazioni nel periodo che va dal VI al II millennio a.C 
Il nucleo originario di Cortemilia è probabilmente di origine preromana e su di esso si innestò l'amministrazione consolare, anche se di tale processo non si hanno dirette testimonianze in documenti scritti . Alcune lapidi funerarie trovate nell'area anche oltre i limiti del territorio comunale, attestano tuttavia l'importanza che il sito doveva avere in epoca repubblicana a fini strategici ed economici.
Il nome Cohors Aemilia, secondo un'ipotesi piuttosto accreditata farebbe riferimento al console, poi censore, Marco Emilio Scauro, al quale si deve la predisposizione del tracciato e la costruzione, dal 109 a.C., della Via Aemilia Scauri che congiungeva Luni a Vada Sabatia (Savona) e che toccava anche Acqui Terme con diramazioni varie, compresa una verso Alba. Si può ragionevolmente presumere in questa parte della Langa un preesistente villaggio di Liguri Statielli conquistato o romanizzato in forma pattizia nel periodo che va dalla fondazione di Aquae Statiellae (Acqui Terme), verso la metà del II secolo a.C., e quella di Alba Pompeia (intorno al 100 a.C.). Più riconosciuta e documentata, per l'attuale toponimo, è l'origine in Curtismilium, da curtis, vasta proprietà agricola autosufficiente di epoca tardoimperiale, nucleo primitivo della successiva struttura feudale .

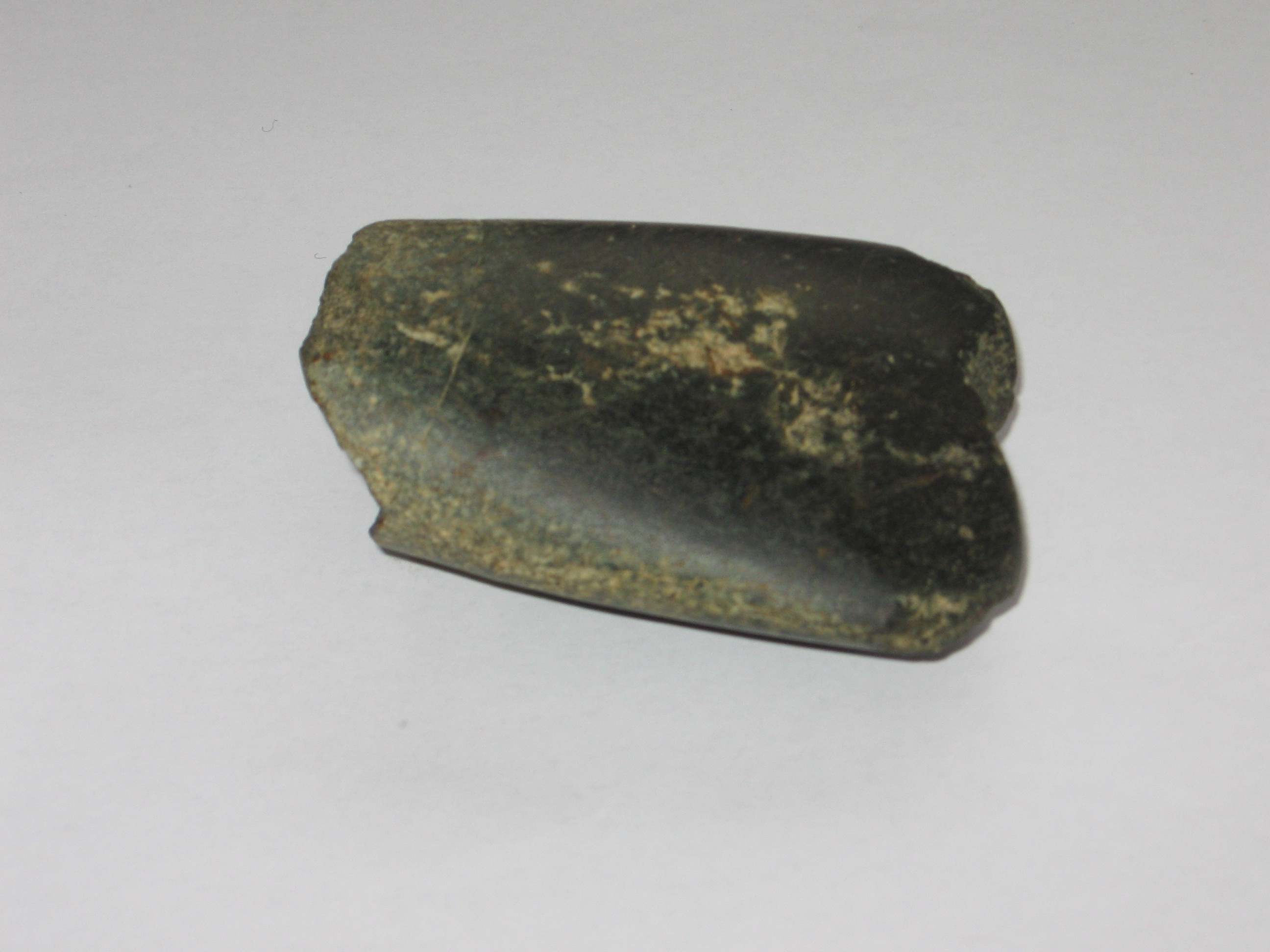
Ascia del periodo Neolitico (II/III millennio a.C.) rinvenuta in area boschiva nei pressi di Cortemilia
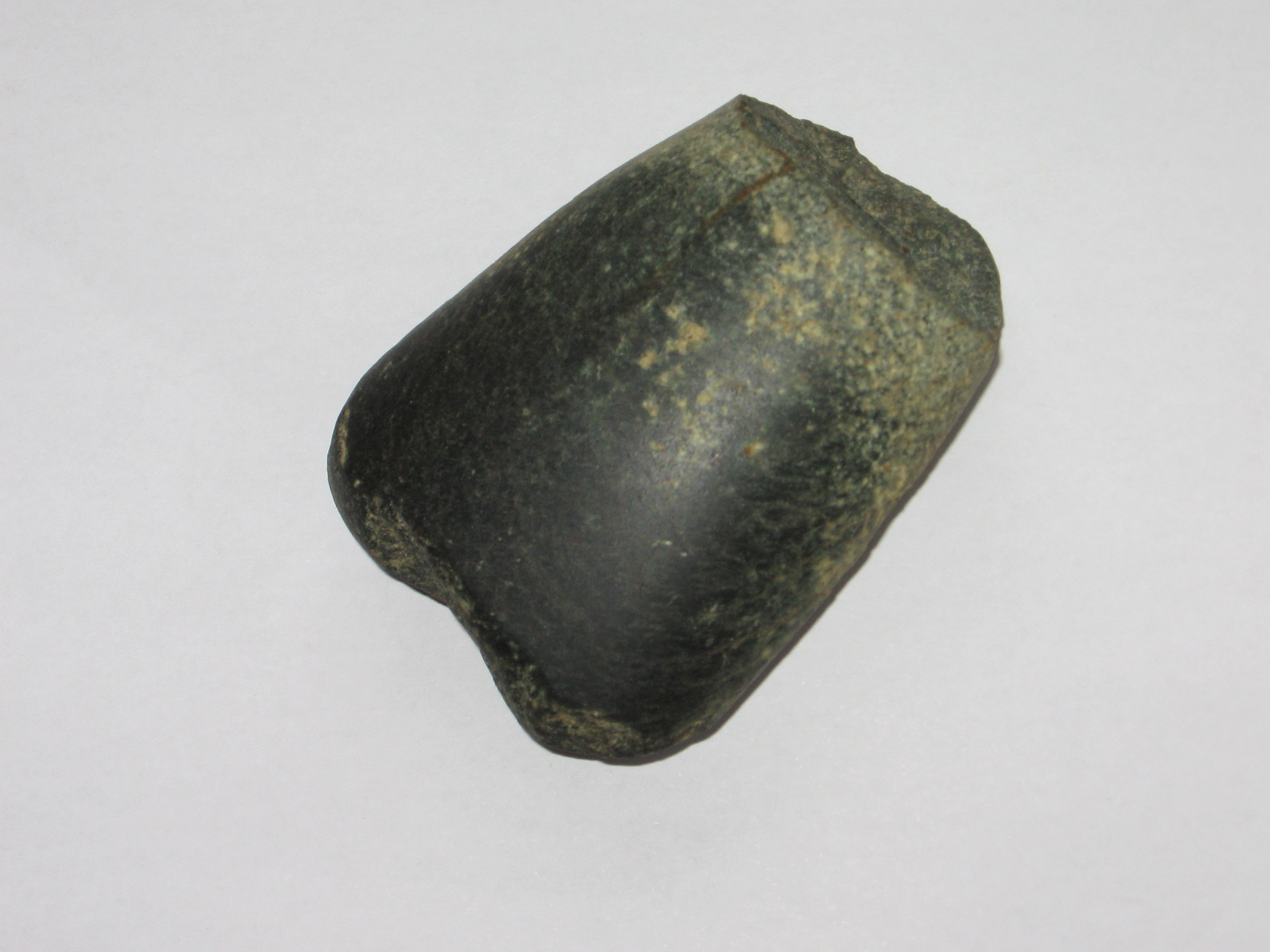
La stessa lama d'ascia. Spezzata a metà, reca segni evidenti d'usura sulla cuspide e tracce di altri utilizzi

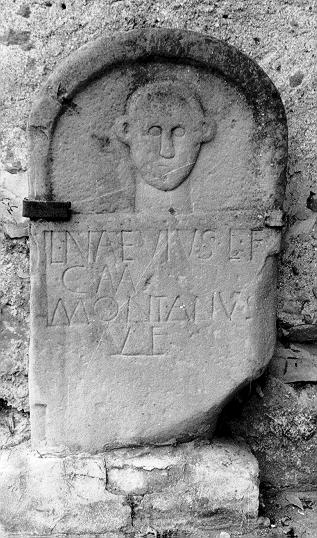
La lapide funeraria di Naevius Camilius Montanus rinvenuta negli anni sessanta a Cortemilia - Attualmente custodita nel Museo Civico "Federico Eusebio" di Alba
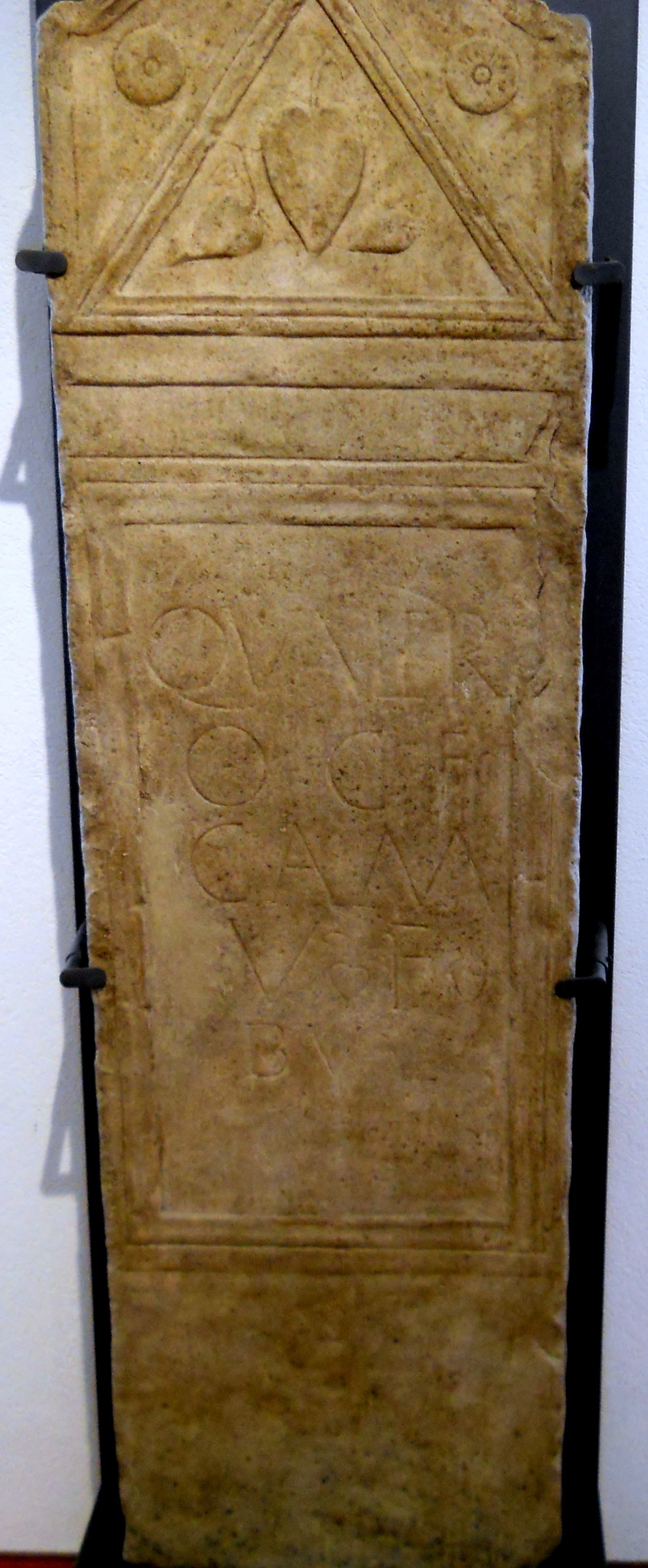
Stele di Quinto Valerio (anch'egli della Tribus Camilia) rinvenuta nel 1985 a Cortemilia - Museo Civico "Federico Eusebio" di Alba

### Medioevo
Documenti cartacei dell'alto medioevo sanciscono il ruolo politico e mercantile del territorio di Cortemilia, per la collocazione alla confluenza di due valli e di almeno quattro direttrici di comunicazione: verso Alba e la pianura del Tanaro e del Po, lungo la Valle Bormida in direzione di Acqui e dell'alessandrino e verso la Liguria, raggiungibile anche per il valico appenninico del Carretto.
Probabili, anche se non documentate, le invasioni e le occupazioni gotiche, longobardiche, dei Saraceni e degli Ungari, di cui forse è possibile trovare traccia in alcuni toponimi e nel fatto che Cortemilia fu inclusa nei territori detti del "Vasto" (dalla radice celtica wast, deserto, o luogo depredato, in latino vastus), poi anche "Guasto".
La prima documentazione certa risale al X secolo (967) e precisamente al diploma con cui Ottone I assegnò Cortemilia (Curtemilia) e altre 15 "corti" del "Vasto" al marchese Aleramo. Un altro documento del 991, relativo all'istituzione dell'Abbazia di San Quintino di Spigno, cita dieci mansi del territorio di Cortemilia (già così definito: "Cortemilia") .
Nel secolo XI il territorio del "Vasto" confluì nel marchesato dell'aleramico Bonifacio del Vasto e dopo il 1125 Cortemilia fu trasmessa a uno dei suoi figli, Bonifacio il Minore, rimasto senza figli maschi.
Per buona parte del XIII secolo Cortemilia appartenne ai marchesi del Carretto di Savona, discendenti da un altro figlio di Bonifacio del Vasto, Enrico I Del Carretto.

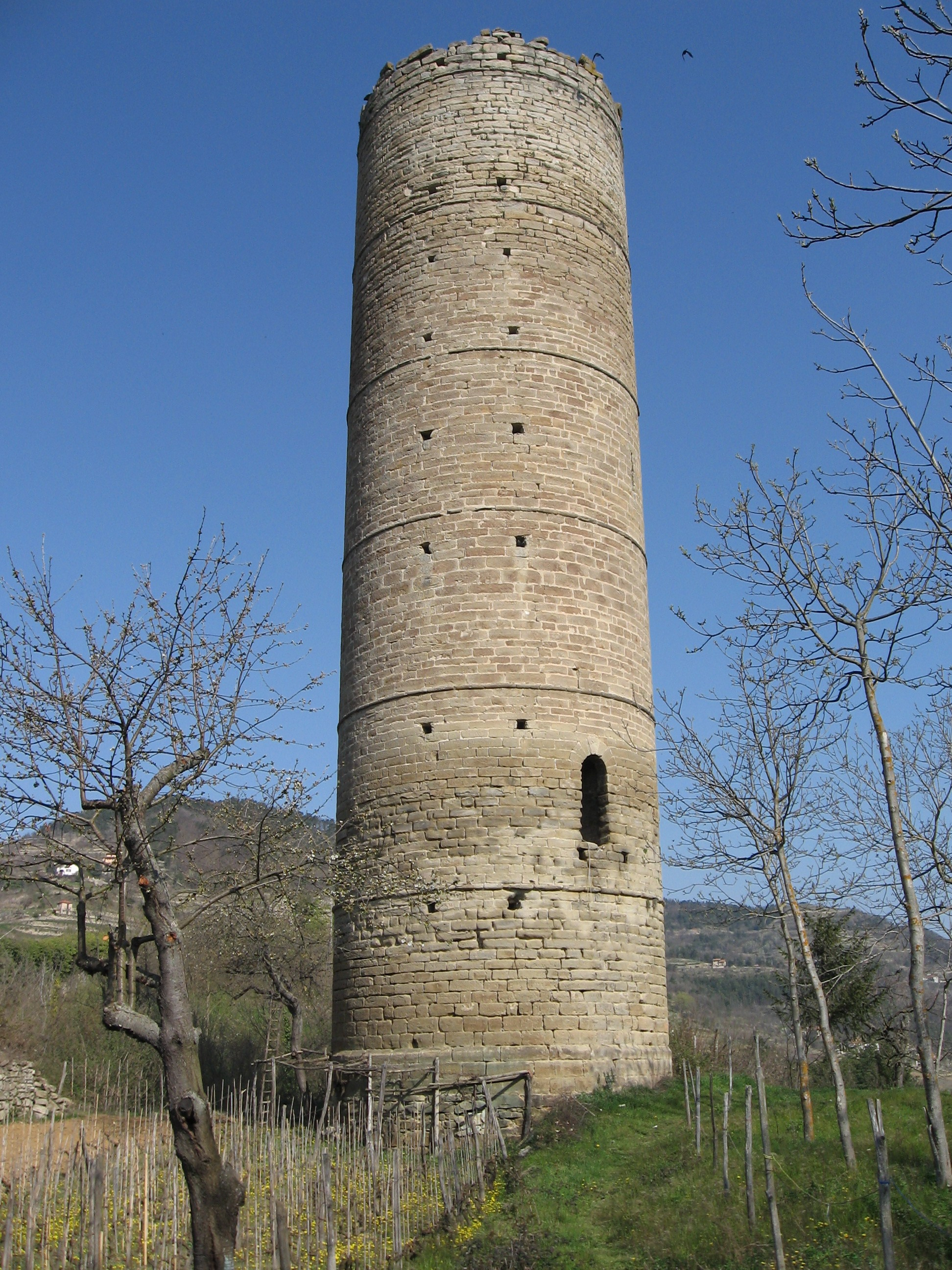
La Torre di Cortemilia. In origine era alta circa 40 m, dieci in più rispetto ai 30,3 attuali

Documenti di storia francescana dei secoli XVI e XVII - di natura agiografica - riportano una sosta a Cortemilia di San Francesco d'Assisi nel 1213 e la sua fondazione diretta del Convento dei Frati Minori, imponente complesso che rivela il ruolo fondamentale dell'ordine francescano nell'urbanizzazione di Cortemilia. Secondo altri, invece, la fondazione sarebbe avvenuta in epoca successiva (metà del XIII secolo) per opera del predicatore minorita Guglielmo Rubone, poi beato. (Non esistono se non fragili e controversi indizi sulle origini cortemiliesi e persino sulla reale esistenza del personaggio ma la tradizione ecclesiastica e la memoria popolare sono in proposito piuttosto radicate; inoltre il cognome è presente, benché con varianti, in documenti dell'epoca). Agli inizi del XIII secolo risalgono i primi documenti certi sulla fondazione della chiesa della Pieve (Sancta Maria de Plebe, ecclesia matrix), le cui origini però, come quelle di molte Pievi dell'Alta Italia potrebbero essere collocate molto più indietro, forse al V, VI secolo. La Pieve fu parrocchiale sino al 1585, data in cui, a causa della constatata inadeguatezza dell'edificio, il titolo venne trasferito alle due, preesistenti, chiese borghigiane di San Pantaleo e di San Michele Arcangelo. Occorre infine far menzione che, nell'area dell'attuale San Michele, sino al XVI secolo fu presente in Cortemilia anche un monastero benedettino che di quella chiesa era probabilmente titolare, ma che ebbe un ruolo meno incisivo dell'insediamento francescano. Può essere interessante osservare che le chiese di San Michele e del Convento francescano si fronteggiano quasi specularmente lungo l'asse della via Vittorio Alfieri, il cui tracciato segnava il confine tra la parte di spettanza signorile (Castello) e il borgo, come a formare due poli opposti lungo l'antica cinta muraria del nucleo più strettamente medioevale di Cortemilia .
Altri importanti manufatti testimoniano la fioritura economica e urbana del XIII e XIV secolo, quando Cortemilia si presentava probabilmente come una forte cittadina, raccolta attorno all'altura centrale sulla quale si ergeva il castello, di cui rimangono importanti vestigia murarie e un'imponente torre cilindrica.
Vi erano altri castelli e fortificazioni: uno alla Castella, verso l'abitato di Bergolo, identificabile con il "Bricco delle Forche", da cui si possono agevolmente osservare sia la Valle Bormida che la Valle Uzzone; un altro, detto del Cheronzio, forse situato dove ora si trova la Cascina di Monte Oliveto, si trovava su un poggio sovrastante la chiesa della Pieve e il torrente che gli dava il nome, oggi Rio della Madonna; altri due sorgevano sulle alture di Castel Martino, non lontano dall'abitato di Castino.
Tra i secoli XIII e XIV a Cortemilia operò una zecca, che su ordine dei Marchesi del Carretto, coniò diverse monete di pregio, d'oro e d'argento. Alcune di esse vengono tuttora riprodotte.
Fra queste vi era il "Marchesano" di Oddone del Carretto, di seguito presentato nella riproduzione corrente.

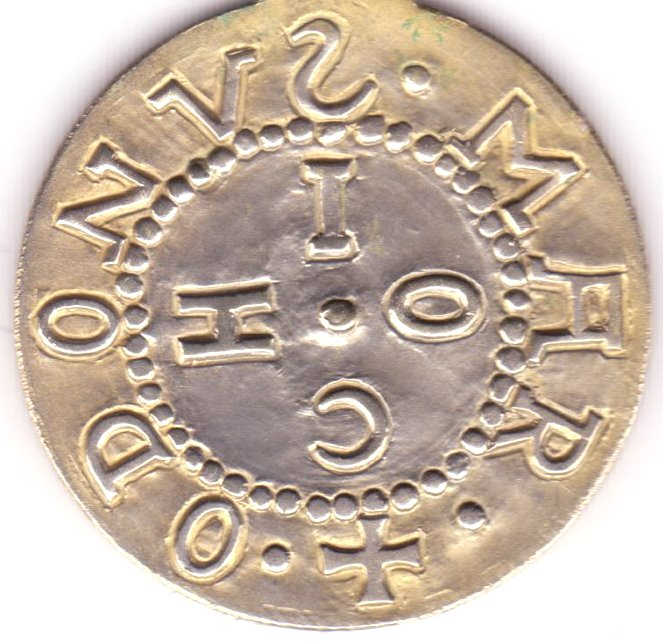
Recto del "Marchesano" di Oddone del Carretto - Nella corona si legge "ODONUS MAR", nel centro "CHIO"

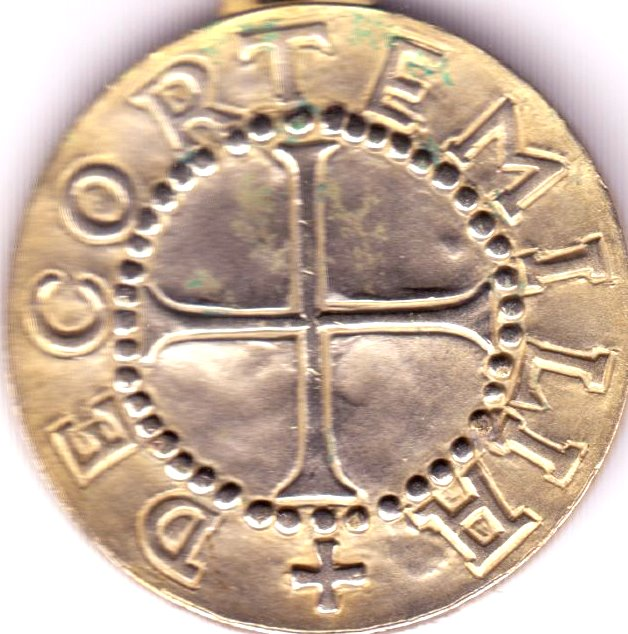
Verso del "Marchesano" di Oddone del Carretto, - Nella corona "DE CORTEMILIA"

Per alcuni secoli la popolazione si distribuì in sette borghi: oltre a San Michele e San Pantaleo, che traggono il loro nome dalle rispettive parrocchiali, posti l'uno sulla riva sinistra e l'altro sulla riva destra della Bormida, esisteva il borgo del Cheronzio, oggi detto della Pieve, e quello di San Paolo (San Po'), ai piedi della cosiddetta salita di Castino (muntà 'd Càstu).
Verso il 1850 vi era ancora in piedi una chiesetta, poi abbattuta. Dalla parte opposta, lungo il versante che costeggia l'Uzzone, era il borgo detto dei Prati e Palazzi, posto oltre l'antica porta di Uzzone, corrispondente all'attuale Piazza Savona (gli anziani cortemiliesi ricordano bene l'espressione n s'la pòrta per indicare in passato Piazza Savona). Lungo la Valle Bormida e sul versante della collina di Bergolo si trovava il borgo delle Chiappelle. L'ultimo borgo citato, le Braide, è di difficile localizzazione, anche se il nome, di origine longobarda, identifica un terreno fertile e redditizio per l'agricoltura e, quindi, probabilmente in pianura.
Dal 1322 fin verso la fine del Cinquecento tenne il feudo di Cortemilia la famiglia Scarampi, costanti feudatari di diversi principi.
In questi secoli si verificò probabilmente una crisi economica, demografica e politica di Cortemilia, che tra l'altro potrebbe essere stata colpita e decimata nella popolazione dalla spaventosa epidemia di peste che flagellò l'Italia nel 1348.

### Età moderna e contemporanea

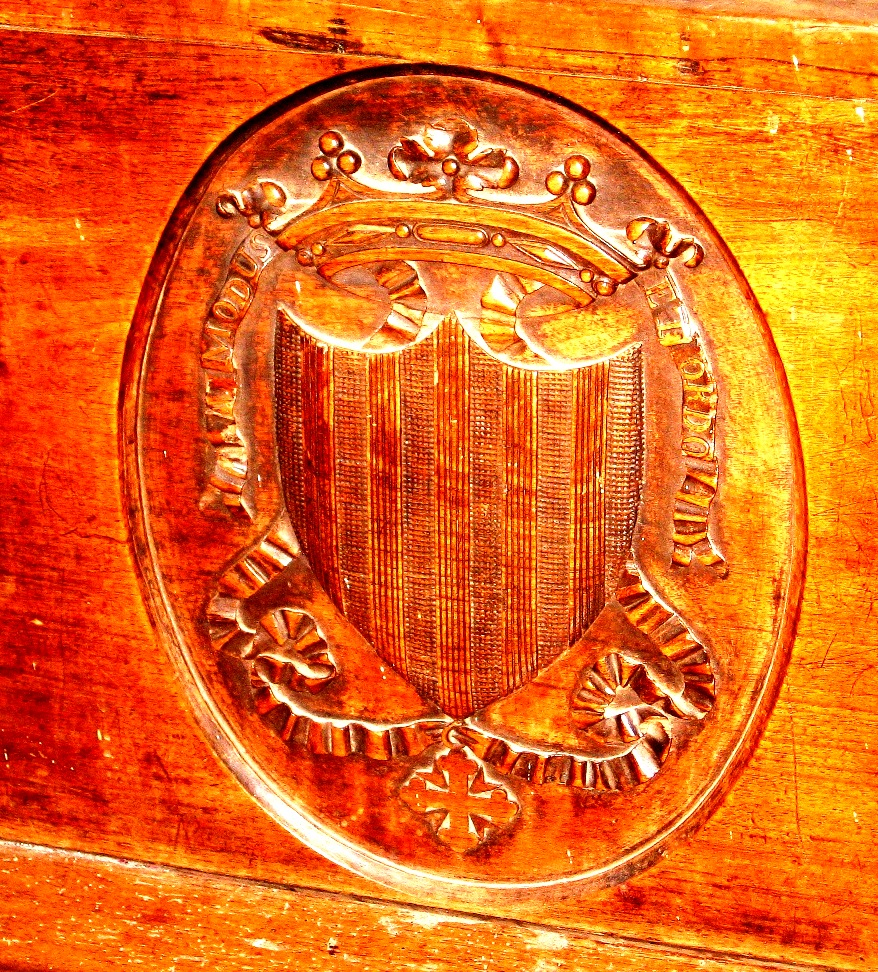
Lo stemma degli Scarampi, "Cinque pali di rosso al campo d'oro", col motto Modus et Ordo - su una panca da chiesa lignea di Cortemilia - casa privata -, pres.te del XVII secolo

Con l'interramento del porto di Savona da parte dei Genovesi (1528), i commerci tra la Liguria e l'entroterra piemontese, di cui Cortemilia era un importante centro, languirono e la cittadina fu tagliata fuori dalle rotte mercantili.
Del coinvolgimento territoriale di Cortemilia nelle guerre tra Carlo V e Francesco I, concluse con la pace di Cateau Cambrésis del 1559, vi è testimonianza nella lapide che ricorda la morte, avvenuta nel 1540, dell'ufficiale del presidio spagnolo, Alvaro Medrano de Calagura (o Calaruega), murata nel Chiostro del Convento Francescano.
Una pestilenza nel 1530 e una grave inondazione nel 1584, delle molte che la zona subì da parte della Bormida e dell'Uzzone, fecero contrarre ulteriormente il numero degli abitanti. Nel 1630 il castello subì gravi danni da parte delle truppe francesi e nel 1636 da quelle austriache.
Un'ulteriore pestilenza ridusse ancora la popolazione, che si concentrò da quel momento nei soli due borghi di San Michele e San Pantaleo. Una stampa, molto diffusa in Cortemilia, realizzata su lastra di rame nel 1675 dall'incisore e cartografo Giovanni Tomaso Borgonio per essere inserita successivamente nel Theatrum Sabaudiae, pubblicato ad Amsterdam nel 1682, presenta la cittadina (Curtismilium) come essa era nel XVII secolo, ancora circondata da mura e baluardi, ma con il castello ormai diroccato.
Unita alle sorti dei Savoia, Cortemilia mantenne un ruolo secondario, anche se non del tutto marginale, nelle vicende storiche, politiche ed economiche degli ultimi tre secoli, ad esempio come centro di produzione e commercio della seta, del legname, del vino e del bestiame. Fu concessa come feudo agli Alfieri di Cortemilia, il cui ultimo conte fu il drammaturgo Vittorio Alfieri, poi alla famiglia Luda.
Fiere e mercati, istituiti sin dal Medioevo e molto frequentati ancora oggi, testimoniano una vocazione mercantile mantenuta nel tempo, nonostante le difficoltà dei collegamenti viari, solo recentemente migliorati. Non marginale anche la funzione di centro amministrativo, giudiziario e culturale, che Cortemilia ha ricoperto sino a pochi decenni fa e che per certi aspetti ancora ricopre nell'area dell'Alta Langa. Cortemilia ha ampliato, a partire dall'ultimo dopoguerra, il proprio tessuto urbano, estendendosi soprattutto lungo le direttrici viarie principali.

## Monumenti
Del castello, in origine forse già parte dell'insediamento romano in materiale ligneo, e successivamente ampliato e progressivamente fortificato, posto in posizione dominante sulla confluenza delle valli Bormida e Uzzone, rimangono ruderi imponenti, come una muraglia rivolta a sud-est e scandita all'interno da 20 arcate, resti di palazzi e di quelli che dovevano essere il fossato e l'ingresso. La torre circolare, che misura attualmente 30,3 m di altezza e circa 26 di circonferenza, doveva in origine superare i 40 m; un'altra poderosa struttura a ferro di cavallo difendeva l'area sul versante nord.
A partire dal XIII secolo si fanno più numerosi e più importanti i monumenti di interesse storico: la pieve, di impianto romanico, conserva l'abside con all'esterno archi pensili con figure in bassorilievo, un campanile che mantiene intatta la forma originaria, e all'interno un pregevole bassorilievo che potrebbe risalire ad epoche anteriori al 1200. Esso raffigura la Vergine con Bambino in trono, in posizione frontale e ieratica, tra santi monaci e circondata da simboli, anche complessi, del cristianesimo altomedievale.
Databile al XIII secolo, anzi, secondo la leggenda, fondato dal santo assisiate, il convento francescano, imponente complesso monumentale ha una chiesa ad una sola navata, che testimonia una prima fase romanico-gotica ed un ampliamento barocco portato a termine all'inizio del XVIII secolo e oggetto recente di un accurato restauro.
Durante i lavori di rifacimento del pavimento, poi ricostruito esattamente secondo la tipologia originaria, sono state individuate 21 cappelle funerarie, in sette file di tre, con volta cilindrica, tutte sigillate, che occupano completamente lo spazio sotto il suolo della sezione barocca. Secondo i documenti esistenti in tali tombe collettive venivano inumati, oltre ai frati, anche i membri delle confraternite, i defunti delle famiglie aristocratiche locali ed altre persone con particolari benemerenze e privilegi, e ciò sino a quando la legislazione napoleonica proibì la sepoltura nelle chiese.
In ogni caso, la chiesa, che ospita alcune tracce di dipinti murali di fattura arcaica e conserva un frammento di pittura gotica ascrivibile agli anni quaranta del XIV secolo, e l'attiguo e ampio recinto del chiostro testimoniano il ruolo determinante dei frati minori francescani nell'economia e nella cultura locali a partire dal XIII secolo.

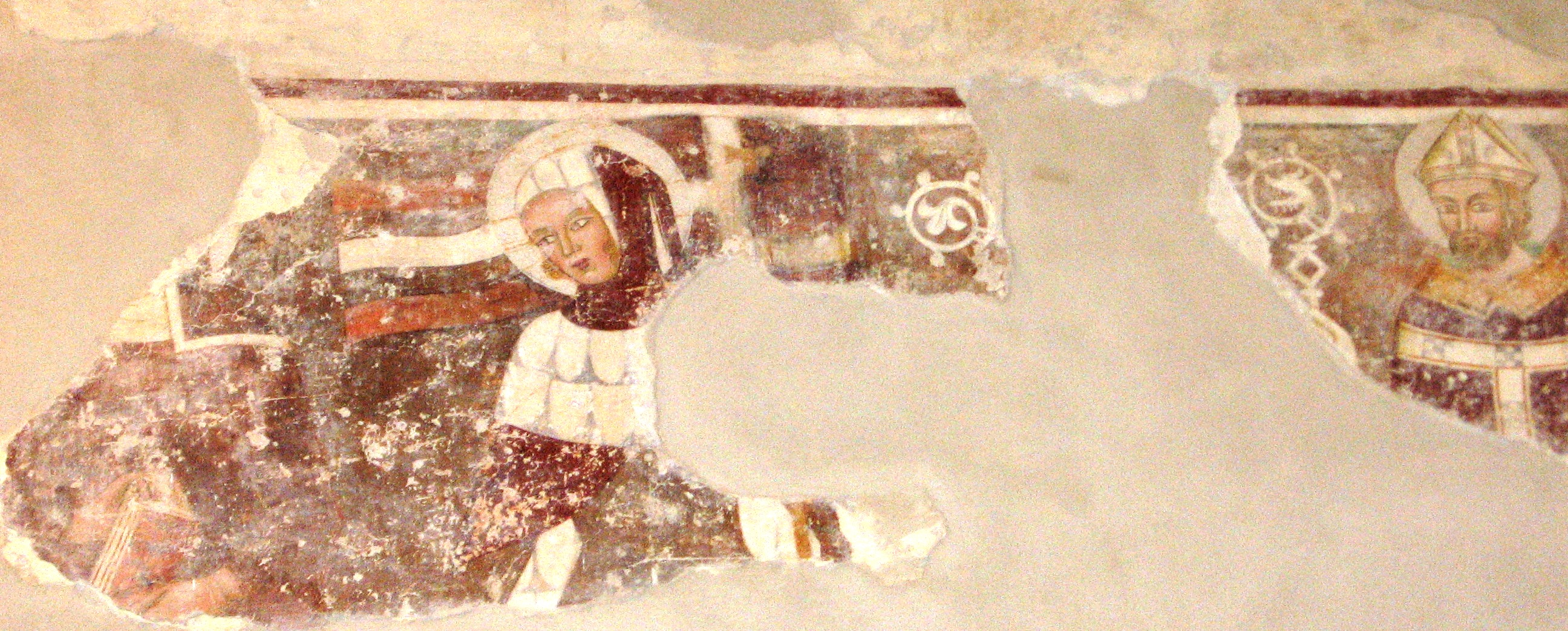
Frammento di affresco ascrivibile al secolo XIV nella chiesa del Convento francescano. Sono riconoscibili due personaggi: un giovane cavaliere - forse San Maurizio martire - ed un vescovo, ed elementi di altre due figure, di cui una femminile.

L'antico centro storico, corrispondente in linea di massima all'attuale piazza Oscar Molinari e alle zone limitrofe, comprende: colonne e capitelli di tipologia romanica nella prima parte dei portici di via Dante Alighieri, seguiti da archi ogivali; l'edificio della Pretura, del XIV secolo, restaurato dopo l'alluvione del 1994, che ospita la biblioteca civica e il centro direzionale dell'Ecomuseo dei Terrazzamenti e della Vite e moderne sale per convegni. Reca bifore di ascendenza gotica, al pianterreno locali con volte in ciottoli ed altre testimonianze medioevali. Sulla lapide in marmo del 1910, posta sullo spigolo della pretura verso via Dante Alighieri, sulla quale sono riportati i livelli delle inondazioni documentate di Cortemilia, conseguenti alle rovinose alluvioni causate da Bormida e Uzzone, le più cospicue delle quali risalgono agli anni 1878 e 1900.
La casa Molinari, sull'angolo nord della piazza omonima, presenta sul portone d'ingresso un affresco (Madonna con Bambino) forse del XV secolo ed un bassorilievo del tardo XV secolo con l'annunciazione. Sul lato della stessa vasa Molinari prospiciente via Alfieri, un portale di arenaria, di fattura rinascimentale (XV/XVI secolo) in due medaglioni posti ai lati dell'arco, raffigura, secondo alcune interpretazioni, gli imperatori romani Servio Sulpicio Galba, a sinistra, e Nerone a destra.
Altri manufatti l sono sparsi qua e là nel tessuto urbano di Cortemilia come due episodi di scultura, uno raffigurante San Bernardino da Siena, l'altro l' Annunciazione, attualmente collocati nella piazza della Rinascita della Valle Bormida.
Di antica origine anche la parrocchiale di San Pantaleo e quella di San Michele, site nei borghi omonimi, divisi dal fiume Bormida: frequentemente restaurate, conservano opere artistiche. La parrocchiale di San Michele, pressoché totalmente ricostruita tra il 1878 e il 1885 su progetto dell'architetto doglianese Giovanni Battista Schellino ospita tra l'altro un ciclo pittorico di Rodolfo Morgari (San Francesco che riceve le stimmate e Santa Margherita Maria Alacoque in contemplazione del Sacro Cuore di Gesù), mentre il San Michele della volta del presbiterio è opera del nipote, Luigi Morgari.

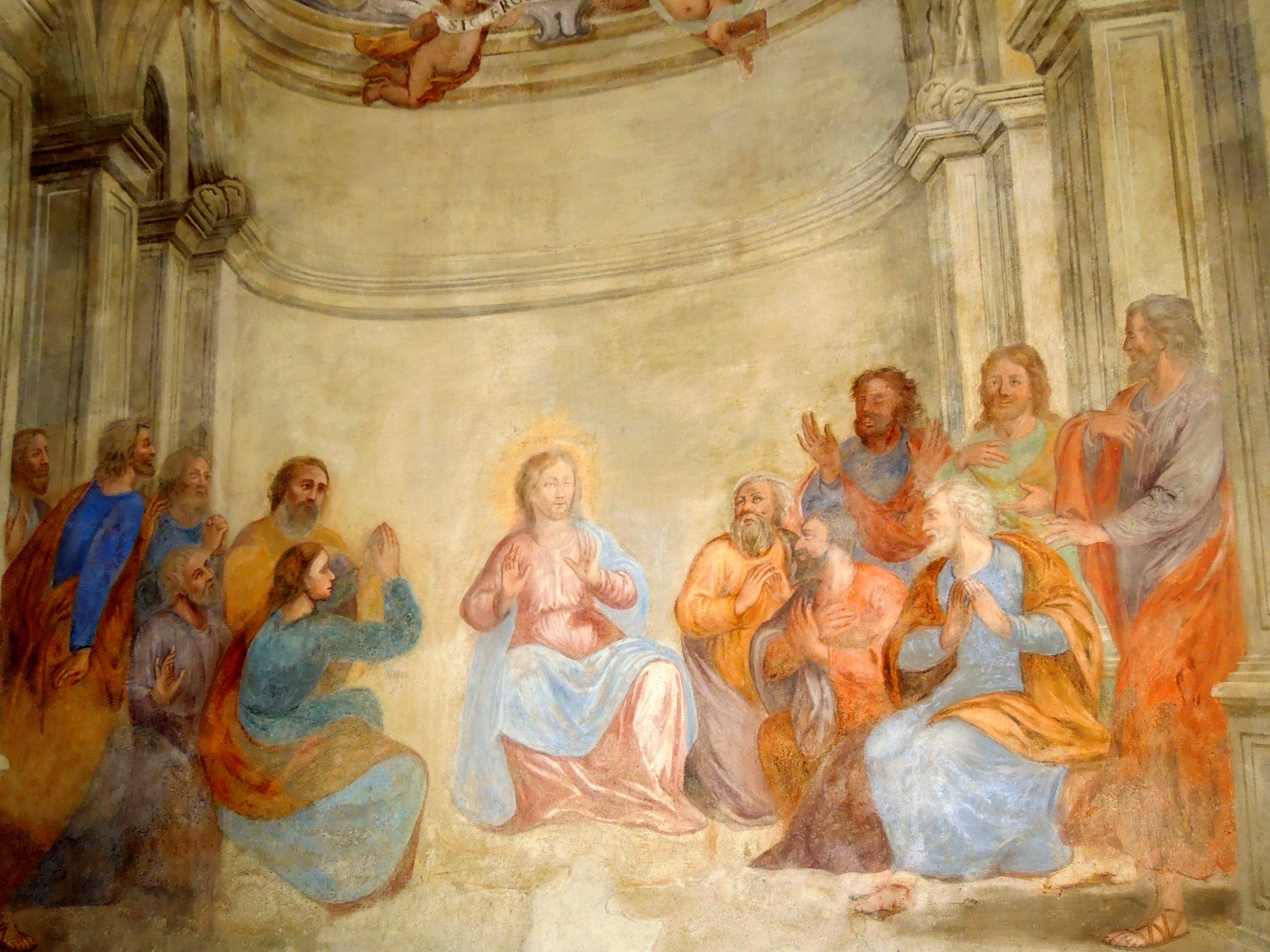
Cristo appare agli Apostoli dopo la Resurrezione. XVII secolo. Confraternita della Santissima Trinità

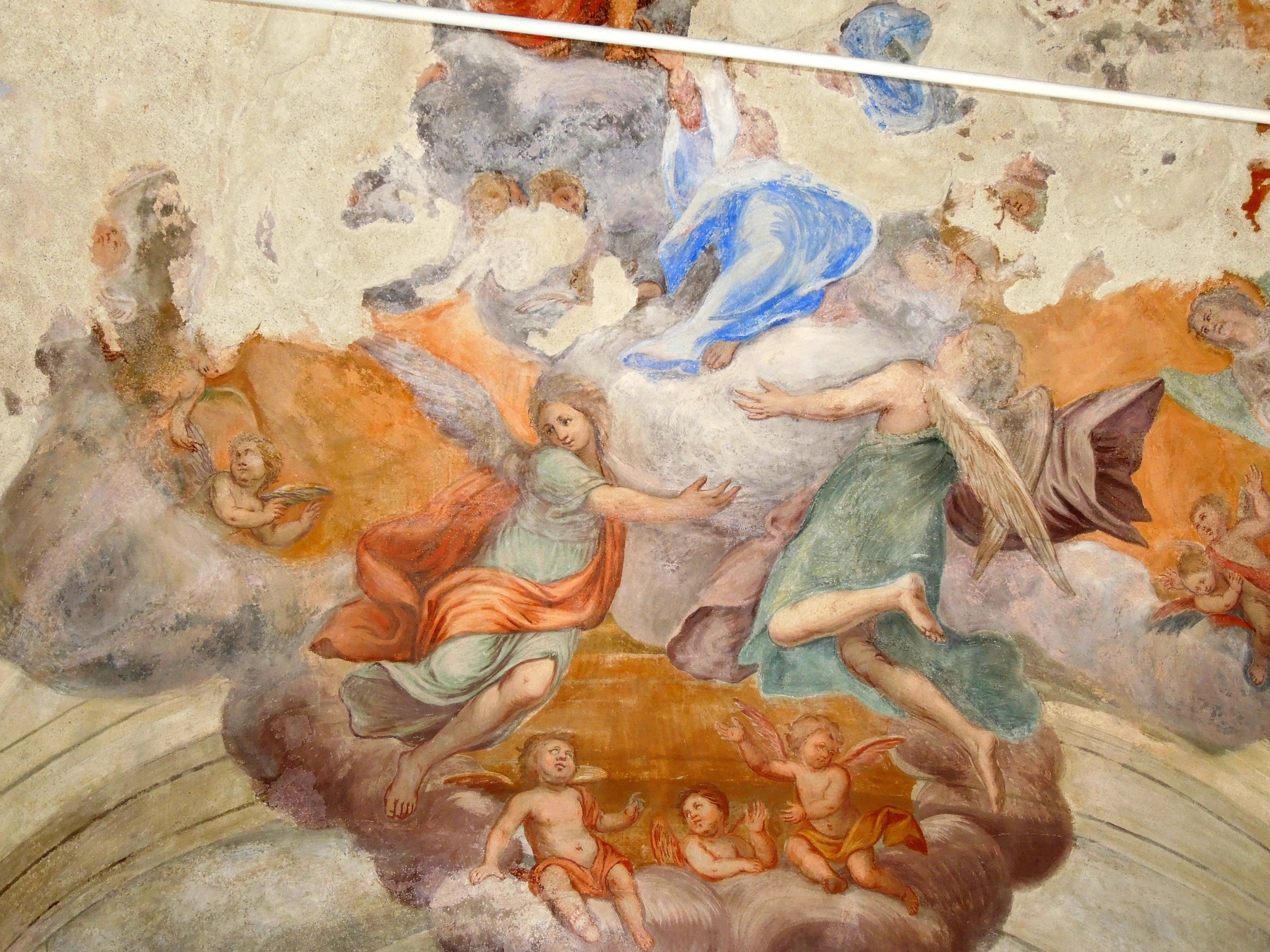
La Gloria della Trinità. Recupero degli episodi superstiti dell'affresco del XVII secolo.

Due gruppi processionali in legno e stucchi policromi, detti localmente "I giudei" appartenenti all'antica Confraternita dei Penitenti Rossi (Batù Ross) sono tornati ad essere ospitati nella loro chiesa confraternale, la recentemente restaurata Santa Trinità, di rimpetto alla parrocchiale ed attualmente sede della sezione cortemiliese del Museo Diocesano di Alba, dove è esposta anche una storica reliquia, quella della Santa Spina, molto venerata sino a pochi decenni or sono. Il più antico dei due gruppi, detti nei documenti "casse della Passione", l'Ecce Homo è presumibilmente di epoca tardo barocca; dell'altro, la Flagellazione, sono documentati (Archivio Parrocchiale di San Michele) l'epoca di esecuzione - 1836/37 - il materiale (legno di tiglio) e gli autori, gli scultori savonesi Giacomo ed Antonio Brilla, quasi certamente autori anche del Cristo deposto dalla croce, già nella chiesa di San Rocco. (Cimitero). Nell'agosto 2012 è stato portato a termine il recupero di affreschi del XVII secolo che, a causa del precedente lungo periodo di abbandono e impropri interventi, tra cui rozze ridipinture e imbiancature, si ritenevano irrimediabilmente compromessi. Nella parrocchiale di San Pantaleo è visibile, tra l'altro, un crocifisso ligneo del Quattrocento. Nel borgo omonimo alcuni edifici signorili mostrano, come l'imponente palazzo Racca (già proprietà dei conti Luda), casa Quaglia, palazzo Rabino in via Cavour, l'antica e solida opulenza della borghesia locale nel XVIII e XIX secolo.

## Economia

### Agricoltura
Benché buona parte dell'economia locale si basi sull'attività commerciale, artigianale e industriale di qualità, l'agricoltura è uno dei principali fattori economici di Cortemilia ed è da tempo orientata verso la produzione di nocciole, nella varietà "Tonda Gentile delle Langhe" IGP. Tutti gli anni, alla fine d'agosto, si tiene la Sagra della Nocciola, giunta nel 2019 alla 65ª edizione.
La produzione vitivinicola si svolge nell'ambito del dolcetto e del moscato. L'Ecomuseo dei Terrazzamenti e della Vite, che ha una delle sue sedi nella recentemente restaurata Cascina di Monte Oliveto, presso la Pieve, elabora e mette in atto molteplici iniziative di carattere culturale, educativo e di promozione locale.
Nell'ambito della produzione vitivinicola il Dolcetto è il vitigno maggiormente diffuso sui terrazzamenti cortemiliesi. Il terrazzamento permette di creare un microclima caratteristico.

### Artigianato
Cortemilia ospita diversi laboratori artigianali vocati alla produzione sia in ambito alimentare sia in altri campi, tra cui spicca quello dell'ebanisteria e della lavorazione della "pietra di langa".

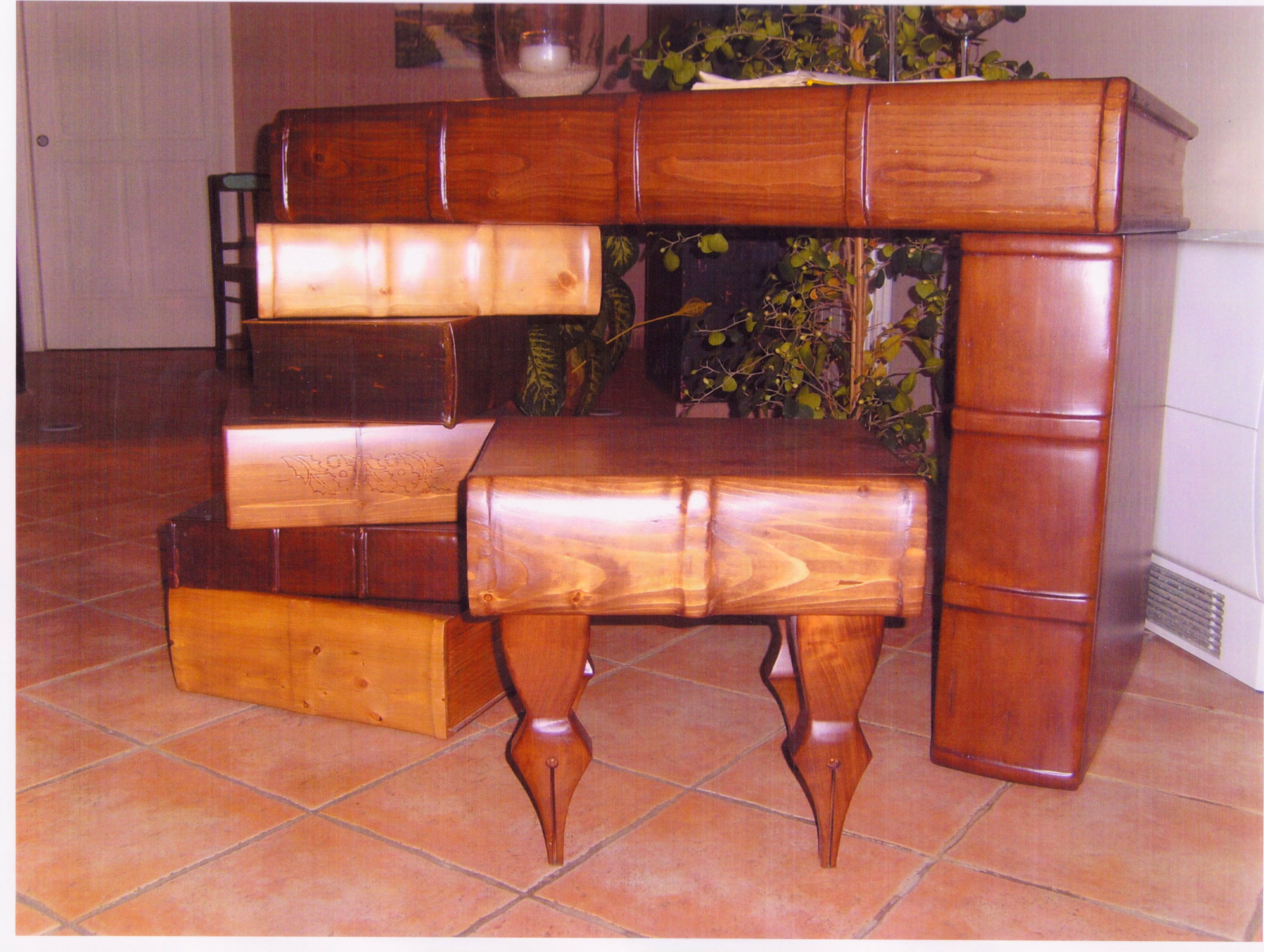
Artigianato artistico del legno. Originale "rilettura" della scrivania, in diverse essenze, degli artigiani Ratto e Cecchini
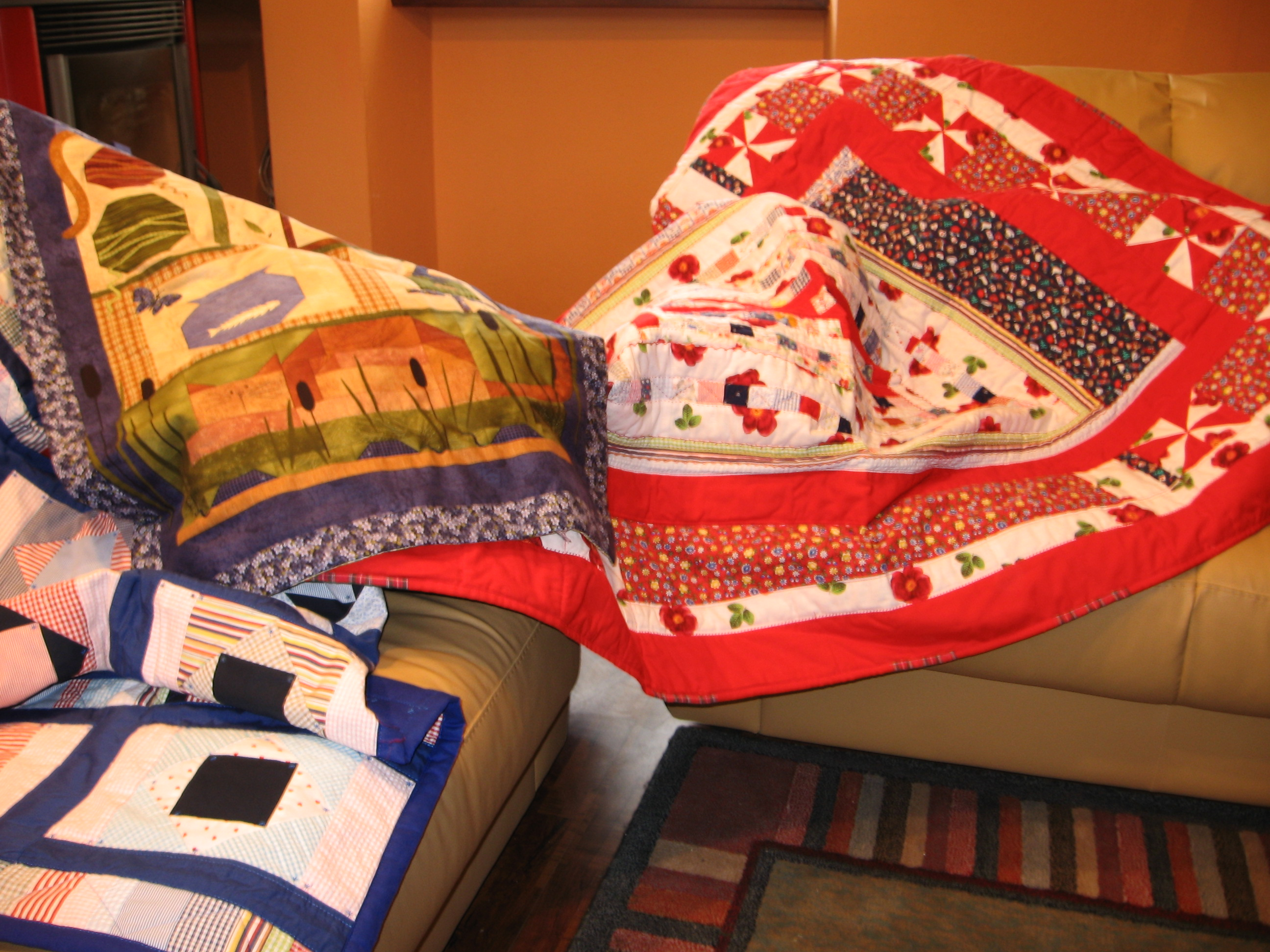
Artigianato cortemiliese. Patchwork.
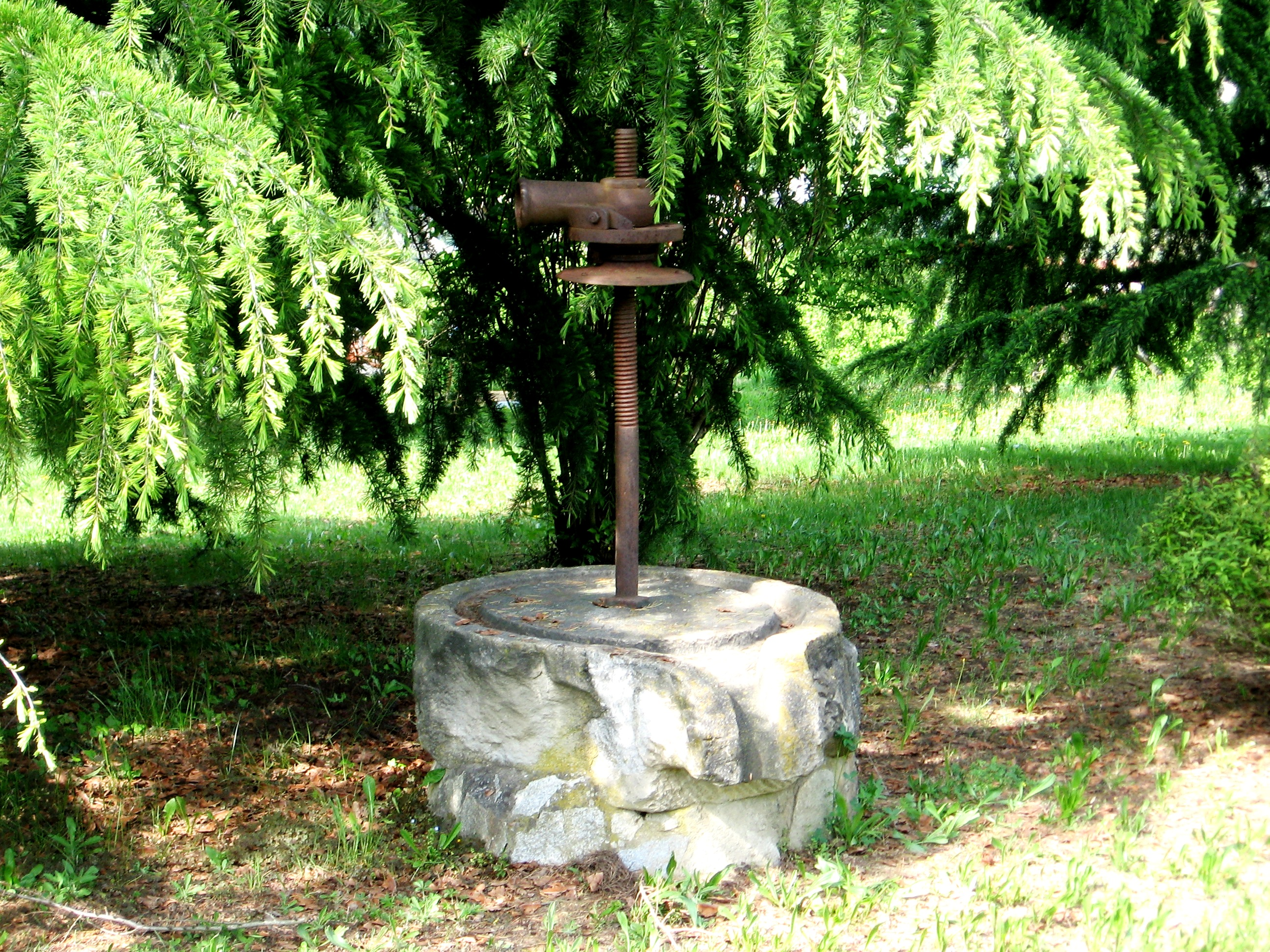
Base di torchio vinario in blocco di arenaria lavorata da artigiani locali. Secolo XIX

### Commercio e turismo
Caratterizzata da una spiccata vocazione commerciale -in dipendenza della propria collocazione geografica - Cortemilia ospita da tempo immemorabile due fiere annuali, una "dell'Ascensione", che si tiene nel giorno della ricorrenza religiosa e l'altra "di Santa Caterina", nella ricorrenza che fa memoria della martire cristiana del III secolo, il 25 novembre. Tipiche sin dal Medioevo delle società rurali europee le Fiere esercitavano un forte richiamo per il commercio di ogni genere di prodotto, specialmente quelli dell'agricoltura (nel caso di Santa Caterina, terminando tradizionalmente l'annata agraria poco prima, l'11 novembre, San Martino), del bestiame, dei panni e di molto altro. Conservatesi nella tradizione locale, pur avendo visto modificate naturalmente le caratteristiche dei prodotti offerti, ancor oggi, specie quella invernale, richiamano molti venditori.
Cortemilia è anche sede di un mercato settimanale e di numerosi eventi distribuiti durante l'anno, a partire dal Carnevale dell'Orso di Piume, l'International Music Competition (concorso musicale che si svolge tra settembre ed ottobre), concerti, rappresentazioni teatrali.
Cortemilia è dotata di alcuni ristoranti tipici, alberghi, resort, bed and breakfast e strutture agrituristiche.
Recentemente nell'ambito della manifestazione, con la partecipazione della Coldiretti e dell'Ecomuseo dei Terrazzamenti, la Fiera di Santa Caterina promuove i prodotti tipici del territorio, con specifica attenzione a quelli biologici, primari o trasformati, dell'erboristeria e dell'artigianato locale.

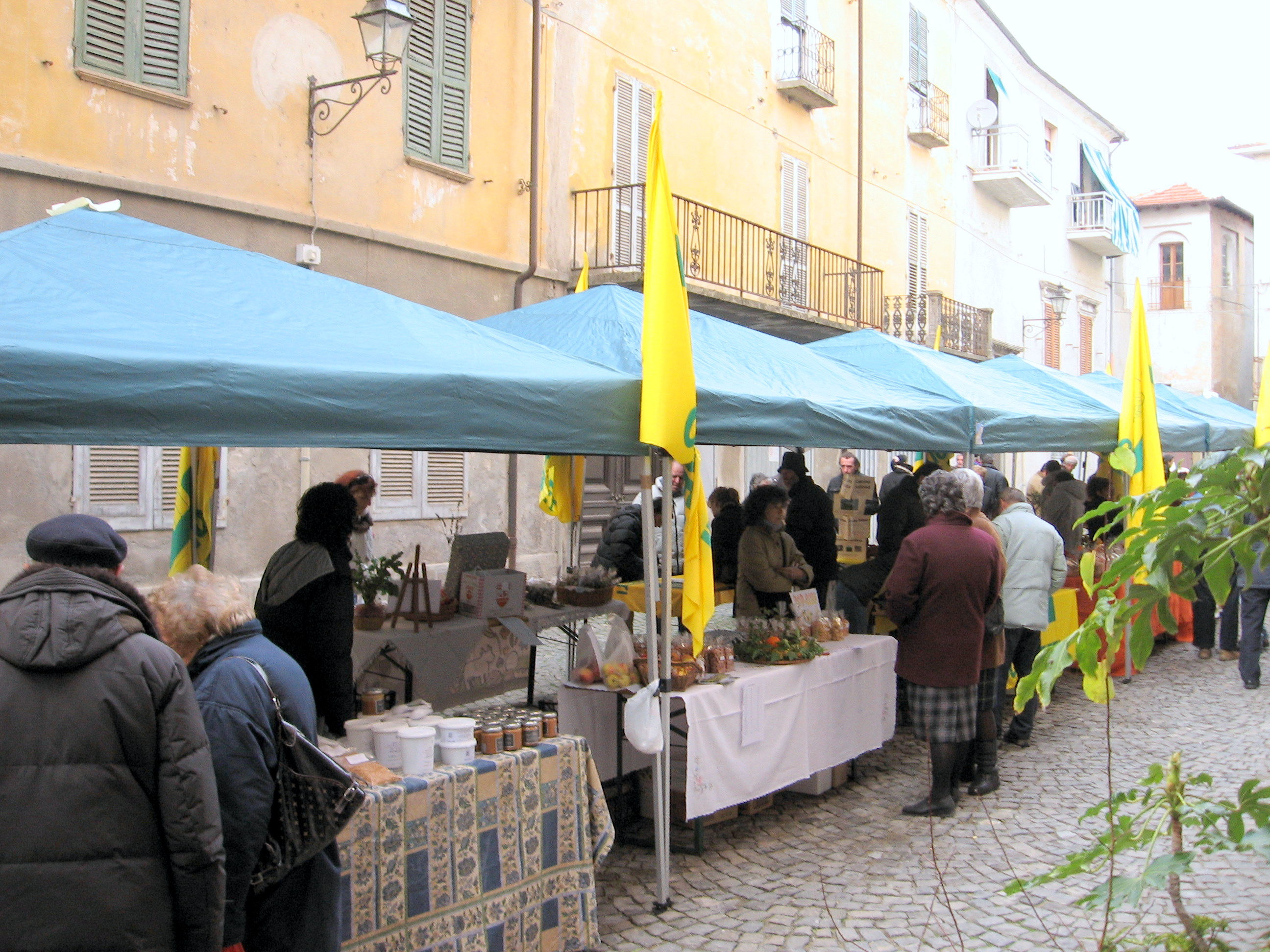
Il Mercato Tipico e Biologico in Piazza Roma
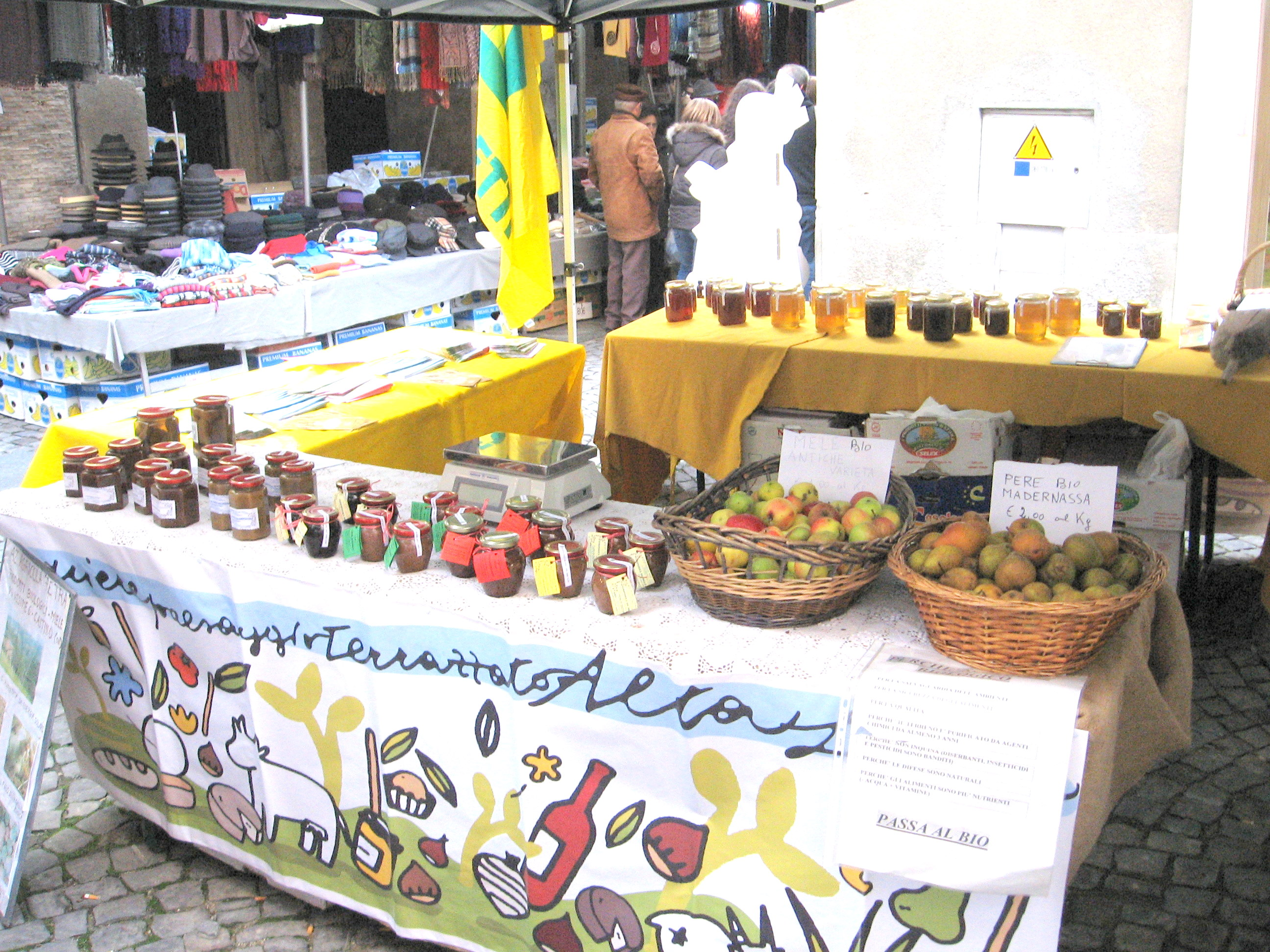
Frutta, Mieli e Conserve con prodotti biologici.
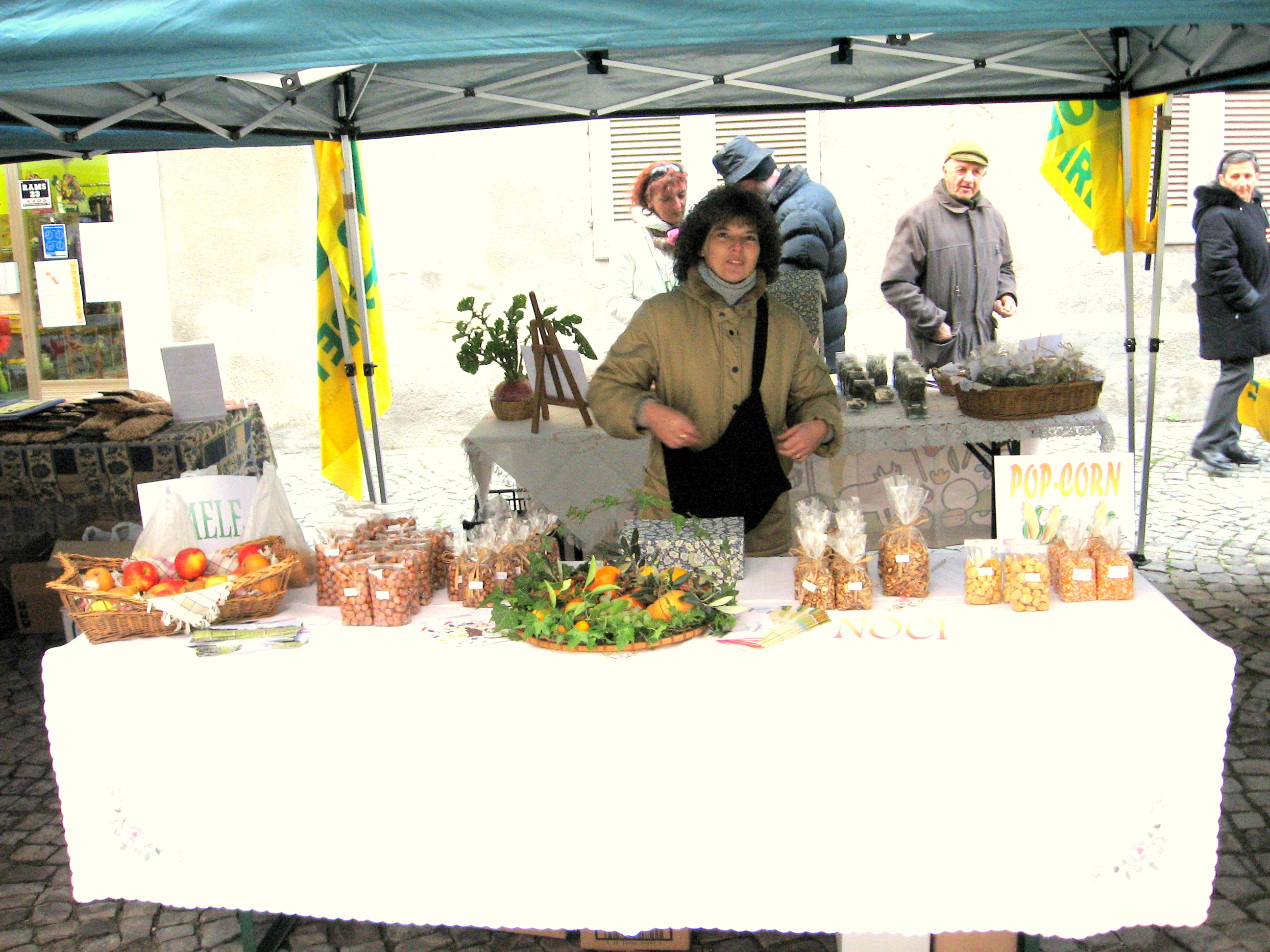
Un produttore con nocciole e cereali di qualità certificata.
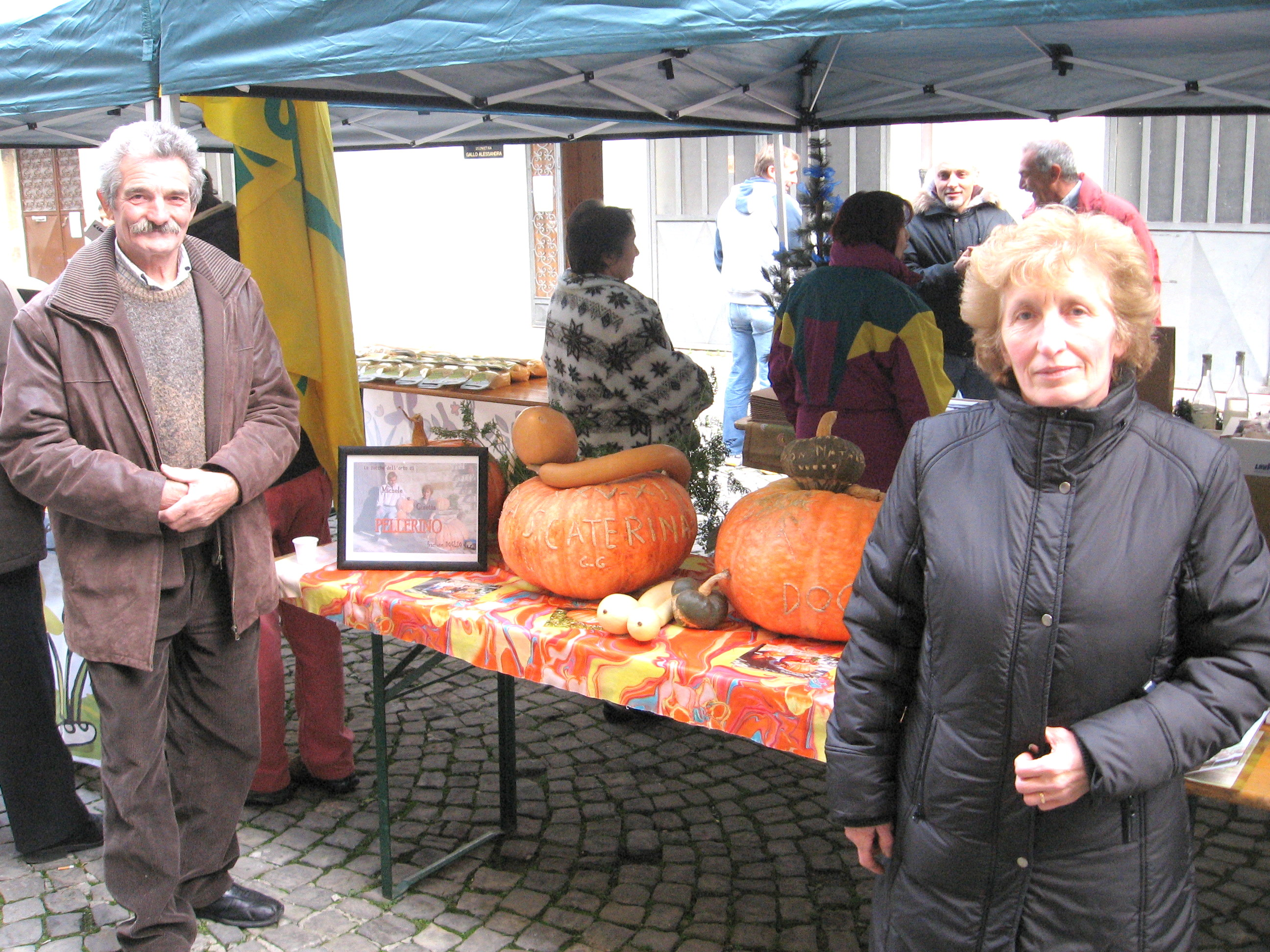
Produttori con specialità di stagione.
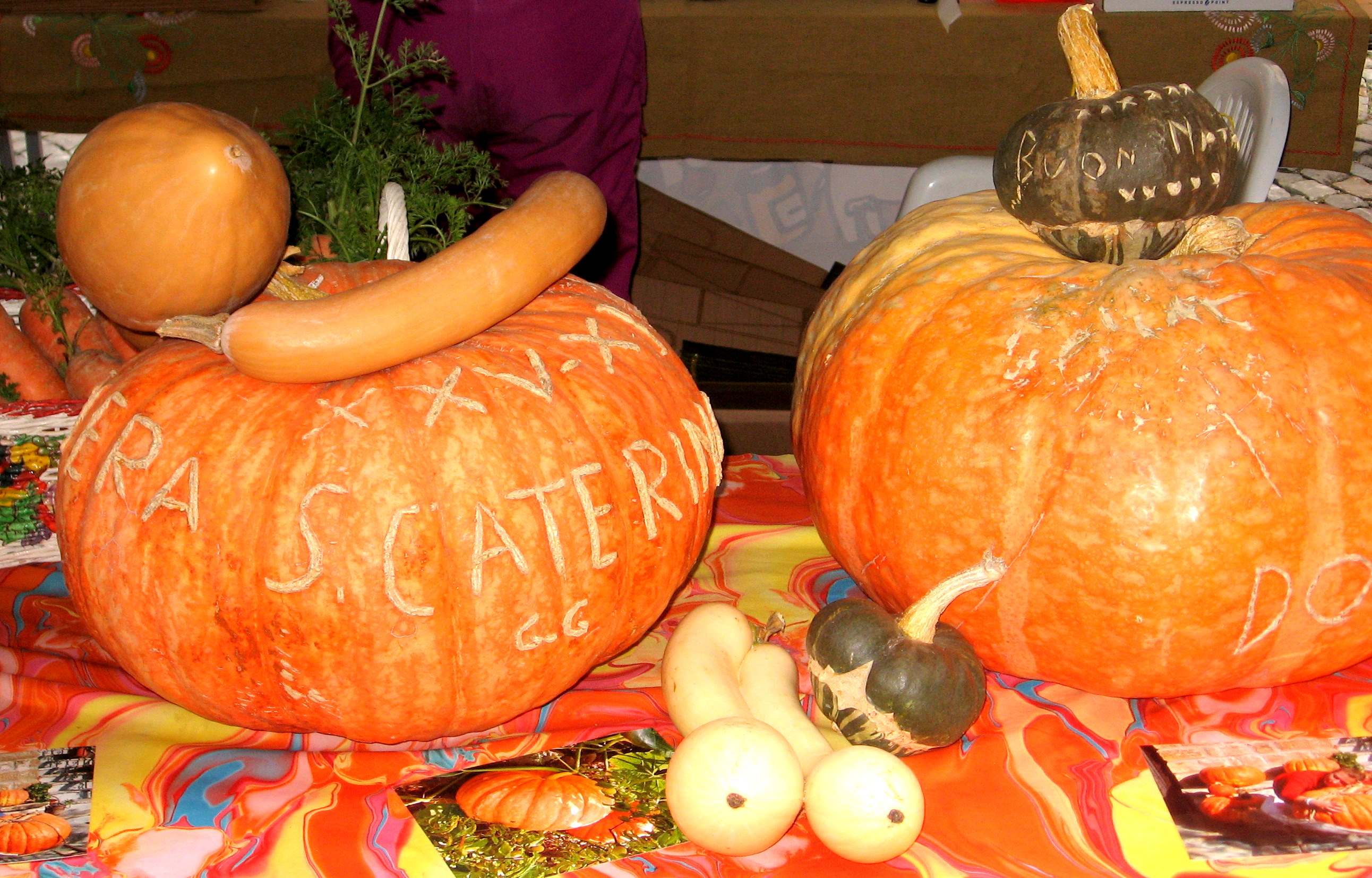
Le zucche "allevate" e istoriate per Santa Caterina.
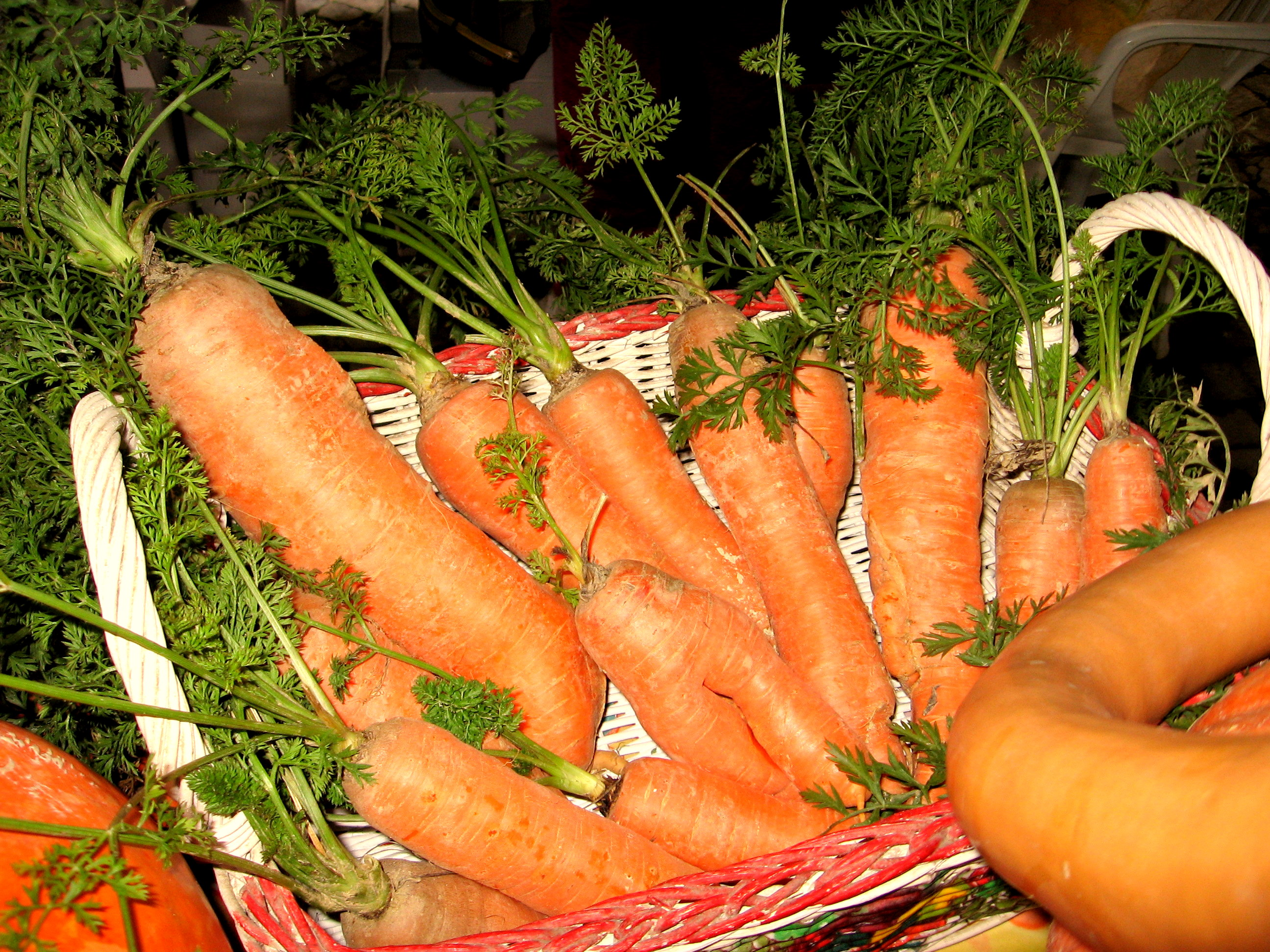
Carote giganti da coltivazione naturale.
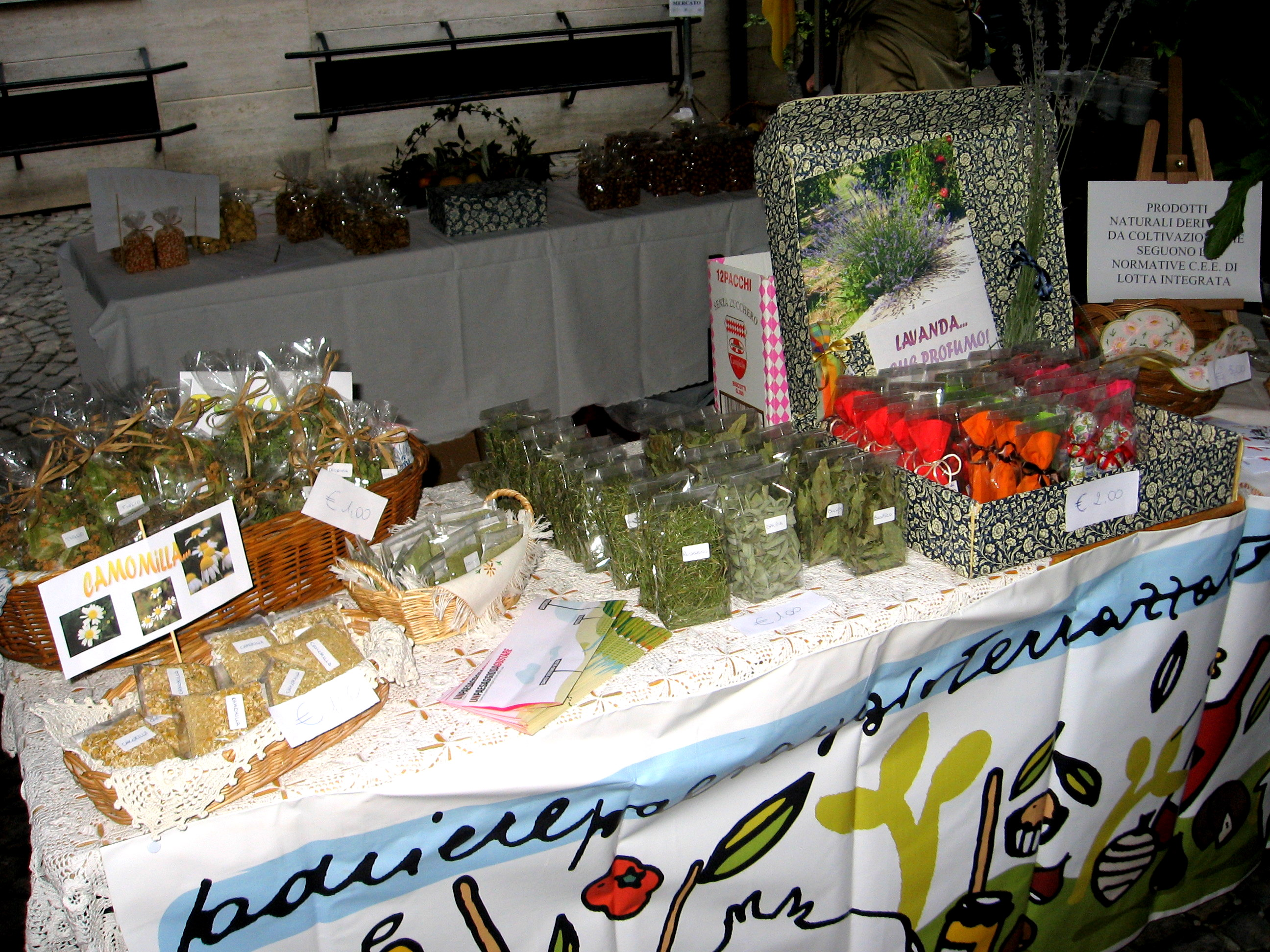
Erboristeria biologica.
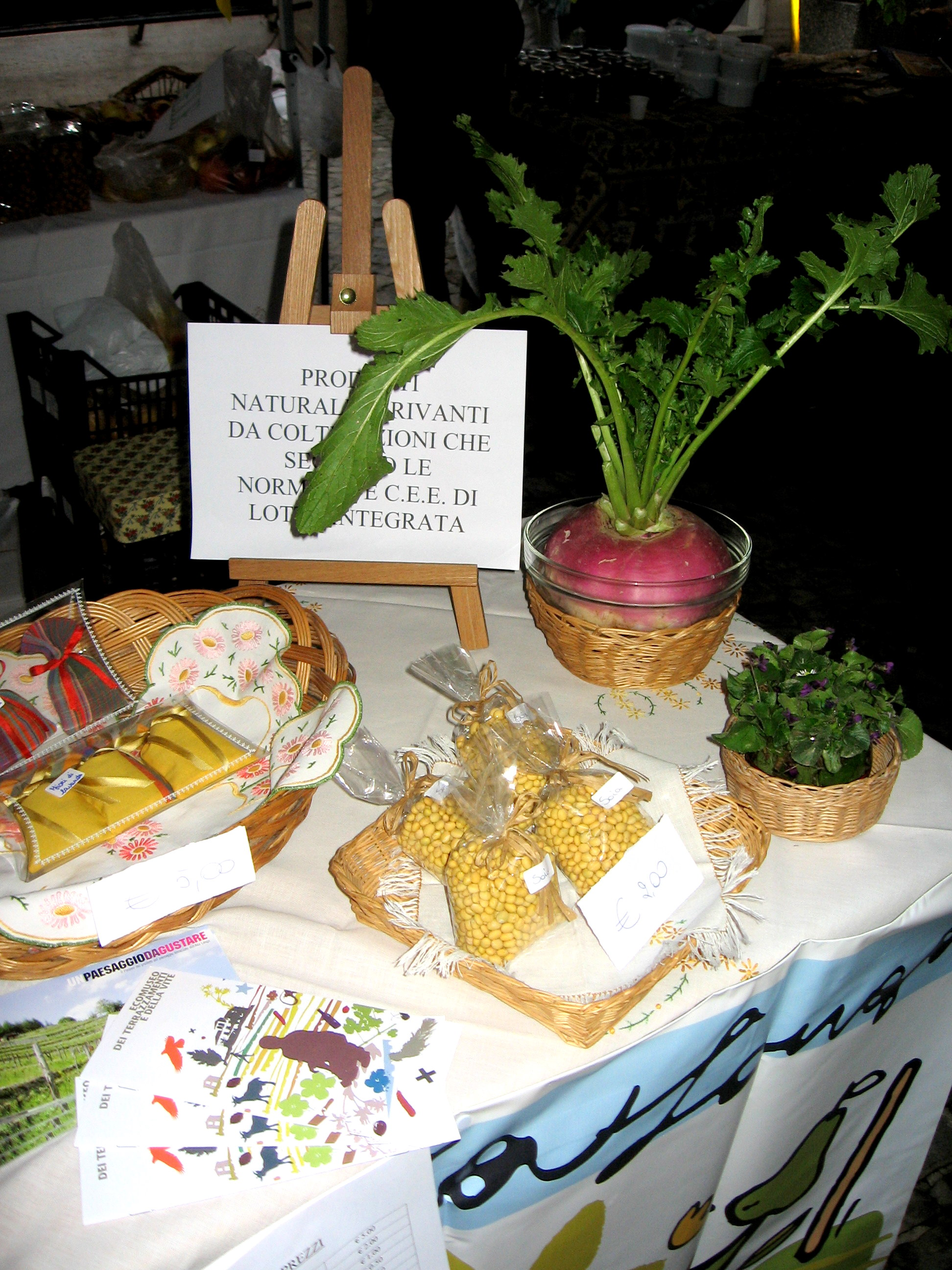
Altri prodotti di erboristeria e cosmesi da coltivazioni naturali.
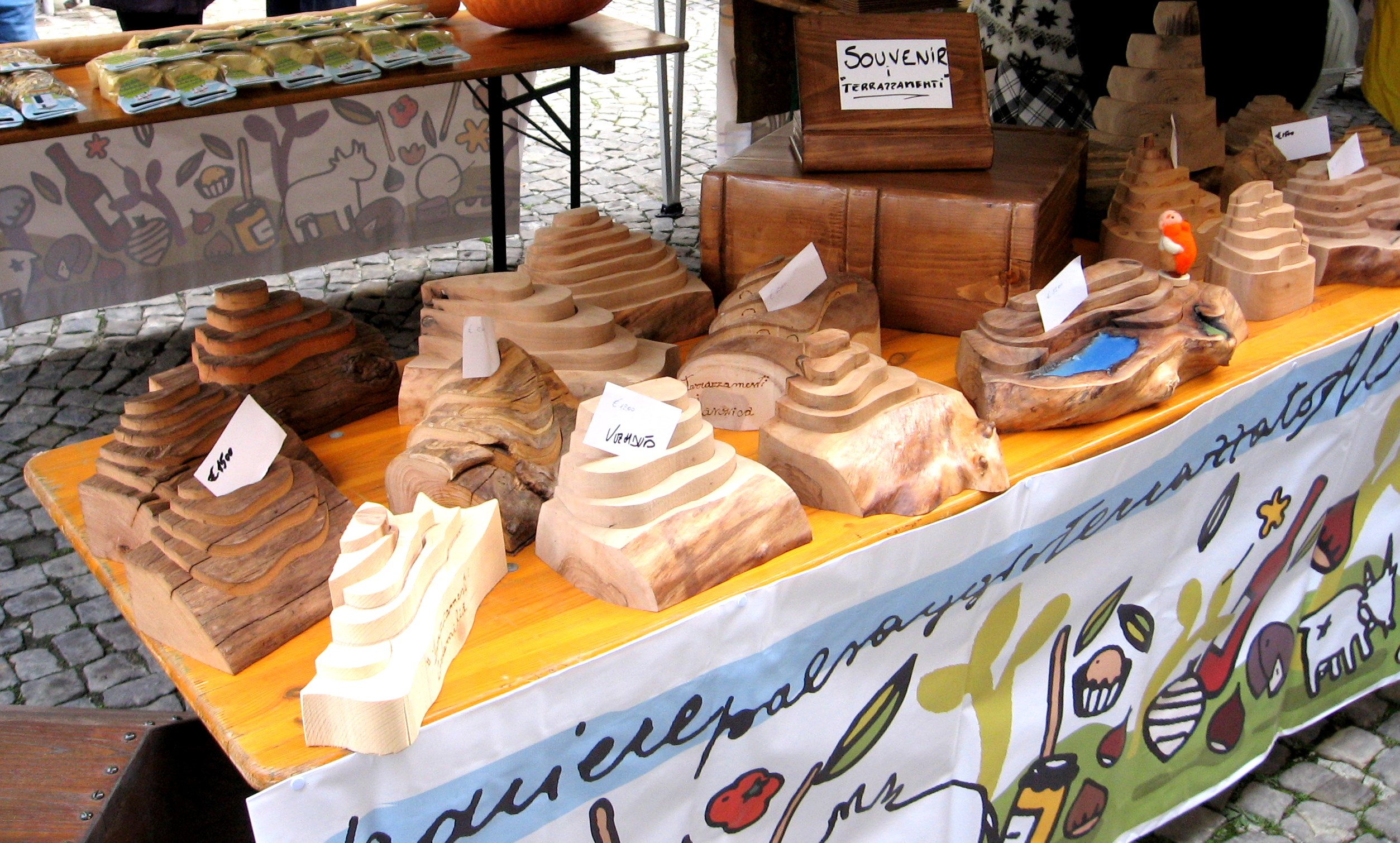
Le Terrazze tipiche del territorio di Cortemilia riprodotte in legno come gioco educativo.
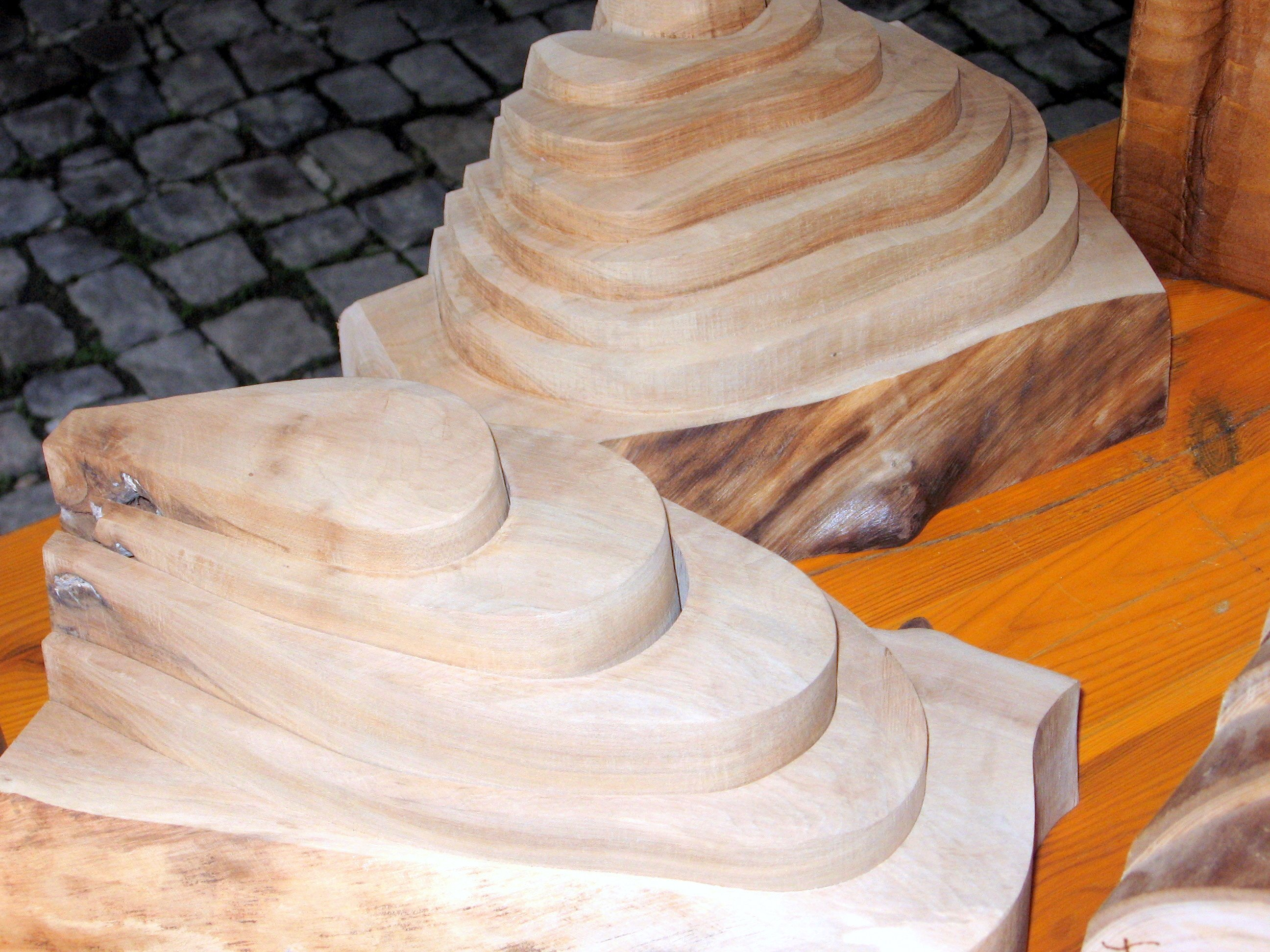
Particolari. Artigianato locale. Artigiano del legno Mauro Ratto
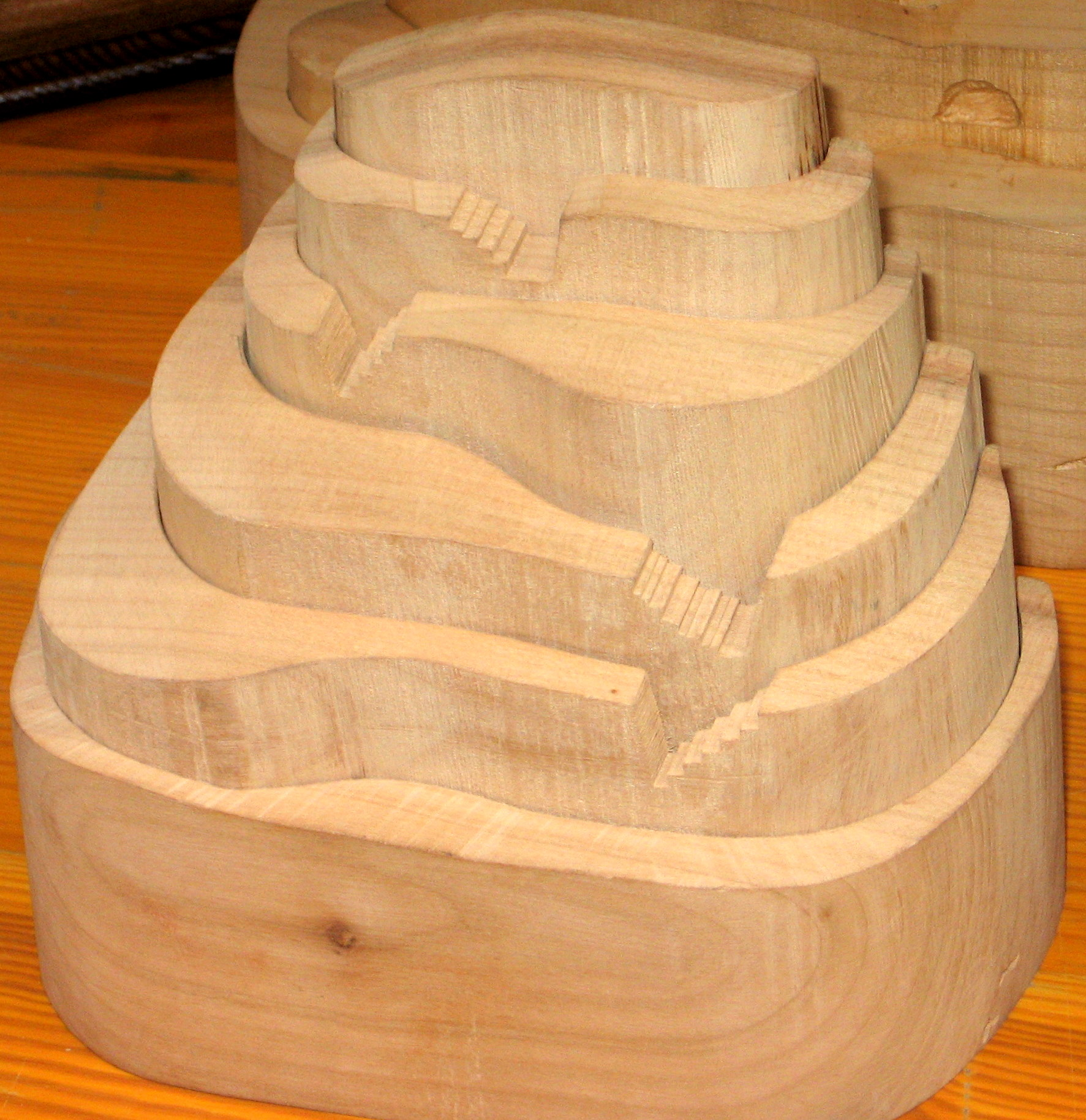
Interpretazione in legno di Monte Oliveto. Mauro Ratto.
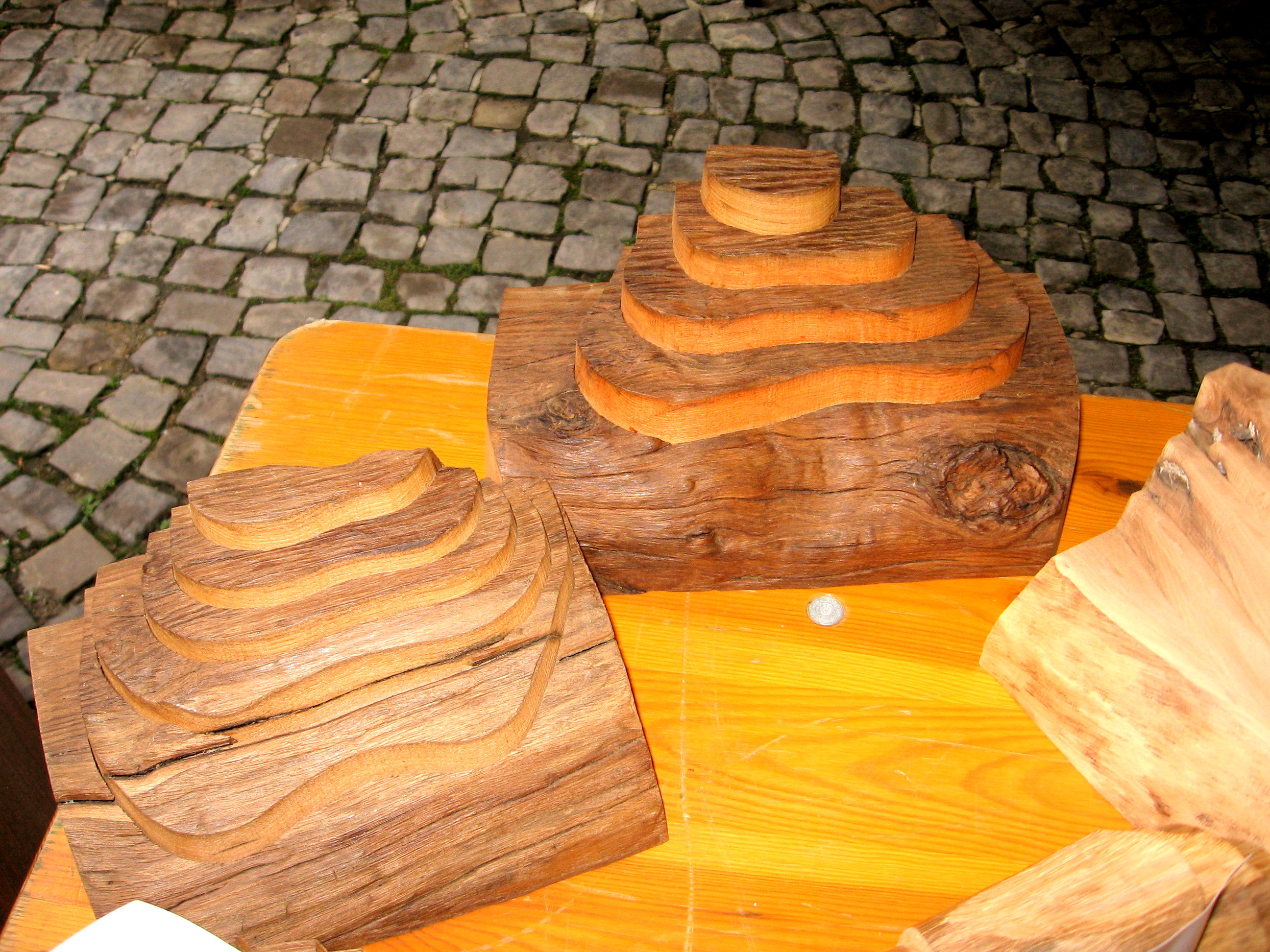
Sezioni di travi lavorate a terrazza. M. Ratto.

## Società

### Evoluzione demografica
Abitanti censiti

### Etnie e minoranze straniere
Secondo i dati Istat al 31 dicembre 2017, i cittadini stranieri residenti a Cortemilia sono 290, così suddivisi per nazionalità, elencando per le presenze più significative:
1. Romania, 99
2. Albania, 63
3. Repubblica di Macedonia, 25
4. Svizzera, 25
5. Marocco, 23

## Amministrazione
Di seguito è presentata una tabella relativa alle amministrazioni che si sono succedute in questo comune.
| Periodo          | Periodo          | Primo cittadino             | Partito                                 | Carica      | Note  |
| ---------------- | ---------------- | --------------------------- | --------------------------------------- | ----------- | ----- |
| 5 luglio 1988    | 12 aprile 1990   | Claudio Dessino             | Partito Socialista Democratico Italiano | Sindaco     | [ 8 ] |
| 12 aprile 1990   | 21 luglio 1990   | Tancredi Bruno Di Clarafond |                                         | Comm. pref. | [ 8 ] |
| 21 luglio 1990   | 20 novembre 1995 | Giancarlo Veglio            | -                                       | Sindaco     | [ 8 ] |
| 20 novembre 1995 | 17 aprile 2000   | Giancarlo Veglio            | -                                       | Sindaco     | [ 8 ] |
| 17 aprile 2000   | 5 aprile 2005    | Gian Carlo Veglio           | lista civica                            | Sindaco     | [ 8 ] |
| 5 aprile 2005    | 30 marzo 2010    | Aldo Marcello Bruna         | lista civica                            | Sindaco     | [ 8 ] |
| 30 marzo 2010    | 31 maggio 2015   | Graziano Carlo Maestro      | lista civica                            | Sindaco     | [ 8 ] |
| 31 maggio 2015   | in carica        | Roberto Bodrito             | lista civica: si ... amo Cortemilia     | Sindaco     | [ 8 ] |

### Altre informazioni amministrative
Il comune faceva parte della comunità montana Alta Langa e Langa delle Valli Bormida e Uzzone.

## Pallapugno
Dalla fine dell'Ottocento fino agli anni cinquanta Novecento, il pallone elastico (oggi pallapugno, italianizzando il termine piemontese, balon a pugn, che ha sempre indicato questo sport) è stato lo svago principale di gran parte della popolazione maschile di Cortemilia.

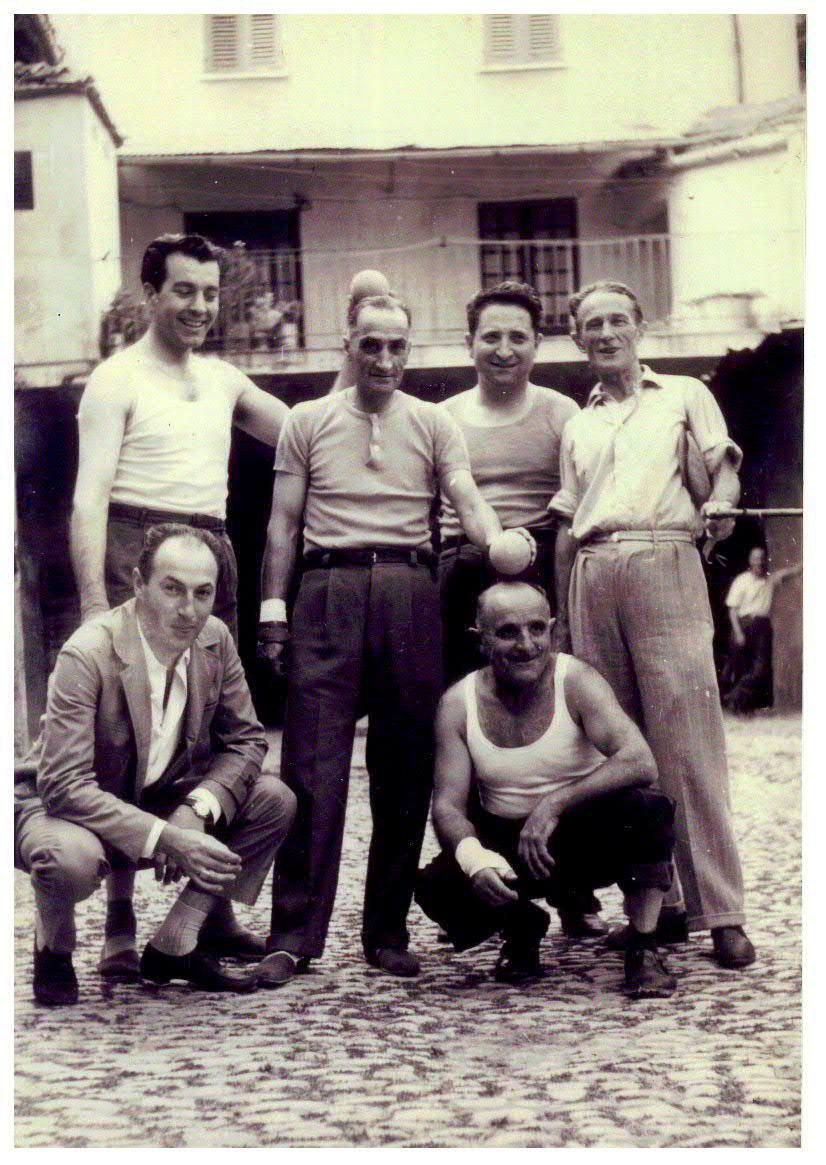
Personaggi della pallapugno storica di Cortemilia nel cortile dell'antico Albergo "Corona Grossa"

Stando ai racconti dei vecchi, vi erano almeno una ventina di luoghi diversi di Cortemilia - strade, piazze, frazioni campestri, poi due famosi cortili d'albergo, la "Corona Grossa" e "da Cigliuti" - dove si praticava questo gioco, sia - in due piazze - nella sua forma classica, "alla lunga", che poi troverà la sua continuazione negli sferisteri, sia, soprattutto, nei modi "alla pantalera" e "al tetto", i quali necessitano di spazi meno ampi.
Il più celebre giocatore cortemiliese degli inizi è stato Luigi Robba, "Massimino" (1886). Erculeo, potente sia in battuta che al ricaccio, conseguì molte vittorie nei primi due decenni del Novecento. Non partecipò mai ai campionati italiani, istituiti nel 1912, quando lui era al massimo della forma, in grado di competere (in tornei molte volte li sconfisse) coi migliori giocatori italiani dell'epoca: Fuseri, primo campione d'Italia, Dompé, Del Piano, Maggiorino, Cigliutti, Balera eccetera. Concluse la sua carriera sportiva in modo davvero singolare. Sconfitto, in un torneo a Santo Stefano Belbo, sulla via del ritorno verso Cortemilia fermò il calesse sul quale viaggiava e, dopo aver ammucchiato tutti gli indumenti di gioco sul ciglio della strada, vi diede fuoco, ripromettendosi di non giocare mai più.
Altri bravi giocatori cortemiliesi di quegli anni furono Ludovico Pace, Giuseppe Bemer, Riccardo Grassi, Domenico Negro "Minot" e il dottor Giovanni Carena (1895) il quale durante gli anni universitari a Torino, giocò più volte con Riccardo Fuseri. Un cenno anche a Domenico Pallavicino (1906) e Aurelio Molinari (1909), il quale, avendo quasi sempre come spalla Angelo Rugo (1906), vinse parecchi tornei e partecipò anche ad alcuni campionati di 2ª categoria (l'attuale serie B).
Molto noti anche alcuni giocatori dell'immediato circondario cortemiliese, come Dario Vassallo (1893) di Pezzolo, Francesco Reggio Ciò cru (1883) di Castino, Giuseppe Serafino, Gepot (1913) di Bergolo, che coi suoi fratelli Paolon e Gigiot e altri compaesani. La tradizione bergolese proseguirà poi in anni a noi più vicini con i terzini Renzo Grasso, Elio Serafino e Giancarlo Grasso (per quest'ultimo quattro titoli italiani), e col battitore mancino Sergio Viglione (1942), due scudetti in serie B.
Da ricordare anche Pierino Ravina Piru (1926) di Levice e Aurelio Defilippi (1932) di Castino. Entrambi in un modo o nell'altro, sono legati al più grande giocatore di pallone di sempre, Felice Bertola, nato nel 1944 a Gottasecca e vincitore di ben 12 campionati. Piru fu, in pratica, il primo maestro del giocatore di Gottasecca, col quale vinse nel 1960 il campionato di serie C. Defilippi, invece, proprio con Bertola che gli faceva da spalla, diventò campione d'Italia nel 1963 e nel 1964.

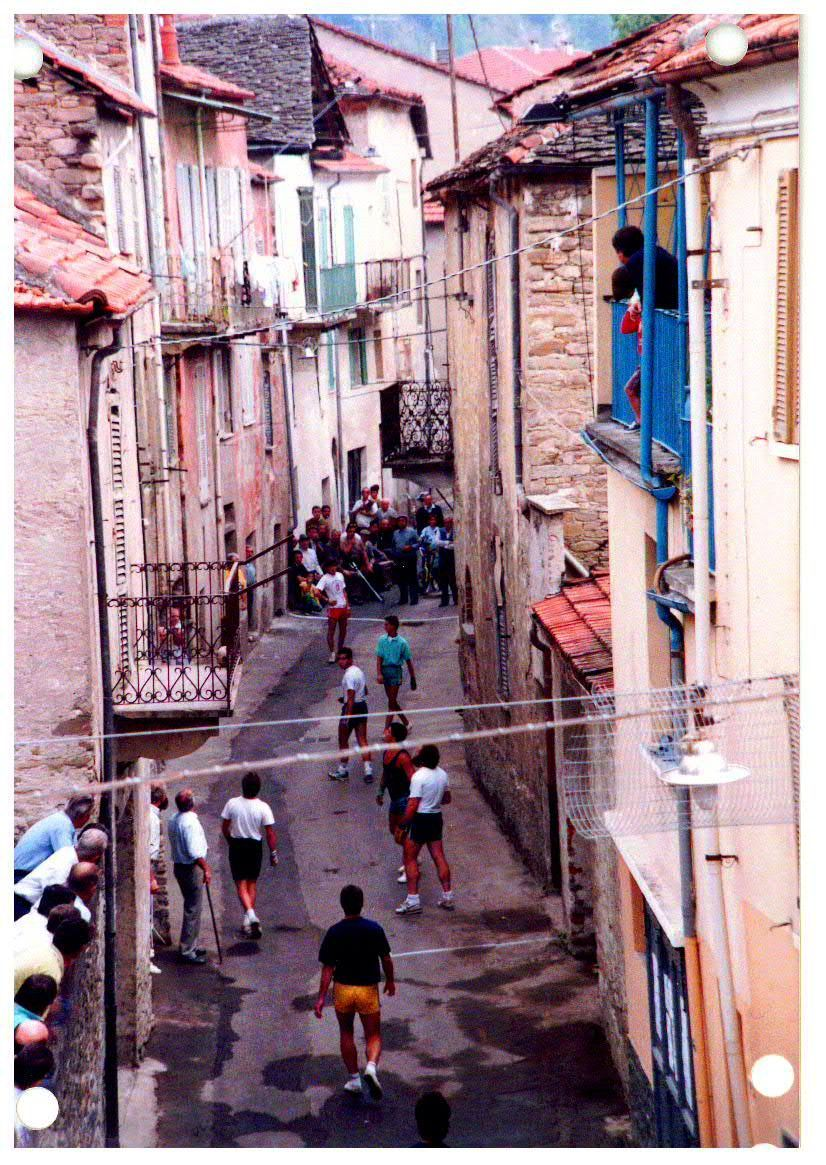
Il gioco della pallapugno nelle antiche contrade di Cortemilia

Tornando a Cortemilia, dopo molti anni di quasi silenzio, la svolta avviene nel 1981, quando Francesco Dezani, presidente della Federazione, incarica il campione di Monesiglio Carlo Balocco e il cortemiliese Lalo Bruna, insegnante di educazione motoria nelle scuole elementari del paese e allenatore di atletica, di tentare un non facile rilancio della pallapugno.  Cortemilia si risveglia ed è capace di vincere, dal 1984 al 2000, 23 scudetti, in tutte le categorie. Stefano Dogliotti, che porta a Cortemilia i primi due scudetti della sua storia: juniores nel 1984, serie B nel 1986 (vincerà, nel 1997, anche il campionato di serie A, giocando per Spigno); Riccardo Molinari, di Scaletta Uzzone, primo in B a Cortemilia nel 1988 e poi due volte campione d'Italia (1991 e 1992) con Alba; Flavio Dotta, cairese originario di Castelletto Uzzone, 1988 vinse lo scudetto in serie B con spalla Marco Canaparo di Cravanzana, campione d'Italia nel 1993 a Cortemilia (con lui giocavano Valter Belmonte, Elio Bonino, Fabrizio Cerrato e la riserva Alessandro Garbero). E poi ancora: Luca Dogliotti, Alberto Muratore, Oscar Giribaldi, di Gorzegno, finalista in serie A nel 2007, i suoi compaesani (ma sempre "cortemiliesi" di scuola pallonistica) Cristian Giribaldi, Ivan e Diego Montanaro, Stefano Leone; Luigino Molinari, di Castelletto Uzzone; Stefano Busca, di Lequio Berria. Tutti, ancora oggi, protagonisti dei campionati maggiori.
Poi, a partire dal 2001, di nuovo qualche anno di crisi, acuita dalla caduta della rete d'appoggio dello sferisterio. Ora si è ripartiti (2008), con uno sferisterio rimesso a nuovo e due squadre - una in C2 (Enzo Patrone, Massimo Balocco, Simone Vinotto, Paolo Moraglio, Simone Negri).
Nel libretto della Cenerentola, la famosa opera lirica del pesarese Gioachino Rossini, un passaggio affidato a Dandini, nel lieto finale dell'opera, così dice:
Ecco il pallon tornò

E il giocator maestro

In aria il ribalzò.»
(dal libretto della La Cenerentola, opera lirica di Gioachino Rossini)

## Gastronomia
La "Nocciola Tonda Gentile" delle Langhe è il prodotto principe del territorio cortemiliese, dove raggiunge resa agronomica, dimensioni, peso, qualità organolettiche ottimali. La nocciola entra in molte produzioni dolciarie ed è anche ingrediente di molte specialità locali come la "torta di nocciole" di cui esistono varie versioni, con farina di grano e semola o con solo sfarinato di gherigli, con aggiunta di cacao, aromi, liquori. La nocciola fa parte anche di preparazioni salate come condimento di tajarin e come morbido e delicato accompagnamento a carni rosse, pollame, cacciagione, e ancora in granella su sottili fette di lardo. Tra i vini vi sono il "Dolcetto dei Terrazzamenti", varietà locale del Dolcetto d'Alba, le barbere, i moscati. Formaggi, anche stagionati, di latte ovino e caprino, offerti con miele di castagno e mostarda (detta anche cugnà, un composto di marmellata di mosto d'uva, fichi, noci, mele, pere spezie), salumi, tra cui i "filetti baciati", e la griva, antica e specialità locale a base di carni di maiale.

## La Sacra Spina di Cortemilia
Una tradizione, attestata da documenti settecenteschi, riporta che nel 1095 un pio cavaliere di Cortemilia, feudatario di un vasto territorio compreso tra le valli Belbo e Bormida, partì per la Prima Crociata. Nel 1099 al seguito dell'esercito di Goffredo di Buglione, questo cavaliere combatté per la conquista di Gerusalemme. Dopo un anno passato nella Città Santa, si mise sulla via del ritorno in patria.
Nel 1100 il cavaliere era a Costantinopoli, dove intendeva rendere omaggio alle Sante reliquie di Cristo conservate nel Palazzo imperiale. Qui, in qualche modo, si impossessò di tre spine e lasciò la capitale dell'Impero bizantino. Il cavaliere s'imbarcò su una nave genovese, ma durante il viaggio la nave fu attaccata dai pirati e cadde prigioniero. Allora fece un voto: qualora fosse stato liberato, avrebbe costruito una cappella per custodire le Sacre Spine, nel primo villaggio del suo feudo sul quale avesse posto piede.
Le preghiere del cavaliere furono esaudite. I pirati furono attaccati in mare aperto da una nave genovese e i prigionieri furono liberati. In tal modo egli raggiunse il porto di Genova e da qui s'imbarcò per Savona, città vicina ai suoi possedimenti. In breve raggiunse Montechiaro d'Acqui, il primo villaggio dei suoi feudi e diede ordine di costruire una cappella votiva, nella quale depose le tre spine portate da Costantinopoli. Dopo la morte del cavaliere, la cappella delle Sacre Spine fu trasformata in una chiesa che ogni anno, nel periodo pasquale, diventò meta di pellegrinaggi da tutti i territori circostanti.
Nei secoli seguenti crebbe il disappunto degli abitanti di Cortemilia, che reclamavano il possesso delle reliquie in virtù del fatto che il cavaliere era originario della città. Nel 1542 il vescovo di Acqui, per dirimere le controversie tra gli abitanti di Cortemilia e quelli di Montechiaro sul possesso delle tre Sacre Spine, decise che una di queste fosse donata a Cortemilia, dove fu portata con solenne processione, ponendo fine a secolari discordie. La Spina è oggi conservata nella sezione di Cortemilia del Museo Diocesano di Alba, collocato nella chiesa confraternitale della Santissima Trinità (detta localmente "dei Batu Ross") nella Piazza Don Demetrio Castelli, di fronte alla parrocchiale di San Michele Arcangelo.
Dal luglio 2012 una serie di otto illustrazioni di Severino Baraldi stampate su pietra, dedicate alla leggenda della Sacra Spina di Cortemilia e Montechiaro d'Acqui, sono esposte in modo permanente in via Cavour, sulla base di un "progetto museale a cielo aperto" a cura di Giordano Berti e Letizia Rivetti.

## Nella di Cortemilia
A Cortemilia, al suo Castello e a quelli di Borgomale e Bergolo è legata una leggenda popolare che ha per protagonista Nella, infelice eroina di una storia d'amore contrastato. Tale leggenda è nota a molti perché Giuseppe Bottero, insegnante nelle Scuole Tecniche e Ginnasiali di Cortemilia ne ricavò il dramma storico Nella di Cortemilia, edito in Cortemilia nel 1915 dalla Tipografia Editrice Fratelli Miretti. L'opera teatrale (che è forse essa stessa all'origine della "leggenda") è divenuta patrimonio culturale del paese e ha avuto notevole fortuna locale e frequenti rappresentazioni sino ai giorni nostri. La storia ha un antefatto: mentre il cavaliere Olderico è lontano per le crociate la moglie Adelaide, che attende un figlio, viene fatta oggetto di turpi attenzioni da parte del cognato Lionello che essa sdegnosamente respinge, venendo per questo reclusa nel castello di Borgomale. Qui partorirà una bambina a cui sarà dato il nome di Stefanella, poi chiamata semplicemente Nella. Adelaide muore e la bambina viene affidata alla famiglia di un gastaldo che vive nel Borgo della Pieve dove cresce in grazia, purezza e leggiadria convinta di una propria umile origine. Di lei si innamora il giovane e prode cavaliere Oldrado, figlio del bieco Lionello, il quale però tenta di ostacolare l'amore dei due giovani, facendo rinchiudere la fanciulla in un'altra cupa fortezza vicina. Preso però dal rimorso della doppia malvagità compiuta verso madre e figlia, consigliato dal Padre Superiore del Convento francescano, libera Nella e acconsente al matrimonio. Mentre si sta preparando la festa in gaudio e letizia, sopraggiunge una delle tante terribili inondazioni della Bormida e dell'Uzzone e la povera Nella è in grave pericolo di esser travolta dalle acque turbinose nella sua piccola casa del Borgo della Pieve. Benché l'innamorato tenti disperatamente di raggiungerla sfidando le onde impetuose dei fiumi in piena, essa alla fine è trascinata via dalla corrente rapinosa e muore prima che Oldrado possa salvarla, gettando l'amato e tutto il paese di Cortemilia nel lutto più profondo.

## Tradizione
Tra il 1844 e il 1845 fu parroco di San Michele (subito dopo l'assegnazione delle due parrocchie a un arciprete ciascuna, rispetto all'unico sacerdote sino ad allora operante) mons. Andrea Formica, che divenne vescovo di Cuneo una ventina d'anni dopo. Tra la gente del paese circolava uno scherzoso proverbio: «Pòvra Curtmija, cumandà da'n Can, da 'n Gat e na Furmia!» (Povera Cortemilia, governata da un Cane, un Gatto e una Formica) Cane e Gatti, cognomi molto diffusi ancor oggi, erano probabilmente sindaco e vicesindaco dell'epoca.
Nella tradizione popolare del territorio circostante i cortemiliesi venivano talora definiti spèlacrìst ("spellatori di Cristo"), espressione non proprio lusinghiera che voleva sottintendere la tendenza degli antichi mercanti del paese ad approfittare, con pochi scrupoli, di una vasta quanto ingenua clientela. La probabile origine del nomignolo (straninòm) sta forse anche nei due gruppi processionali, dell' Ecce Homo e della Flagellazione gelosamente custoditi per molto tempo, e recentemente tornati, nella chiesa confraternitale dei Battuti Rossi, la Santissima Trinità, oggi sede della sezione cortemiliese del Museo diocesano di Alba e molto ammirati nei paesi del circondario.

## Ilpotagé
Il potagé fu per almeno due secoli un elemento fondamentale della cucina delle case popolari, prevalentemente nei centri abitati più o meno grandi, come Cortemilia. Fu un primo modello di quelle che sarebbero poi diventate le "cucine economiche", per la cottura dei cibi in ambito famigliare. L'"economicità" consisteva nel ridotto e più razionale uso del combustibile, braci, carbone di legna o minerale che veniva in tal modo sfruttato al meglio delle sue potenzialità.
Quasi sempre il potagé era ricavato nel vano di una finestra, che poteva restare aperta (in periodo estivo) o chiusa durante il suo uso, in quanto quel genere di cottura non produceva fumo. Si formava un doppio ripiano dove erano murate le "casse" in ghisa, a tronco di piramide rovesciata, di diverse dimensioni, con griglia di fondo. Nel ripiano inferiore c'erano le prese d'aria per ciascuna cassa. Per cuocere o riscaldare i cibi si riempiva per tre quarti la cassa con braci e carbonella, vi si sistemava sopra la pentola o la padella e poi si sventolava sotto con un soffietto o un ventilabro fatto con penne di gallina o di tacchino.
Il sistema era efficace e, specialmente in periodo estivo, permetteva cotture sufficientemente rapide ed omogenee dei cibi, appunto in modo "economico". Le braci, a cui si poteva aggiungere carbone o carbonella, potevano essere prodotte da un focolare domestico o imprestate e scambiate con i vicini. Nei caseggiati popolari il "fuoco" era un bene comune, e non si negava a nessuno, come l'acqua. Proverbio legato al fuoco " Chi u i'a d'bzögn d'r feu c'u sporza u dì", Chi ha bisogno del fuoco porga il dito (per appendervi il braciere), ossia aspettare sempre che i favori vengano richiesti, non farli di propria iniziativa. Modo di dire: «Truvè 'r gatt n's'er potagé», cioè: trovare il gatto sul focolare, trovare la casa fredda ed ancora il fuoco da accendere e il cibo da cuocere, segno di pigrizia e trascuratezza.

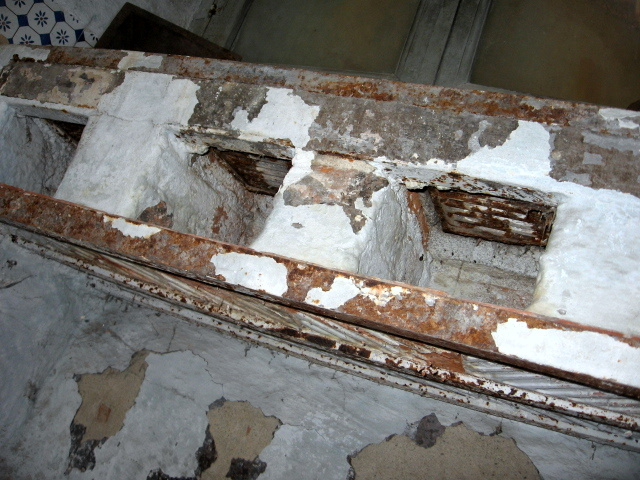
Visto dal basso con griglie di aerazione.
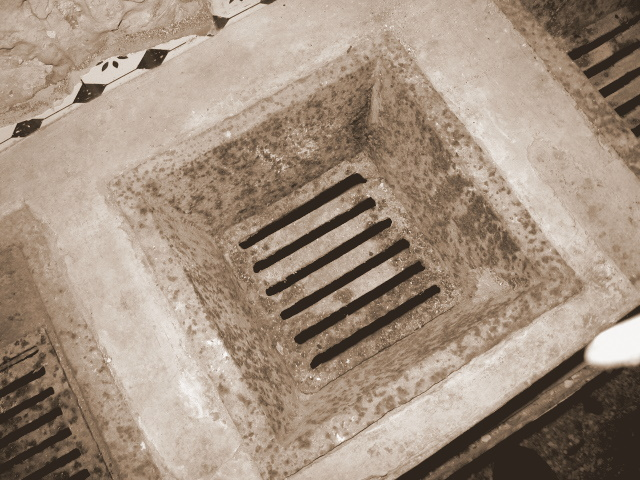
Cassa e griglia in posizione.
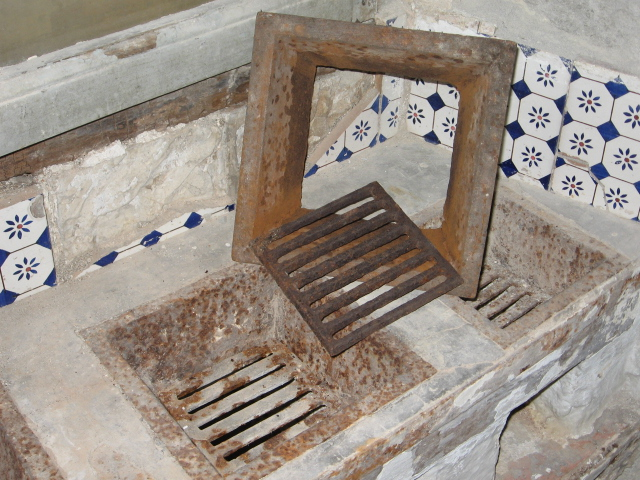
Cassa e griglia di ricambio.
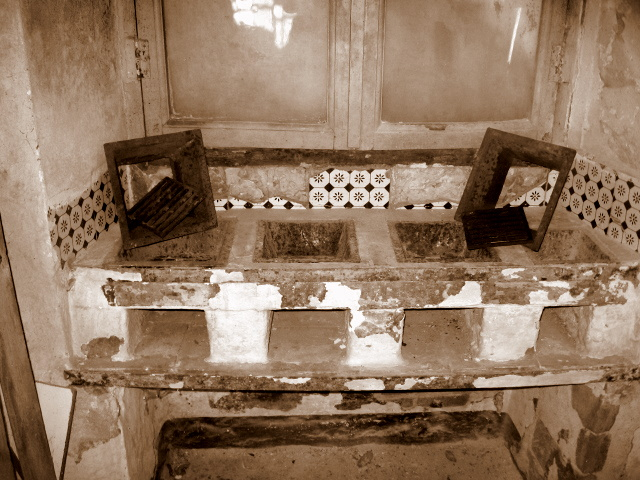
Posizione sotto la finestra per la dispersione di fumo e vapore.
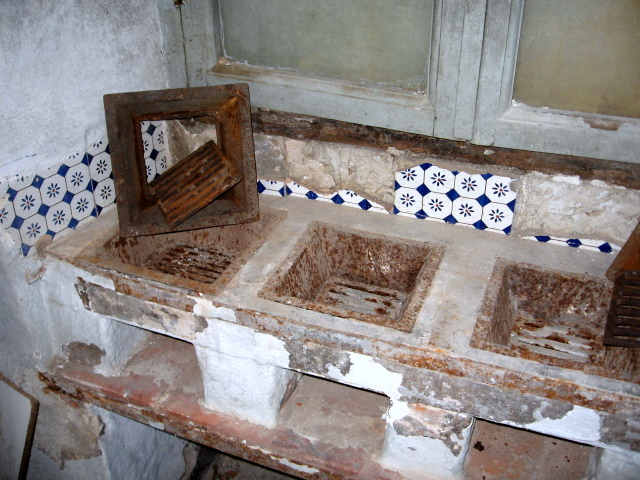
Idem

## Progetto Eden
Per il 2008 il Comune di Cortemilia ha partecipato al Progetto Comunitario "Eden 2008 - Destinazione di eccellenza per il patrimonio immateriale" presso la Presidenza del Consiglio dei ministri, Dipartimento per lo Sviluppo e la Competitività del Turismo" ed ha ottenuto una segnalazione tra i 30 migliori progetti presentati, per l'Ecomuseo dei Terrazzamenti e della Vite, oltre che per altre iniziative nei settori dell'energia, della raccolta differenziata dei rifiuti e del riciclaggio, e della valorizzazione del patrimonio culturale.

## Galleria d'immagini

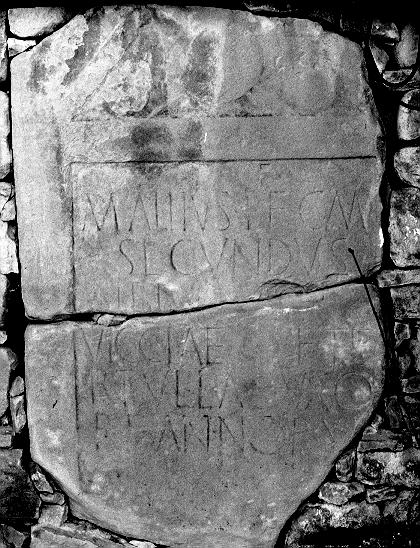
La lapide funeraria di Marco Allio Camillo Secondo a Doglio
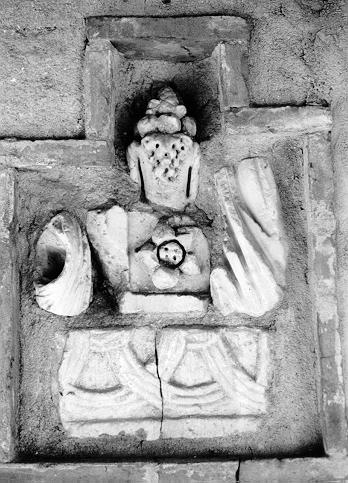
Frammenti marmorei di epoca tardo antica o risalenti all'insediamento Benedettino in San Michele. Cortile della Casa Canonica.
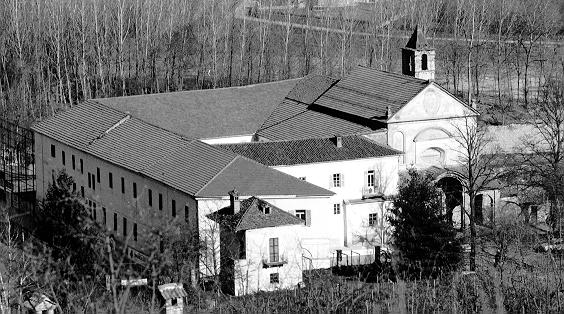
Il Complesso del Convento di San Francesco. Veduta invernale dall'area del Castello.
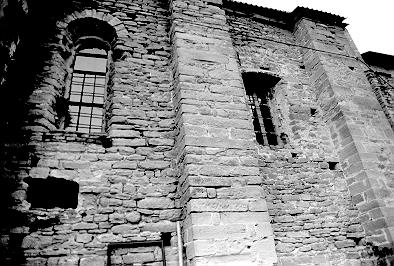
Particolare della muratura esterna della Chiesa del Convento prima dei restauri.
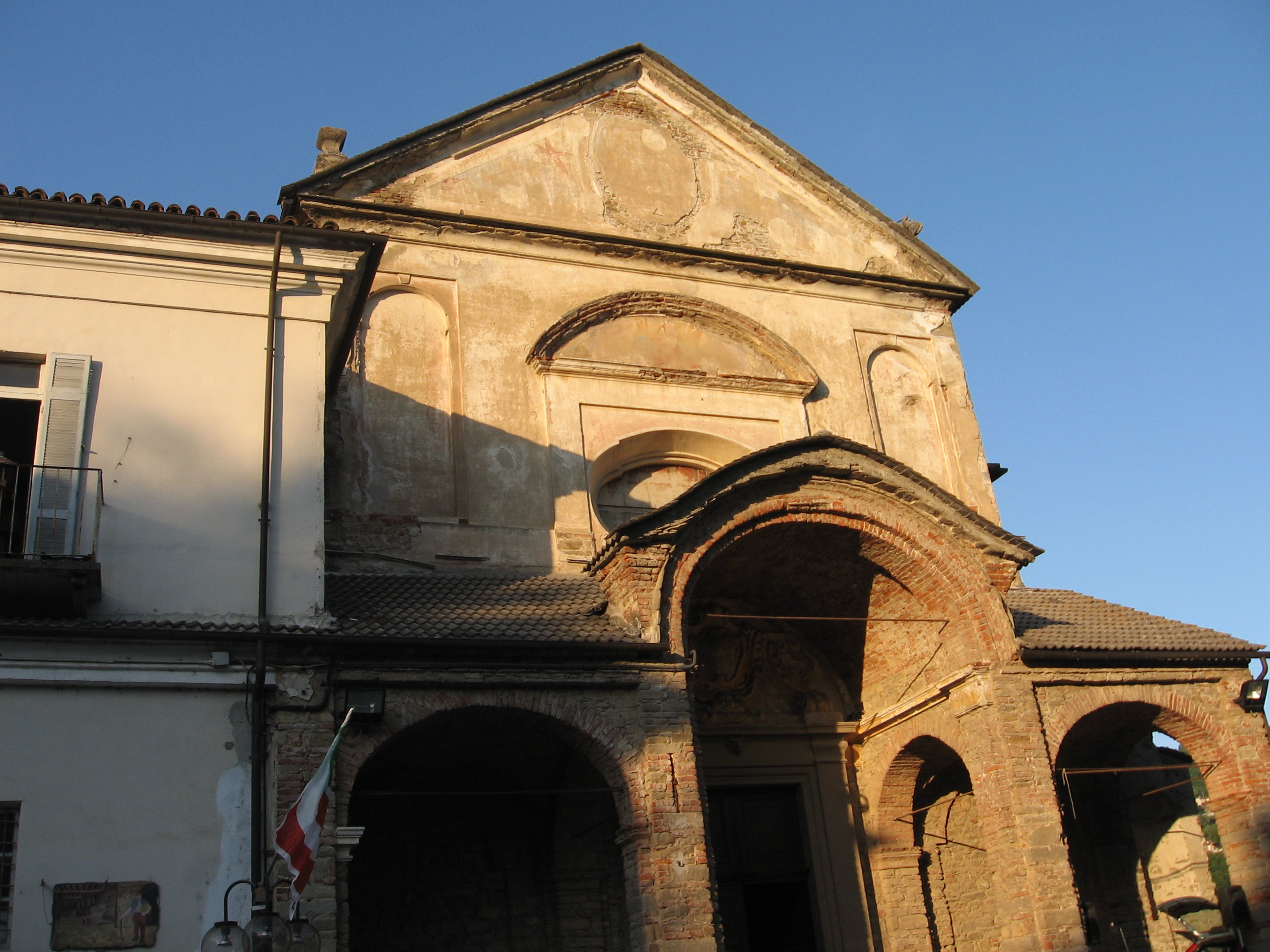
La facciata (sec. XVIII) del Convento. Sul timpano restano tracce d'affreschi, tra cui San Francesco che riceve le stimmate.
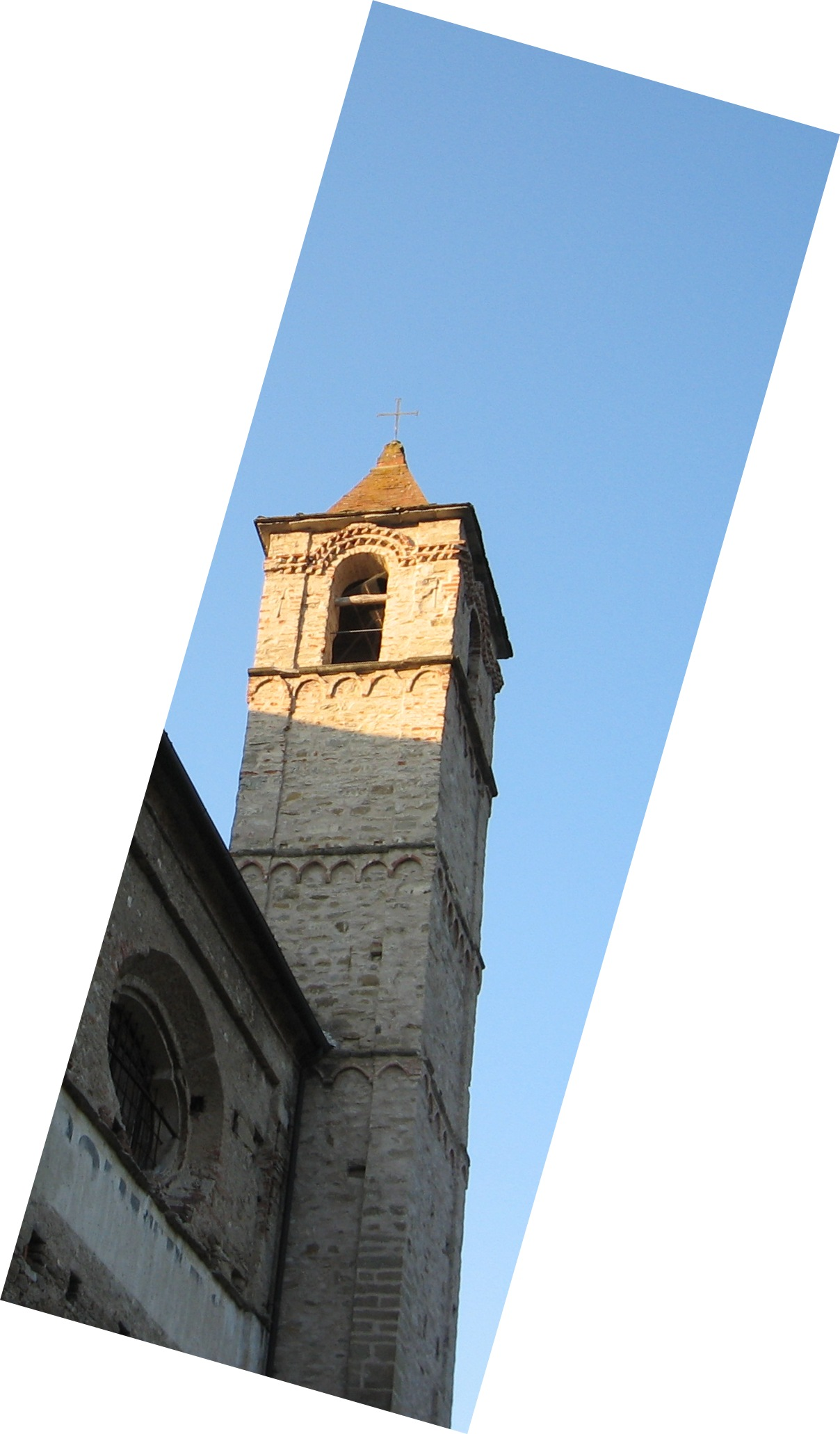
Il campanile della Chiesa del Convento, di ascendenze romaniche. Testimonia minori dimensioni del complesso medioevale rispetto all'attuale.
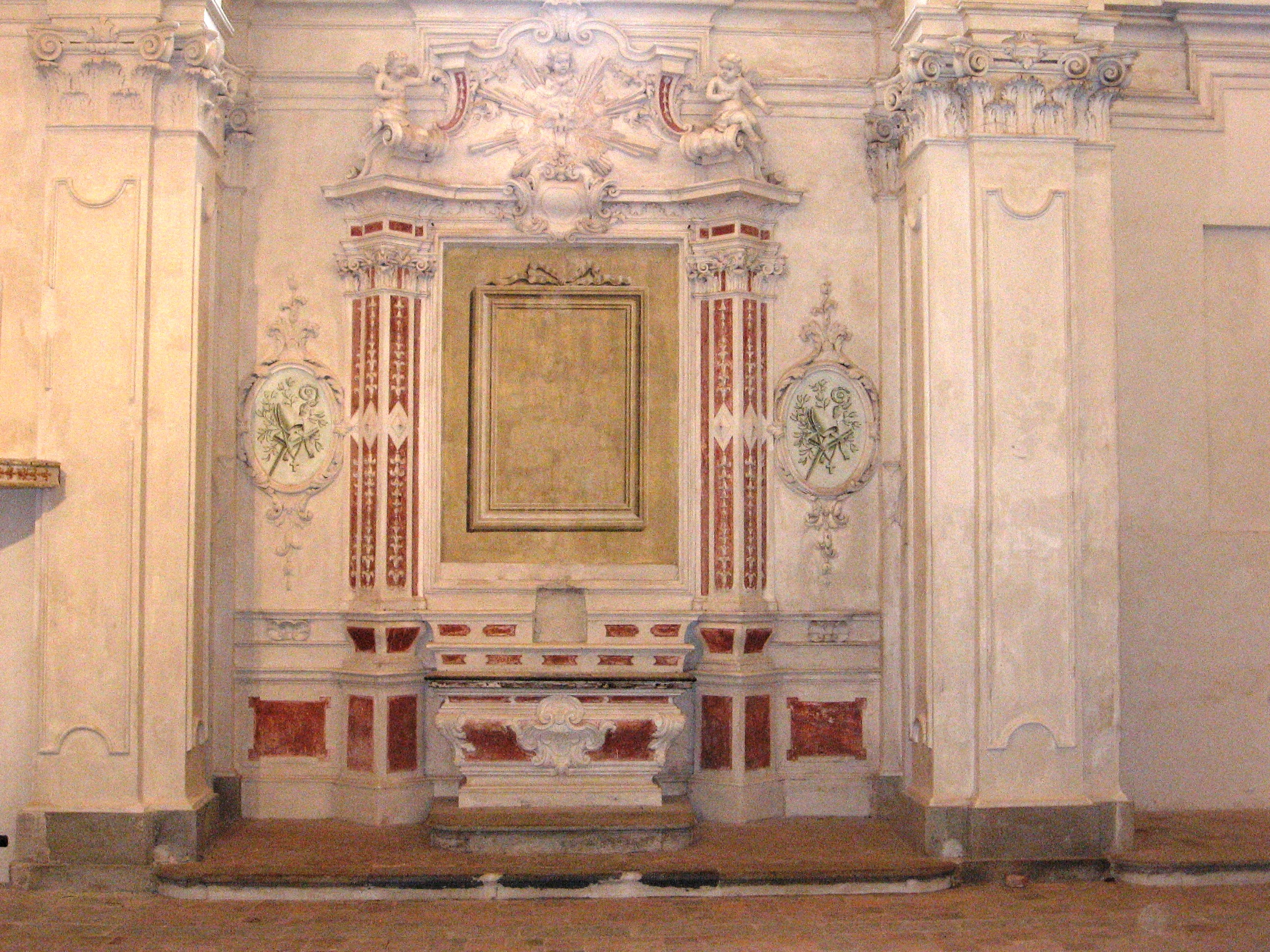
Chiesa del convento. Sezione barocca. L'altare di destra. Stucchi del XVIII secolo. L'altare era di pertinenza della Confraternita ospedaliera dello Spirito Santo, così come quello sulla parete opposta.
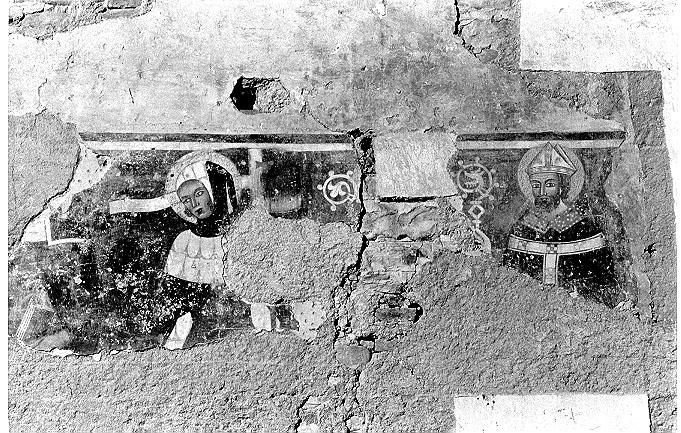
Chiesa del Convento Francescano (secolo XIII). Resti dell'affresco gotico (XIV/XV secolo) sulla parete sinistra della sezione antica.
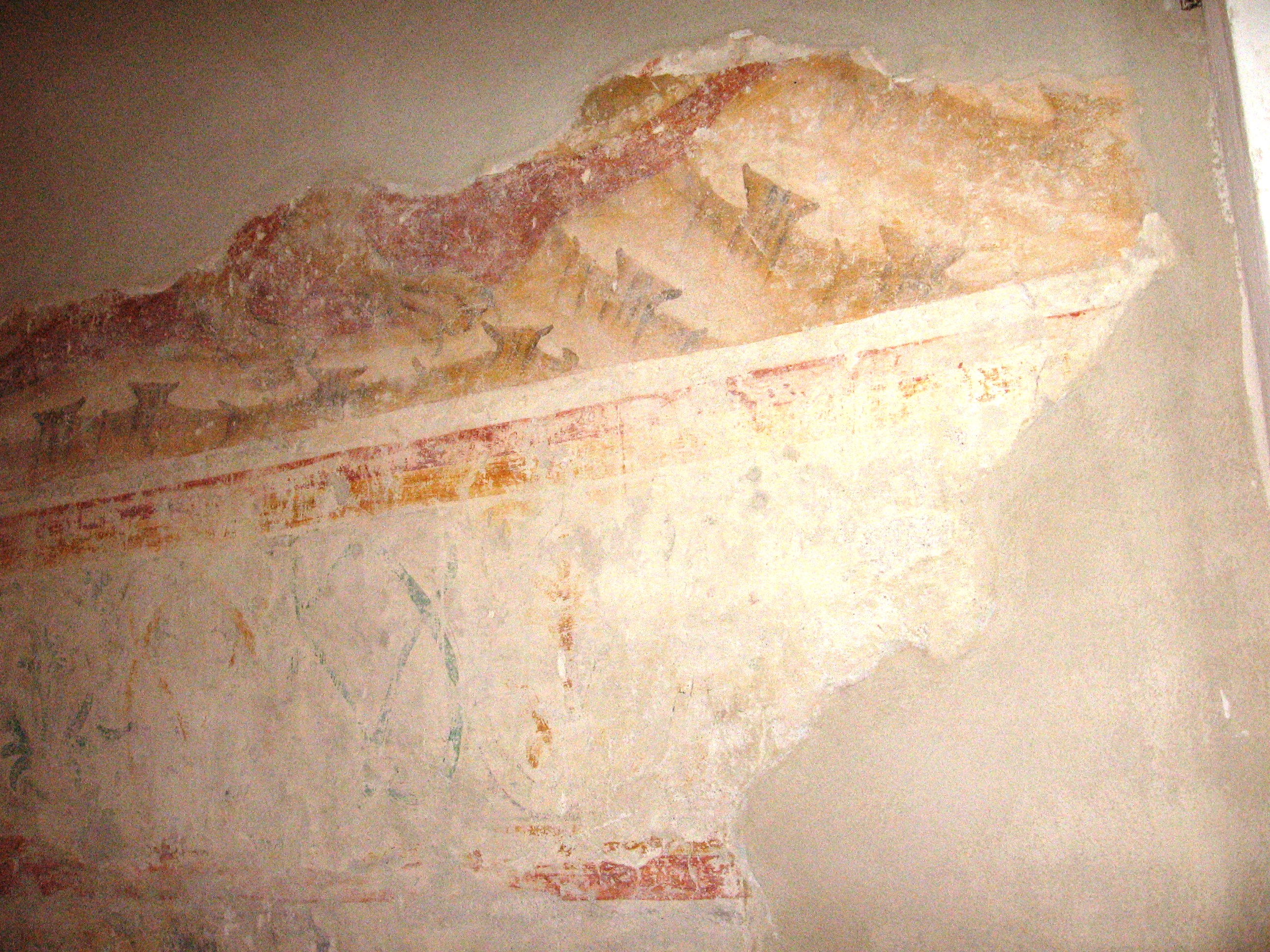
Tratto di affresco, di fattura arcaica, sulla parte inferiore della parete di destra. Vi sono leggibili zampe e parti del corpo di un drago su un terreno stilizzato.
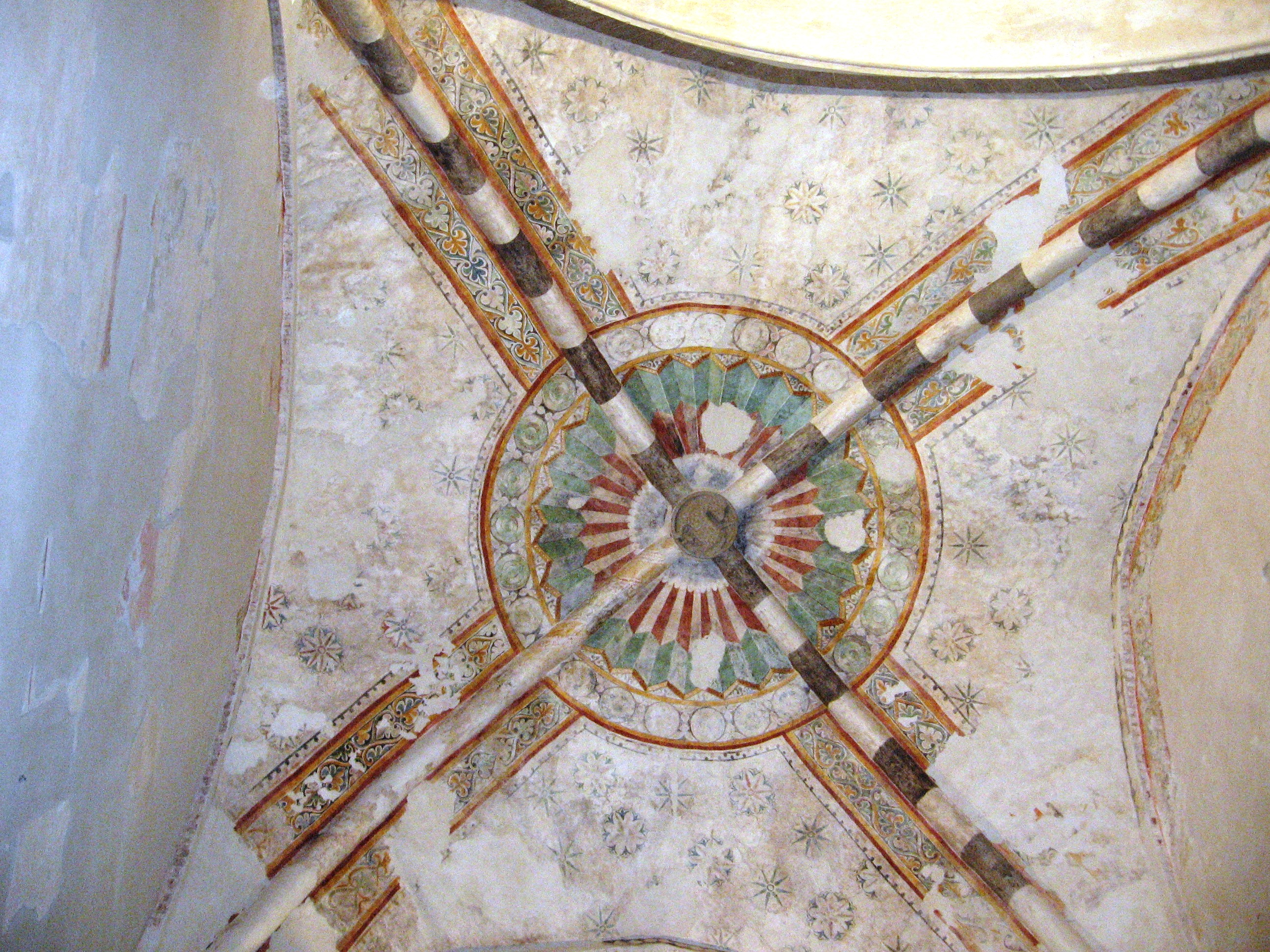
Crociera della volta, con gli affreschi e le decorazioni riportati recentemente alla luce. La costola nord presenta una decorazione eterogenea a spirale con tipologie affini a quelle del drago nell'immagine precedente.
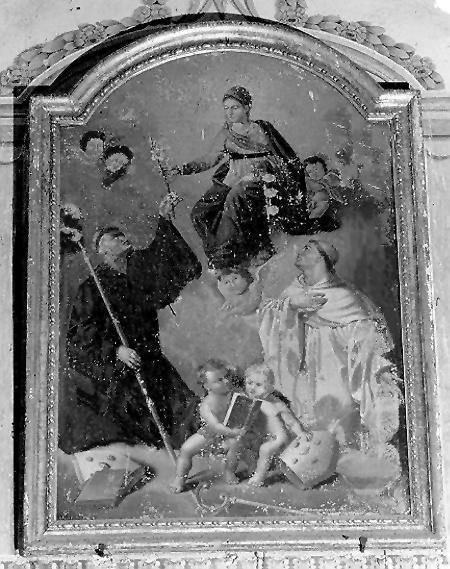
Chiesa del Convento di San Francesco - Altar Maggiore - La Vergine con Sant'Antonio da Padova, San Bernardo, Gesù e San Giovanni Battista infanti.
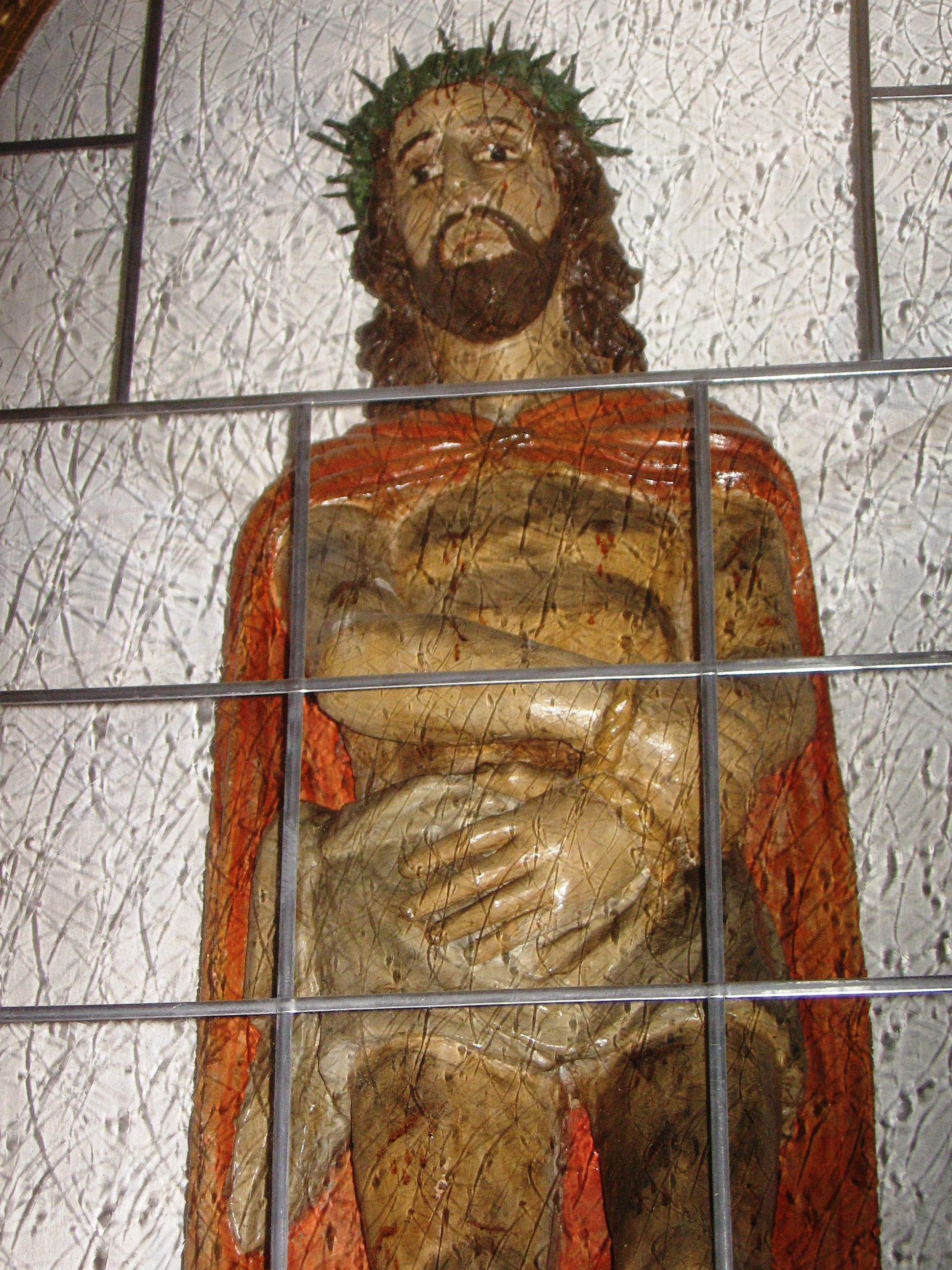
Ecce Homo nella Cripta della Chiesa del Convento. Statua lignea di fattura popolare, protetta da un'anta di vetro. Sec. XVIII.
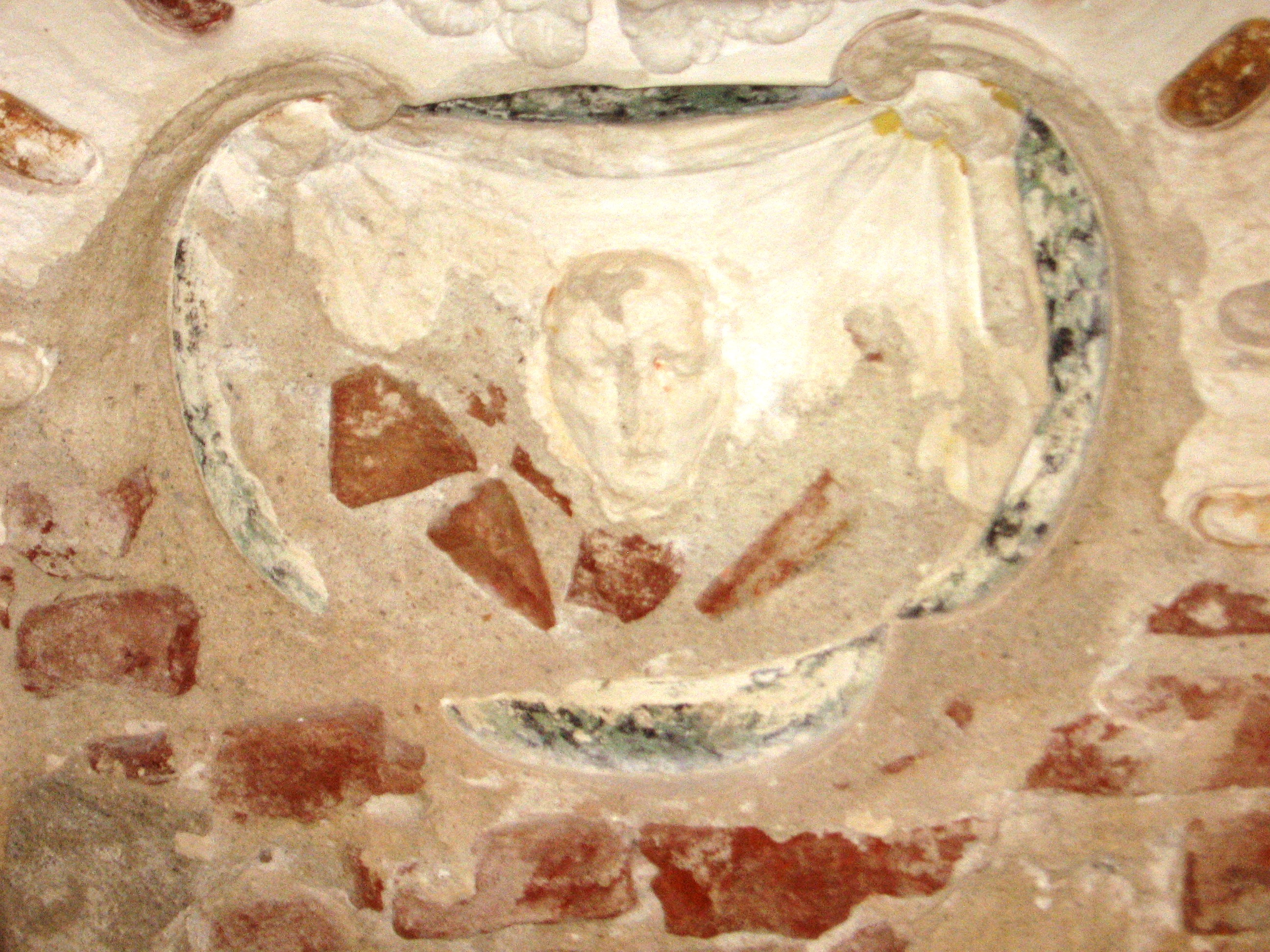
Chiesa del Convento. Cripta. Particolare degli stucchi dell'altare. Drappo della Veronica. Nonostante il degrado, spicca l'intensità del Volto sofferente di Cristo.
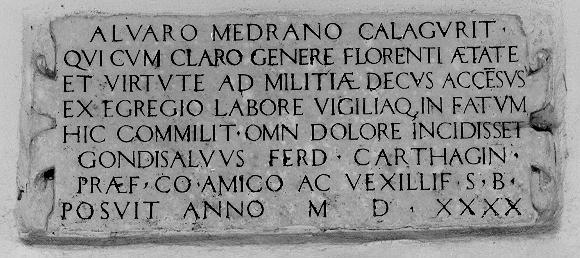
Chiostro del Convento. La lapide funeraria dell'ufficiale spagnolo Alvaro Medrano morto nel 1540.
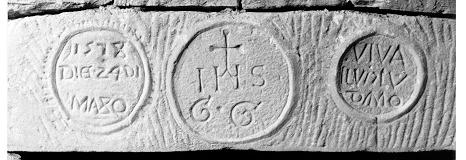
Cortemilia - Bruceto. Architrave della "Casa dei Frati". Di fattura popolare, porta la data 1578.
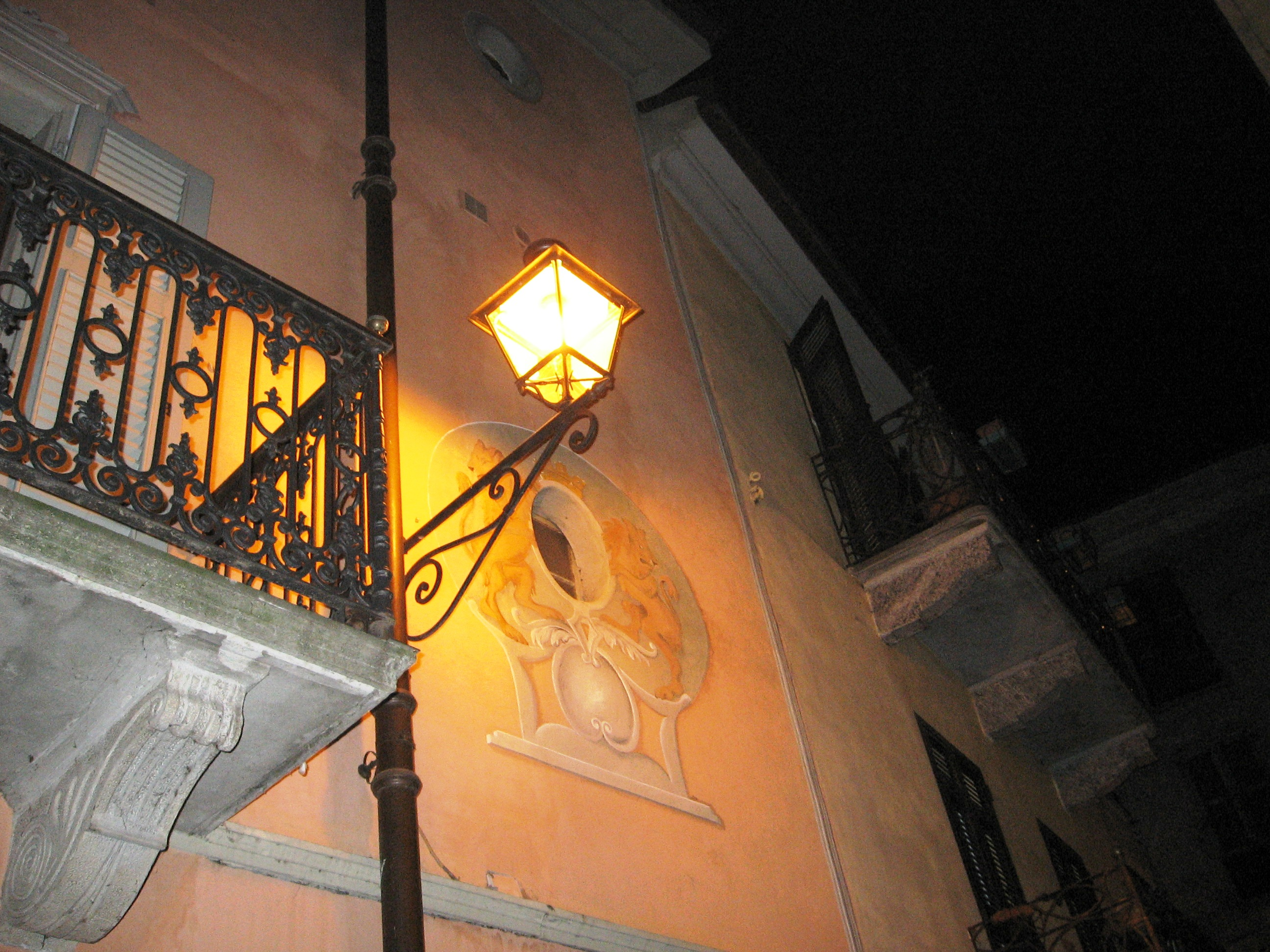
Scorcio notturno di Via Cavour - Palazzo Rabino.
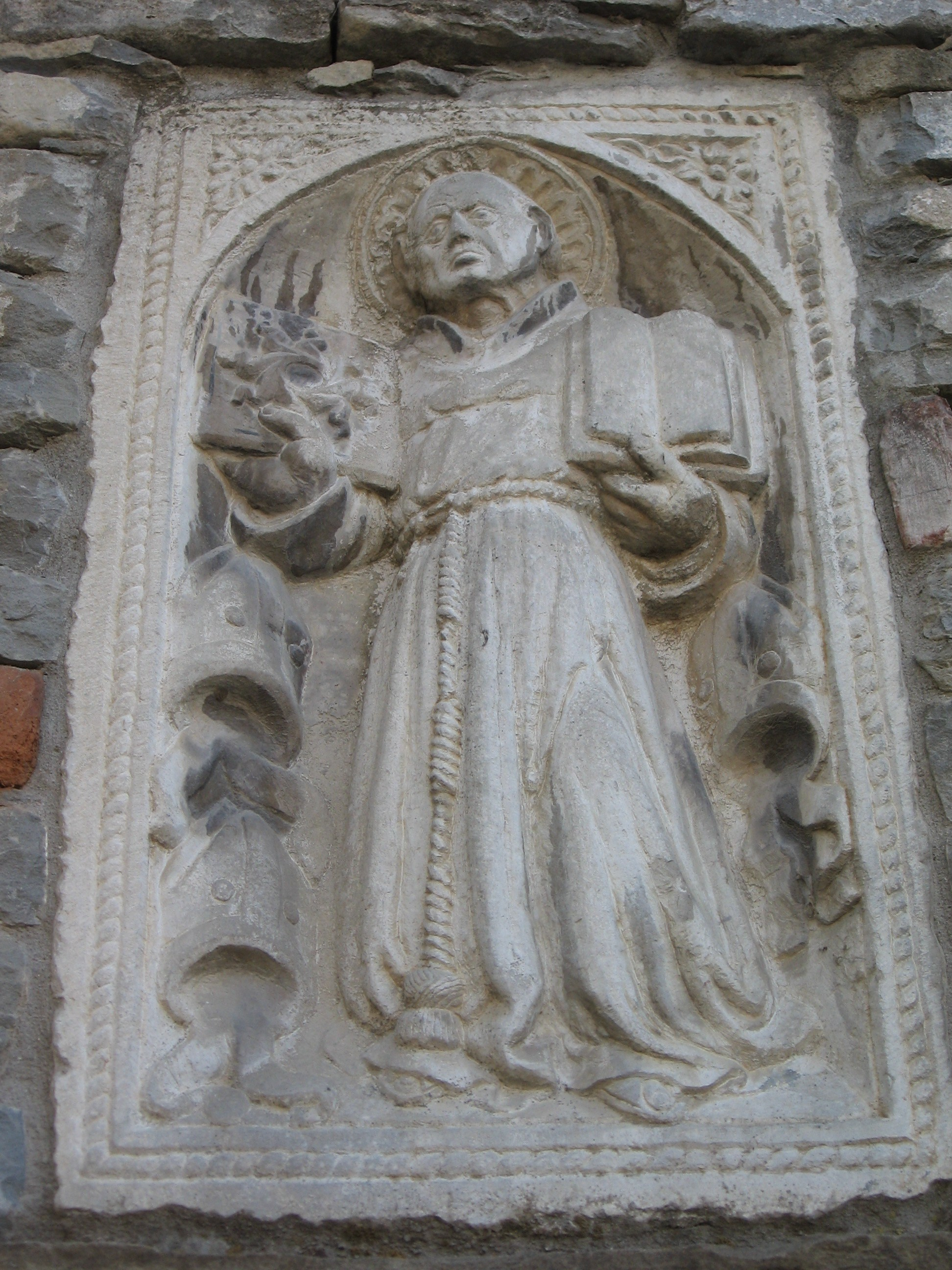
Il bassorilievo raffigurante San Bernardino da Siena, sec XIV, attualmente in Piazza della Rinascita della Valle Bormida.
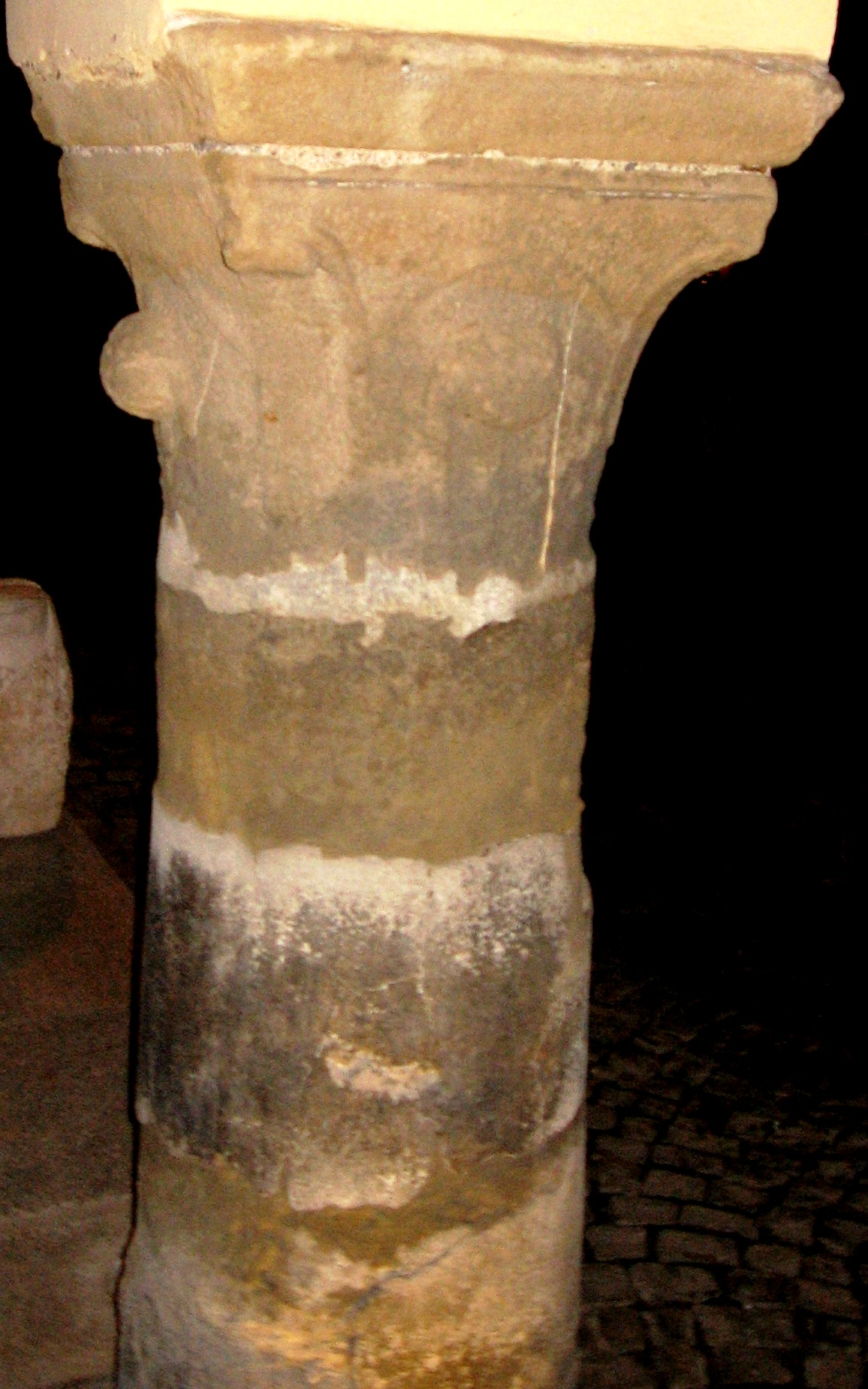
Via Cavour. Colonna romanica con capitello e rocchi in arenaria.
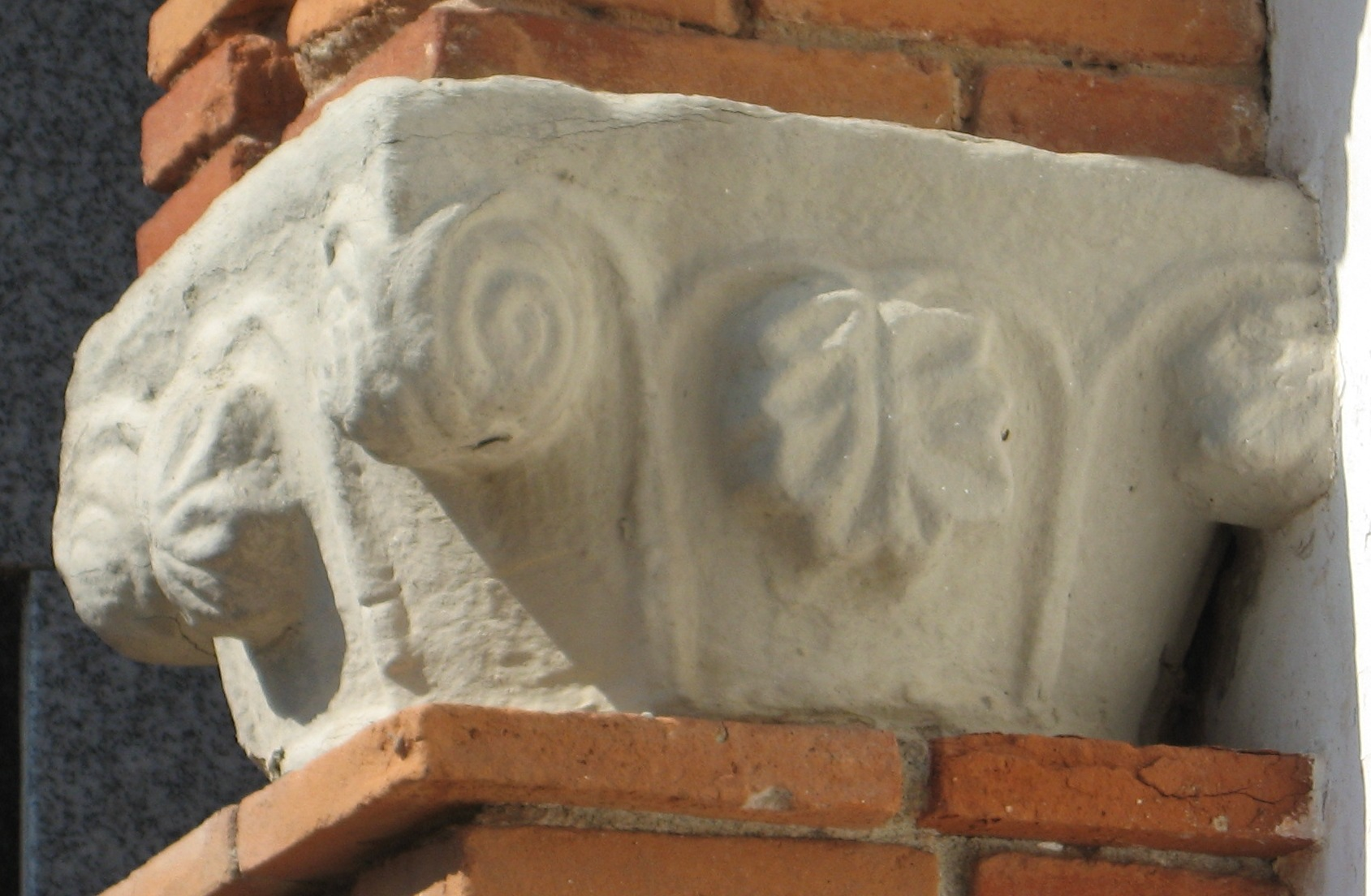
Cimitero. Uno dei due capitelli romanici (XIII secolo) inseriti in una tomba di famiglia del Novecento.
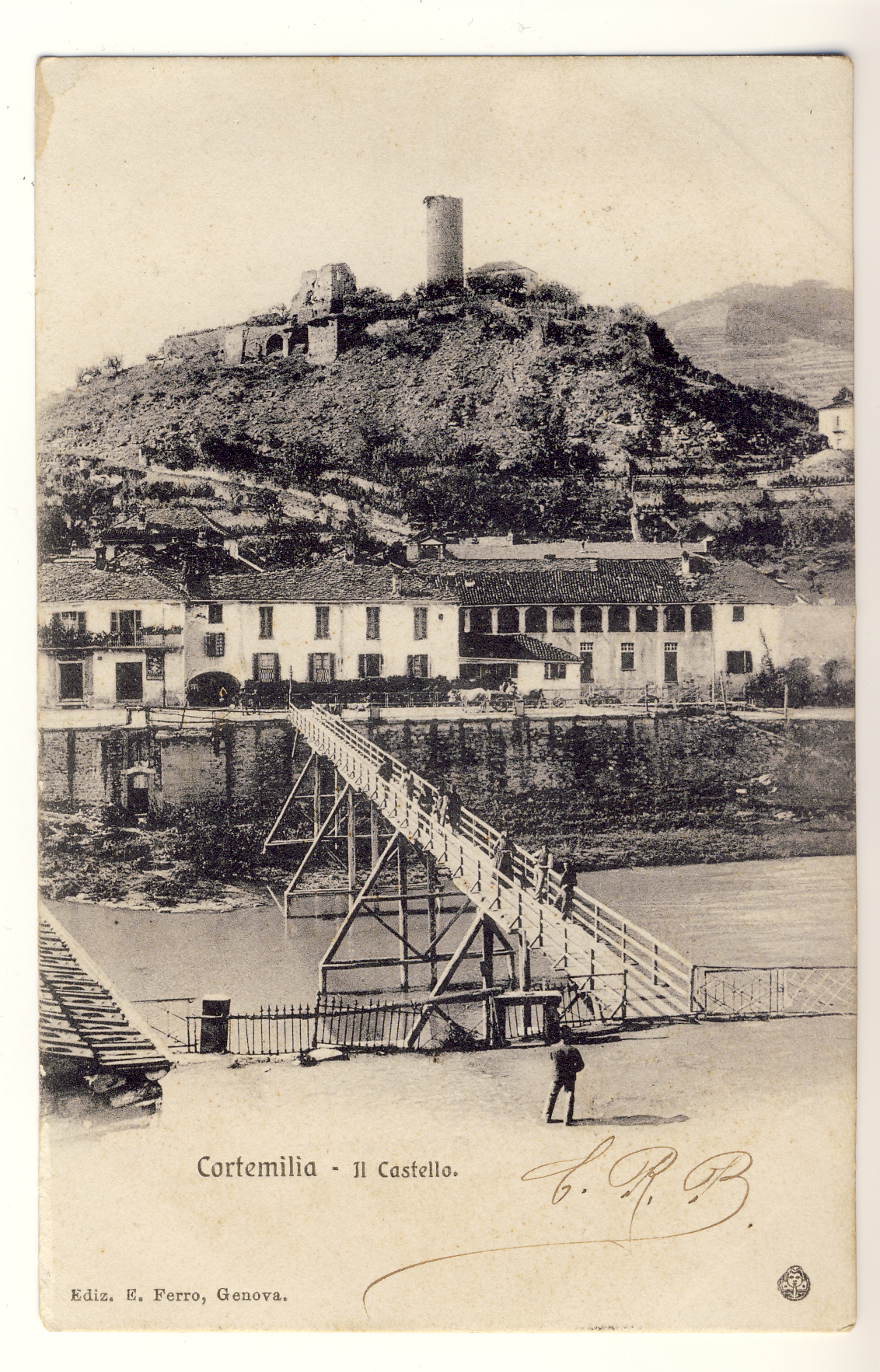
La passerella in legno sulla Bormida dopo l'alluvione del 1900 e prima della costruzione della Pontina del 1909. Si nota, al Castello, la presenza di edifici e tratti di mura ora scomparsi.
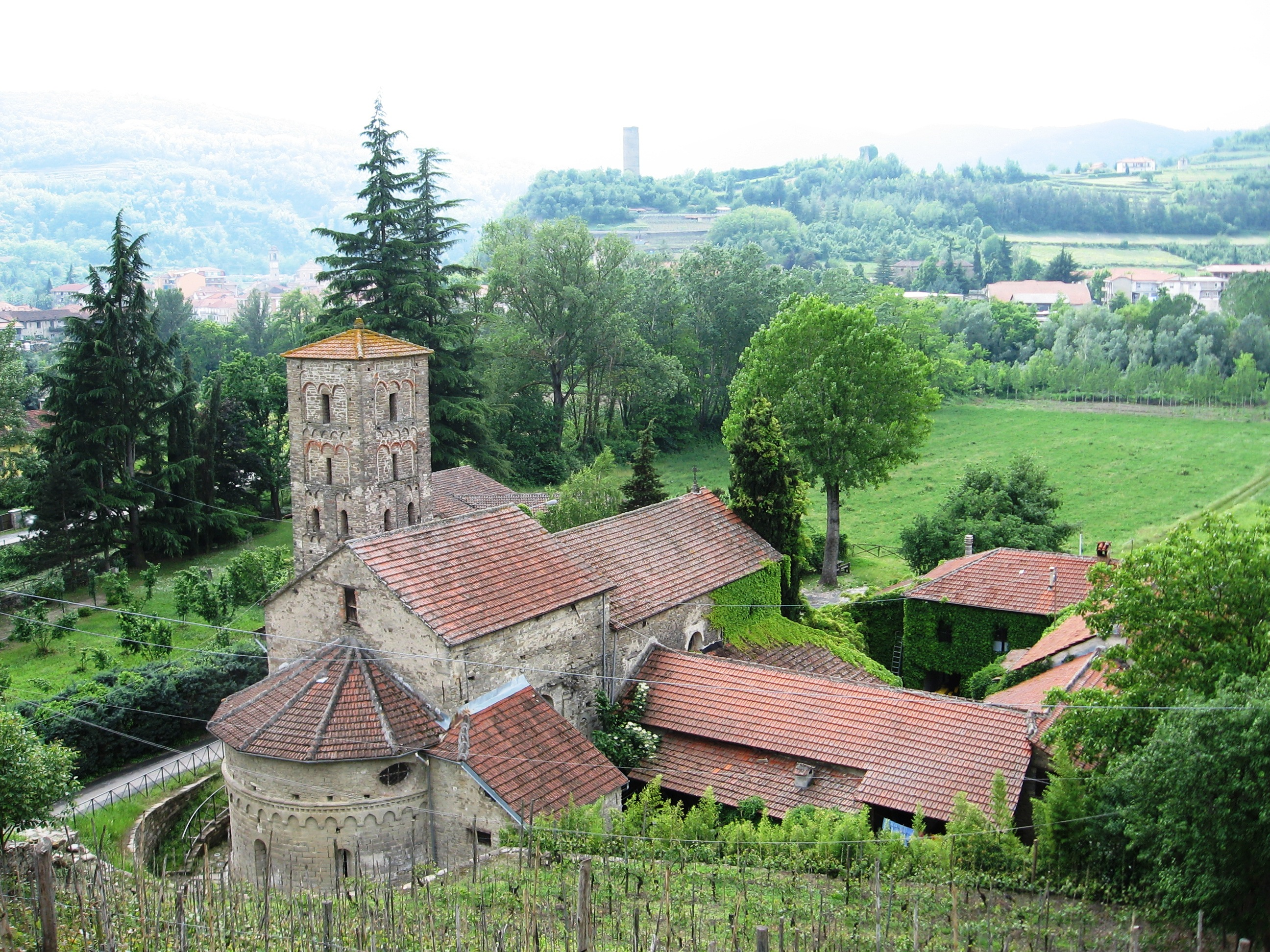
La Pieve romanica, Secolo XIII e precedenti, dall'alto della Cascina di Monte Oliveto.
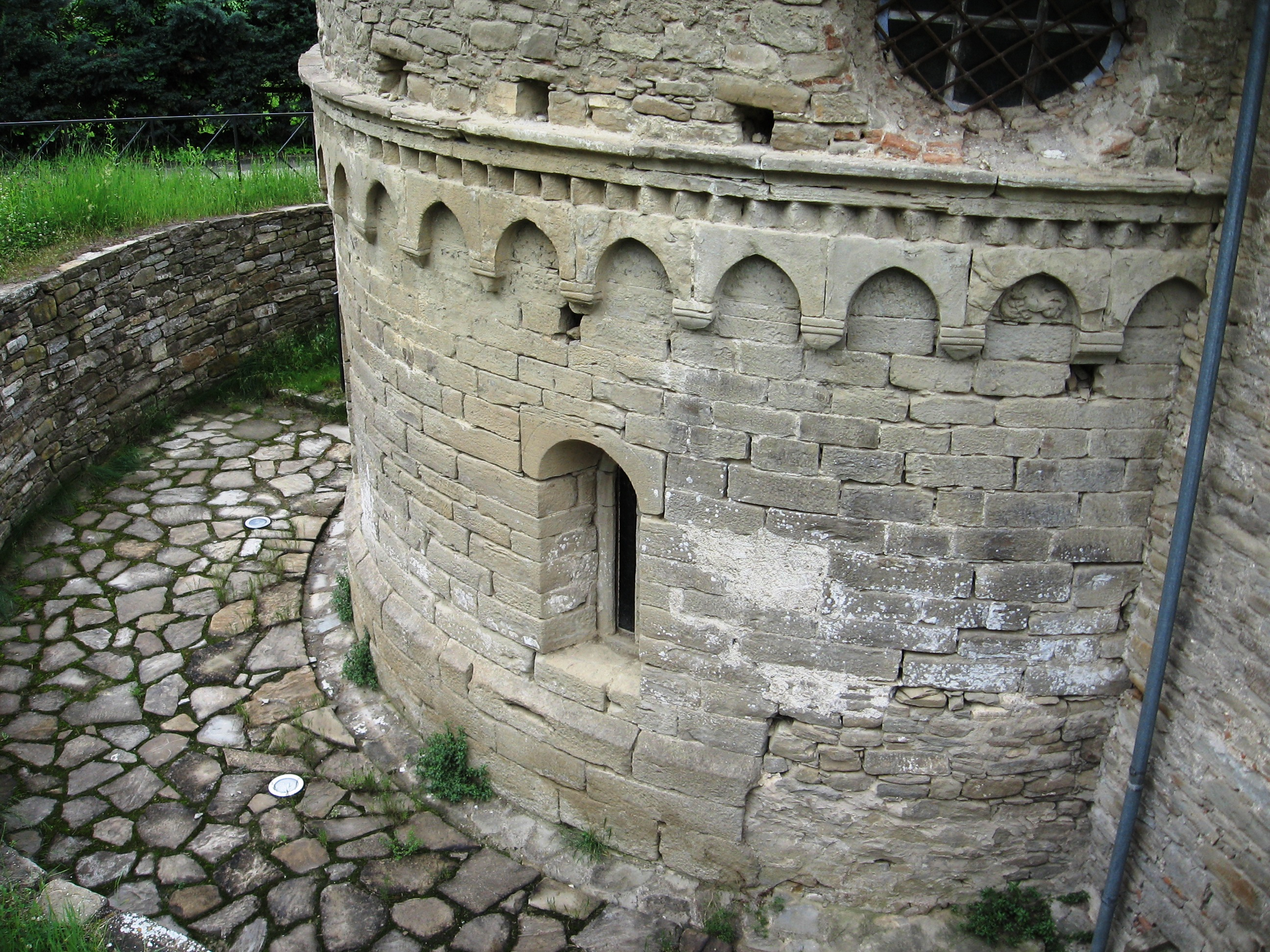
Abside della Pieve verso Nord-Est dopo i recenti lavori di rivalutazione.
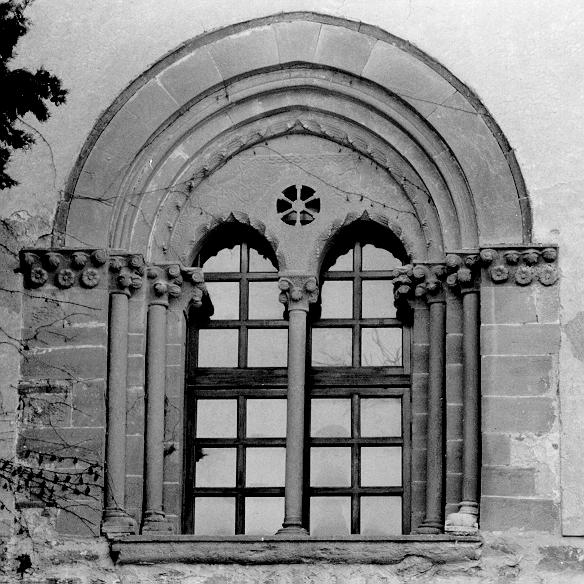
Facciata della Pieve. Bifora gotica con strombatura, colonnine e raffinati ornamenti fitomorfi. Il doppio arco con rosone traforato centrale è ottenuto da un'unica lastra di arenaria.
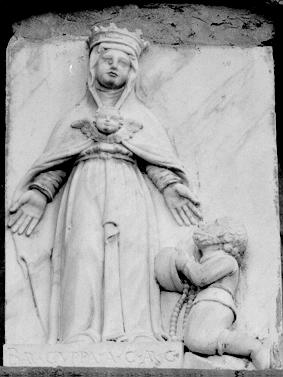
Facciata della Pieve. Lastra marmorea a rilievo raffigurante la Madonna della Misericordia, 1585/86. Riferimento alle apparizioni della Vergine al contadino Antonio Botta, a Savona, nel 1536.
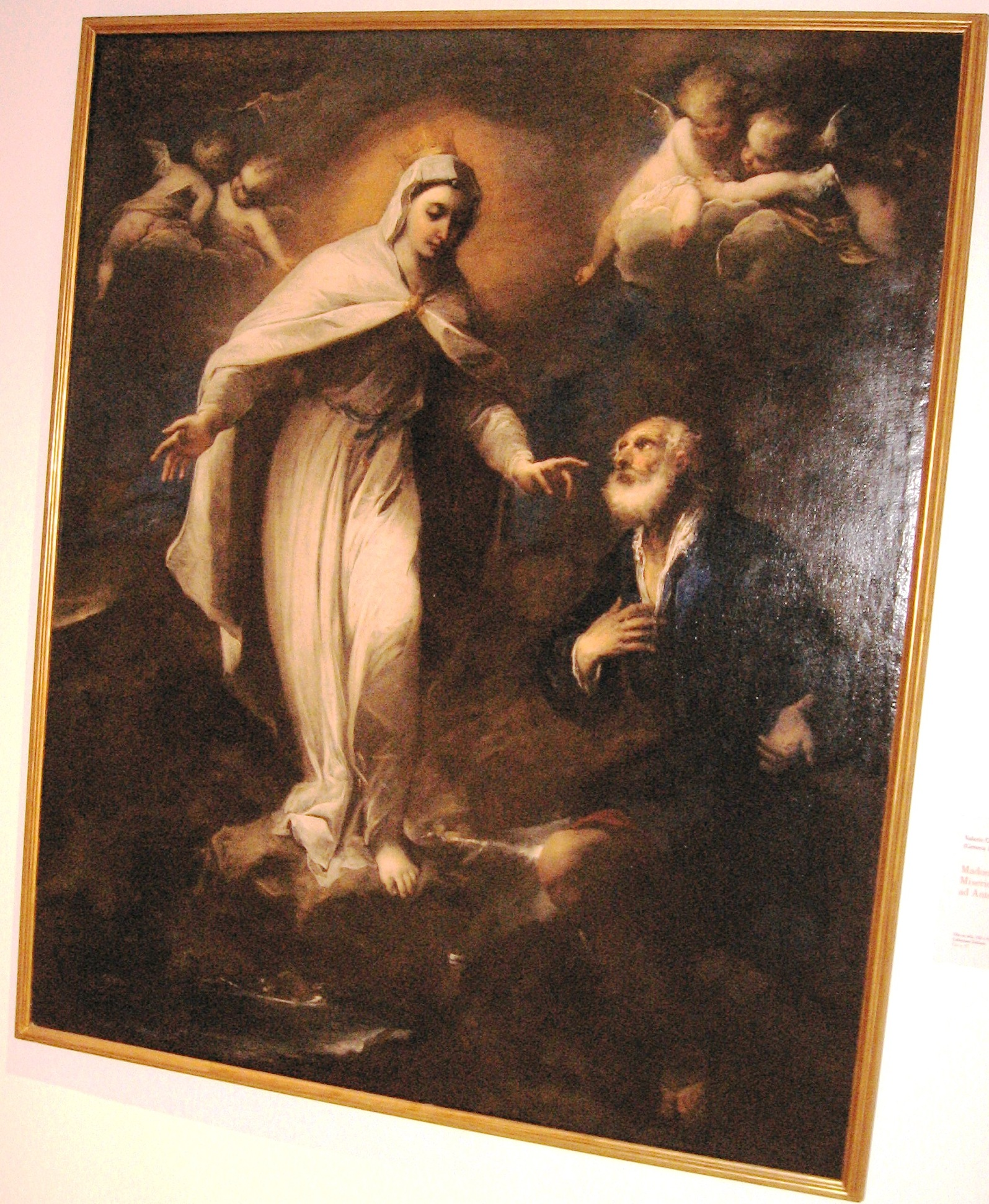
L'apparizione della Madonna della Misericordia nella tela di Valerio Castello (1624 -1659). Genova. Istituzioni museali.
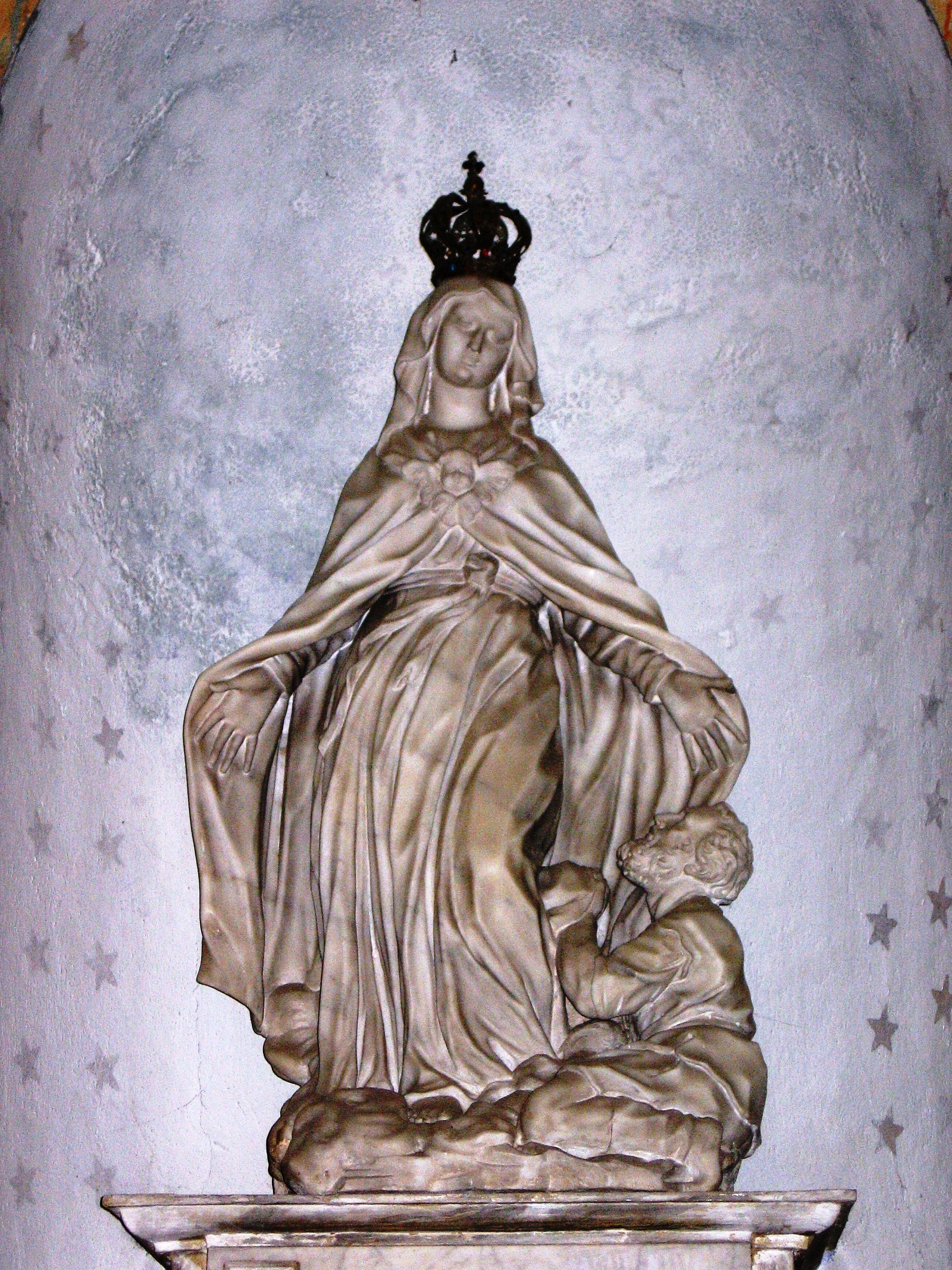
Gruppo statuario di fattura barocca con la Madonna della Misericordia nella Parrocchiale di San Michele.
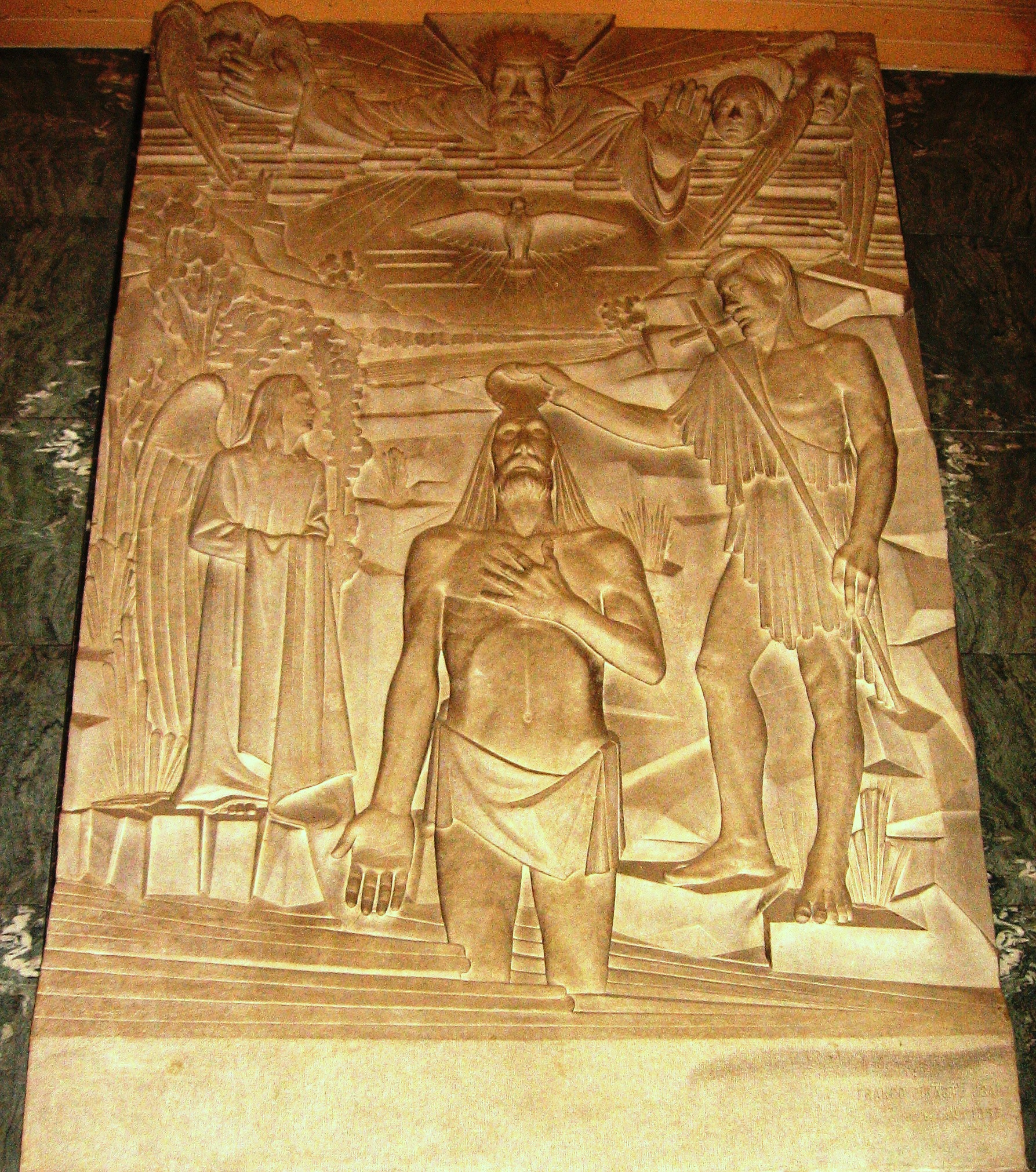
Parrocchiale di San Michele. Il Battesimo di Cristo nel Giordano - Bassorilievo su lastra marmorea dello scultore Franco Pirastu Usai - 1958.
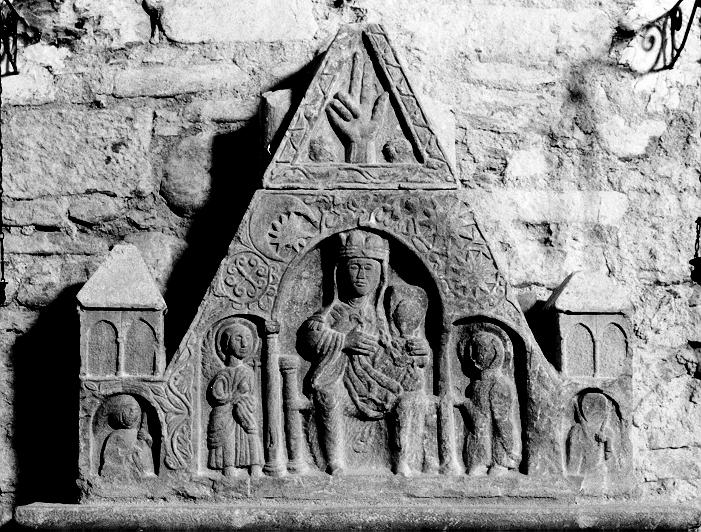
La Vergine con Santi e Monaci - Bassorilievo - Chiesa della Pieve, interno, parete di sinistra.
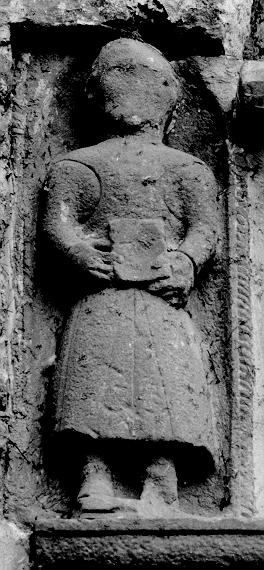
Figura corrosa e di fattura arcaica sulla facciata della Pieve. Forse un benefattore.
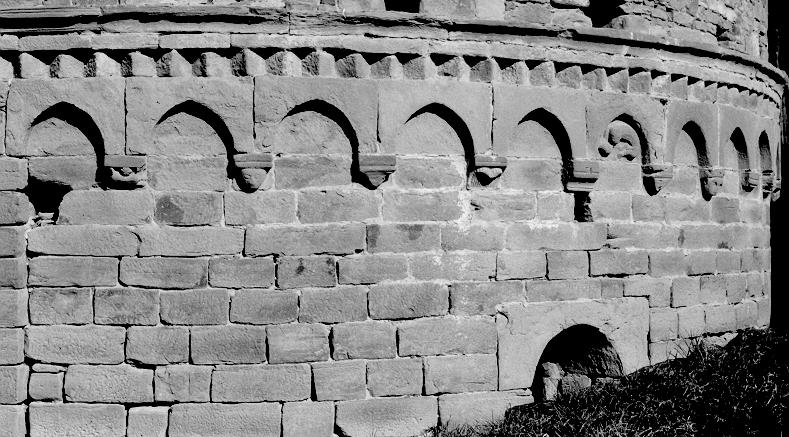
Particolare dell'abside della Pieve. Archi pensili monolitici in arenaria, con figure allegoriche.
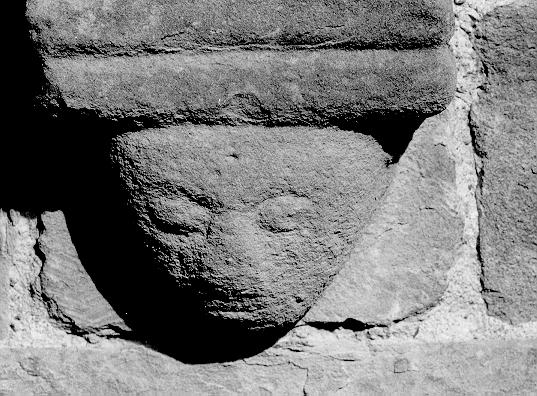
Abside della Pieve. Figura umana che funge da imposta comune di due archi pensili.
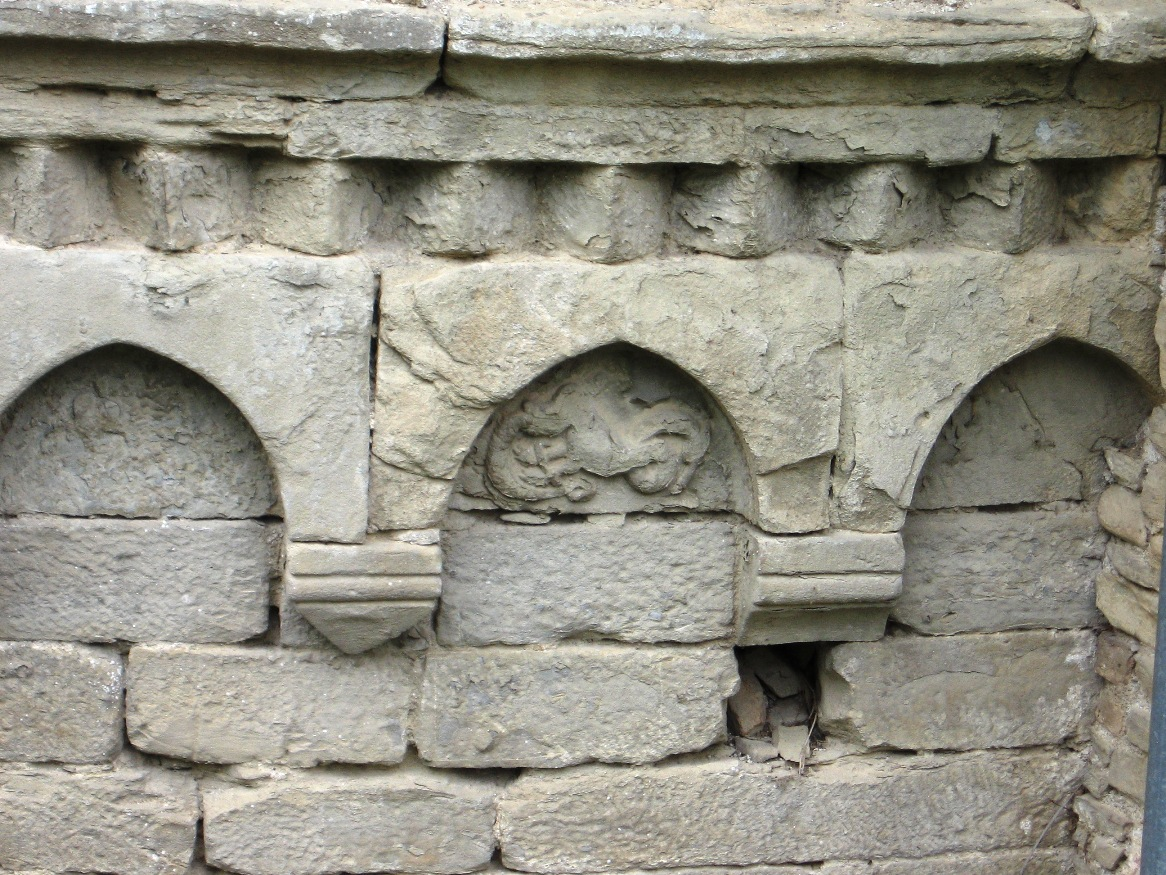
Abside della Pieve. Penultimo arco verso nord-est con la raffigurazione di un Dragone.
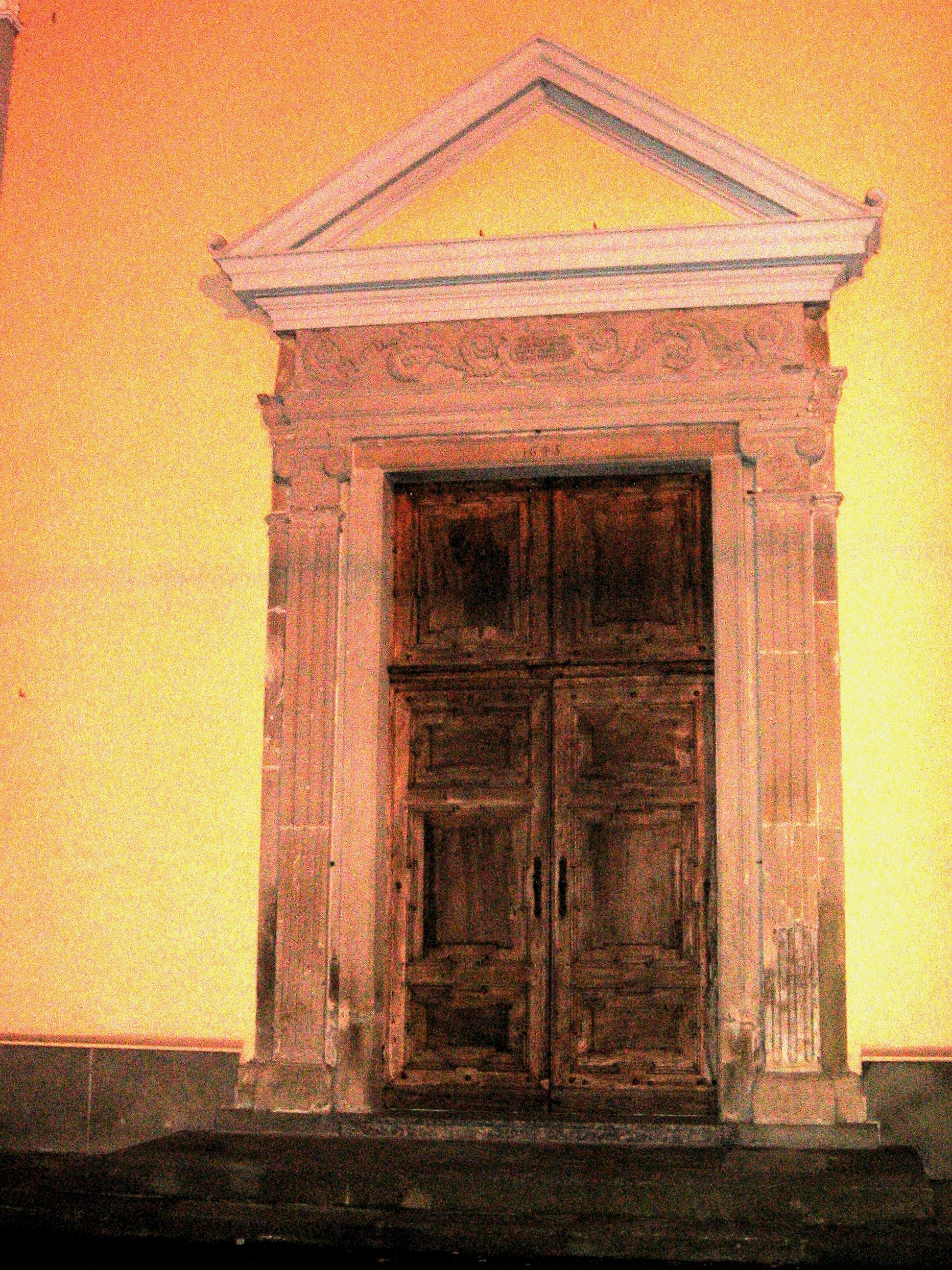
Parrocchiale di San Pantaleo. Portale in arenaria originale del XVII secolo (1645).
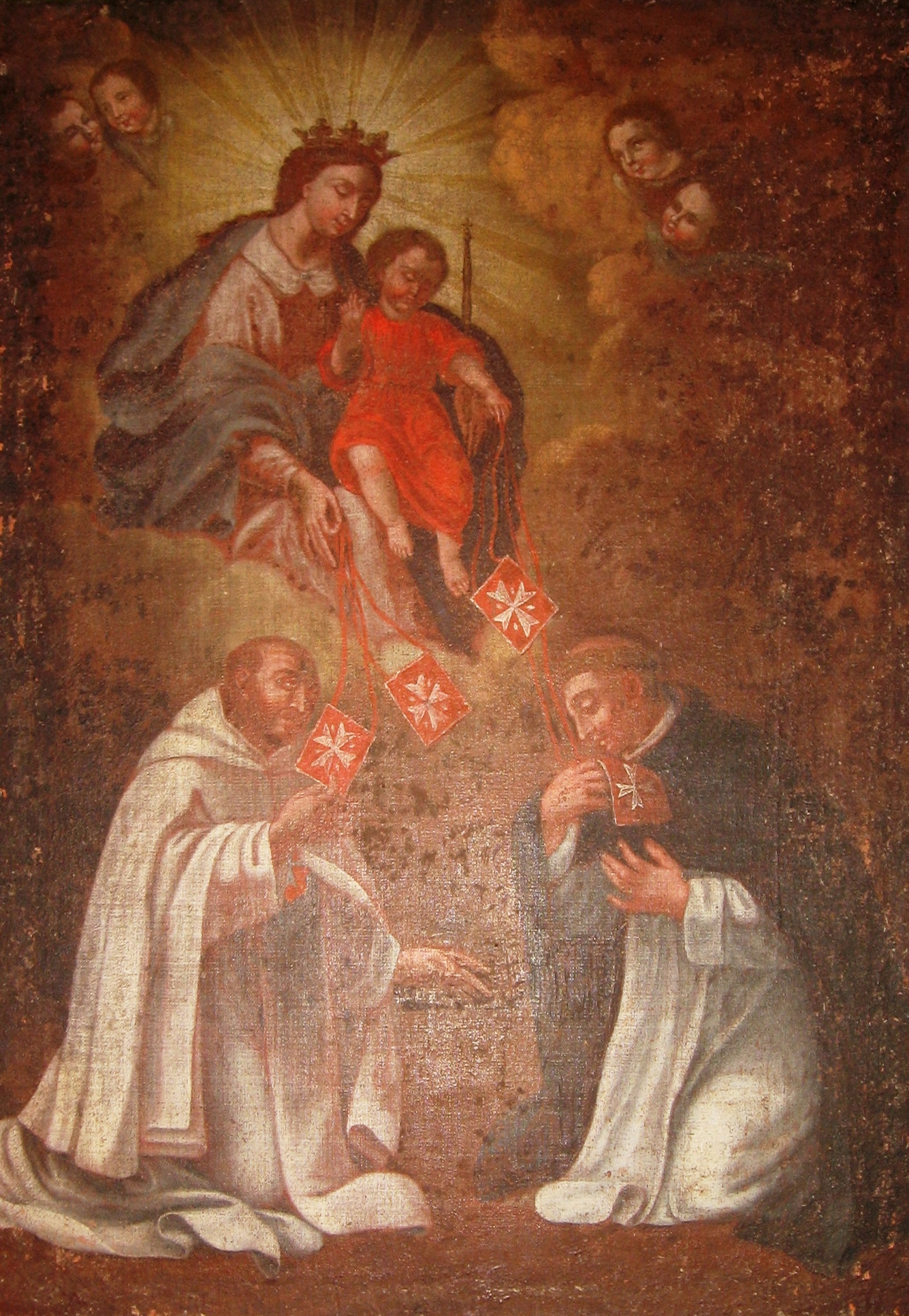
Cappella della Madonna della Mercede a Doglio. Tela raffigurante la Vergine della Mercede con i Santi Pietro Nolasco e
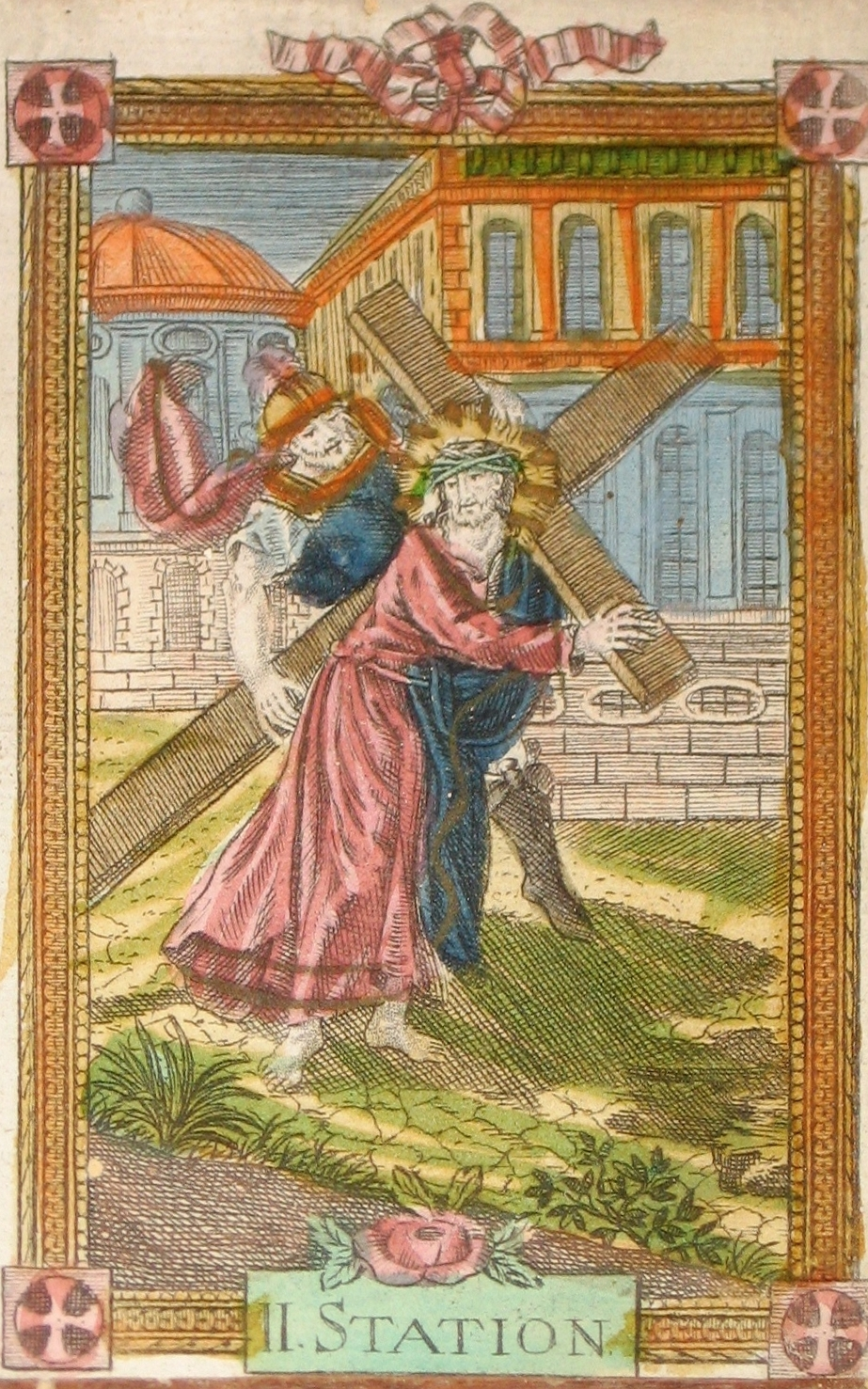
Cappella della Madonna della Mercede a Doglio. Miniatura dalla Via Crucis. Stampa litografica colorata a mano. Sec XVIII.
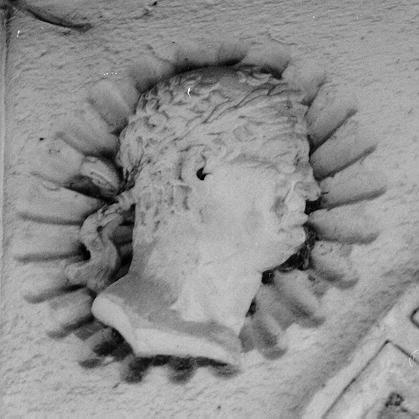
Portale di Casa Molinari su Via Alfieri. Particolare: una delle due teste virili che raffigurano imperatori romani. Servio Sulpicio Galba. L'altra immagine è quella di Nerone.
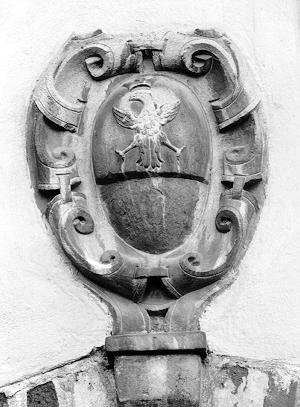
Stemma barocco in pietra della Famiglia Alfieri su Casa Scarampi. Borgo di San Michele. Si nota che la metà inferiore dell'ovale, al di sotto dell'aquila coronata, è stata scalpellata.
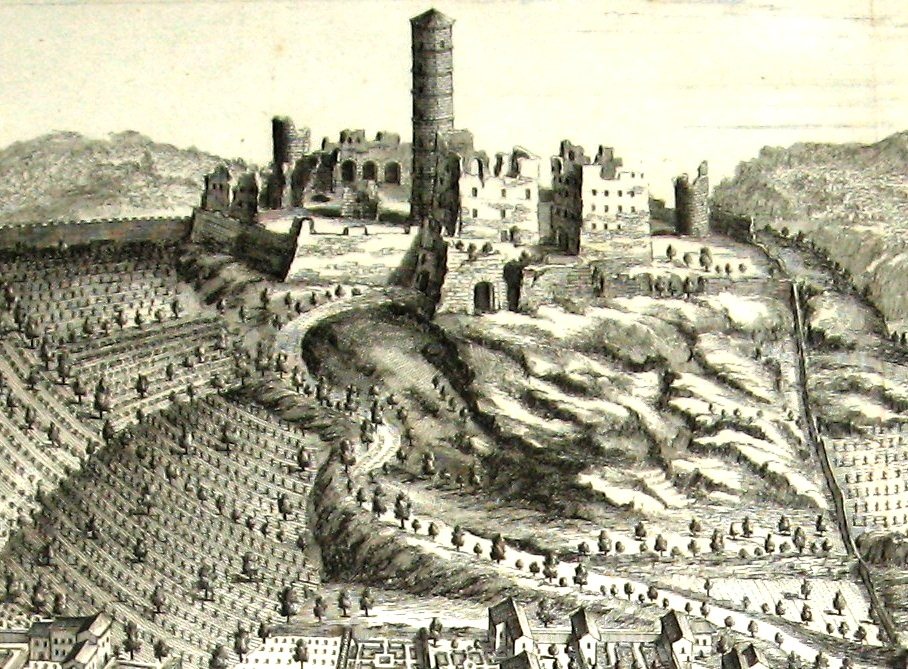
Incisione del Theatrum Sabaudiae che raffigura Cortemilia - Amsterdam 1682. Particolare del Castello nella seconda metà del XVII secolo.
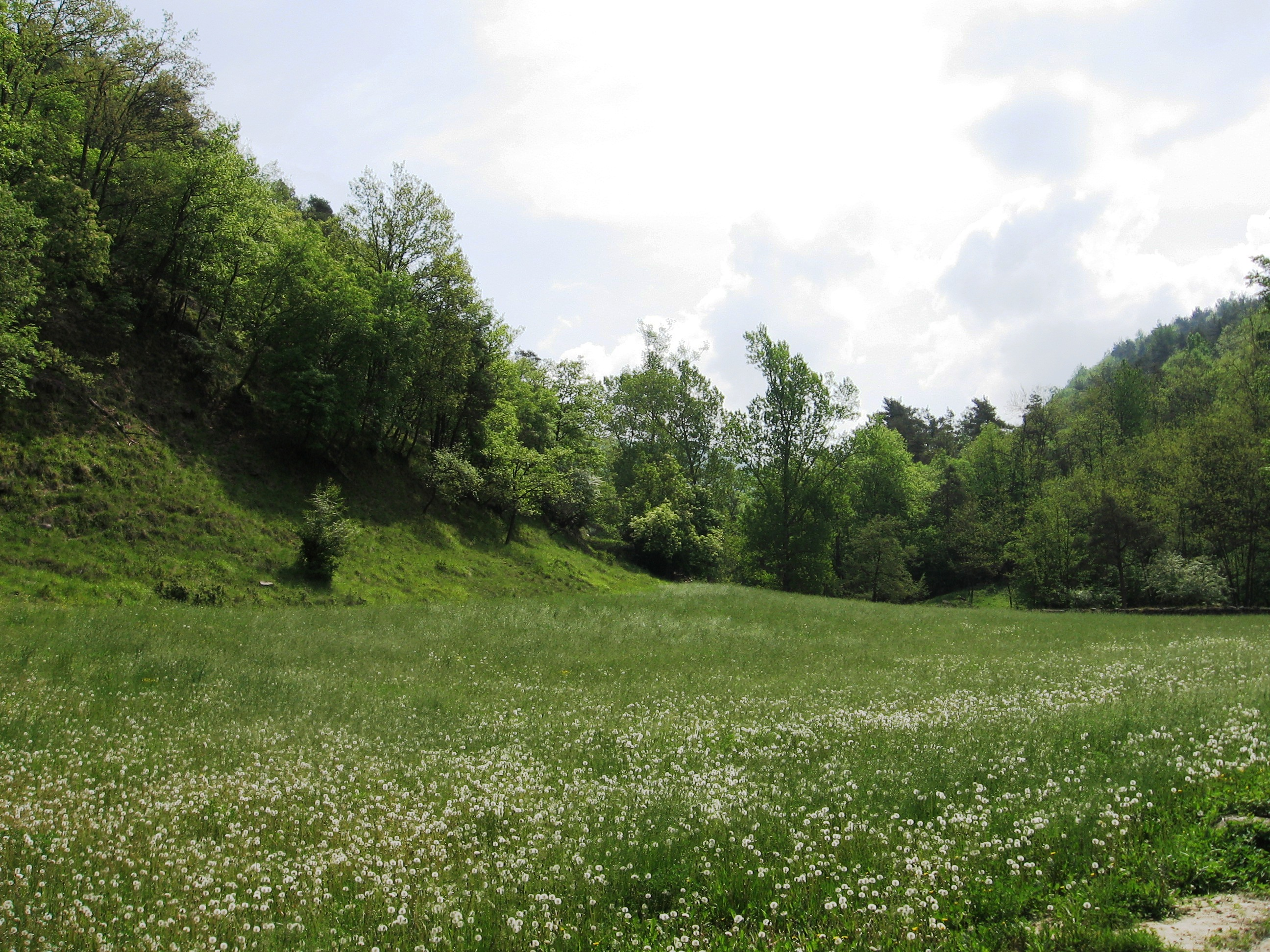
Cortemilia natura. Soave prato nella passeggiata in Valle Rigosio.
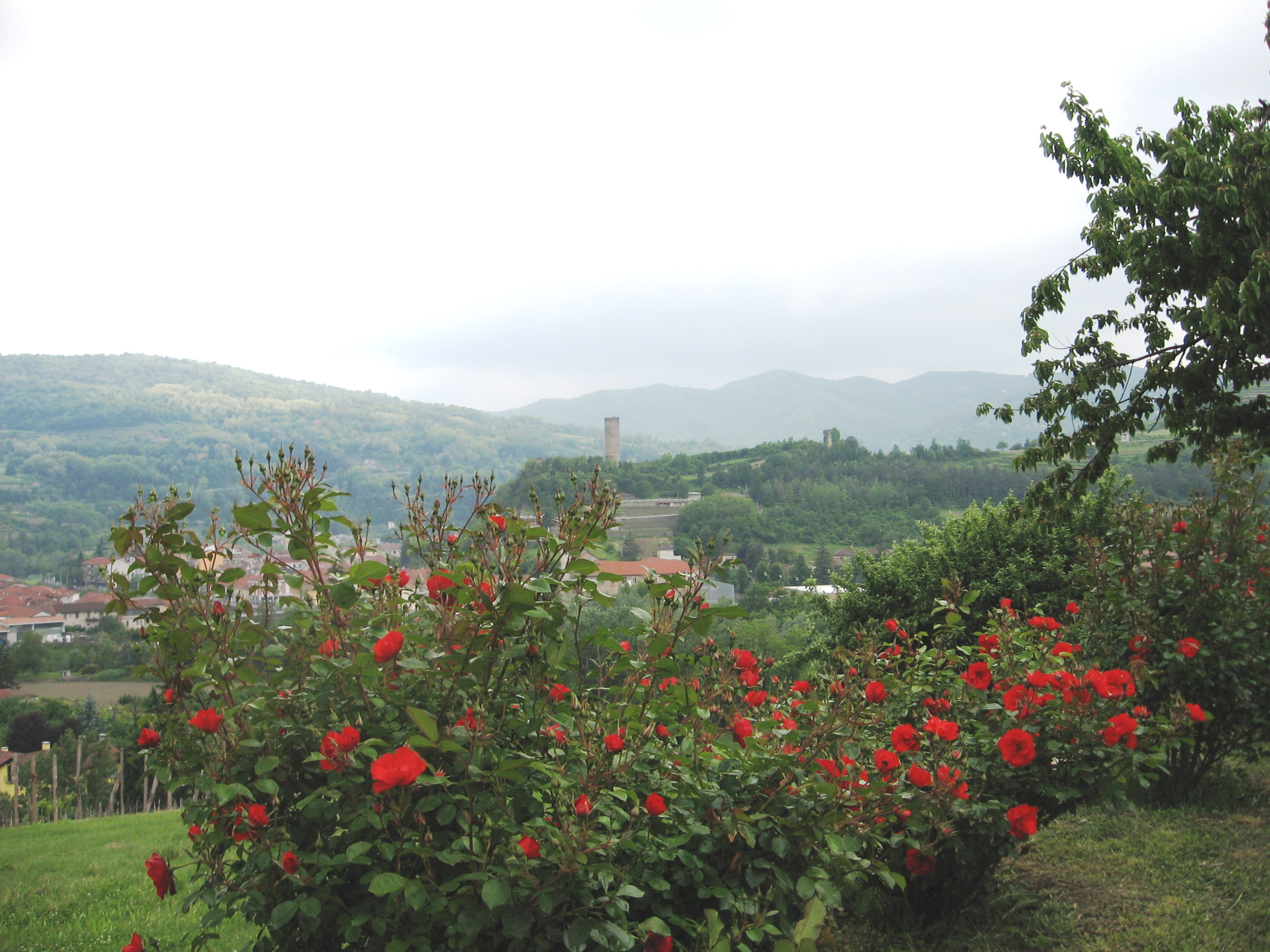
Cortemilia natura. Cascina di Monte Oliveto. Il rosaio a maggio.
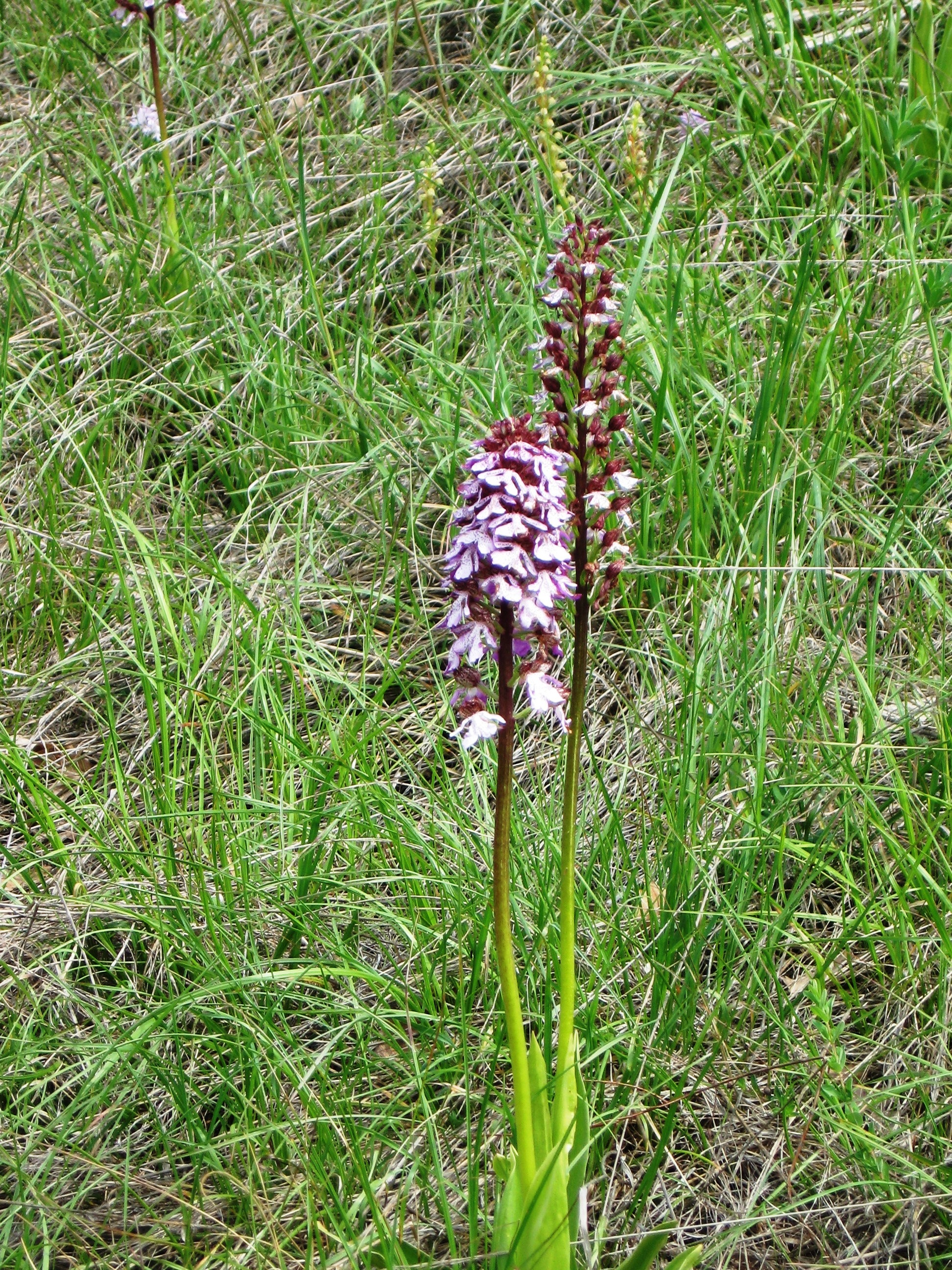
Cortemilia natura. Orchidee spontanee di Valle Rigosio,"Orchis purpurea", localmente detta "Fior di biscia".
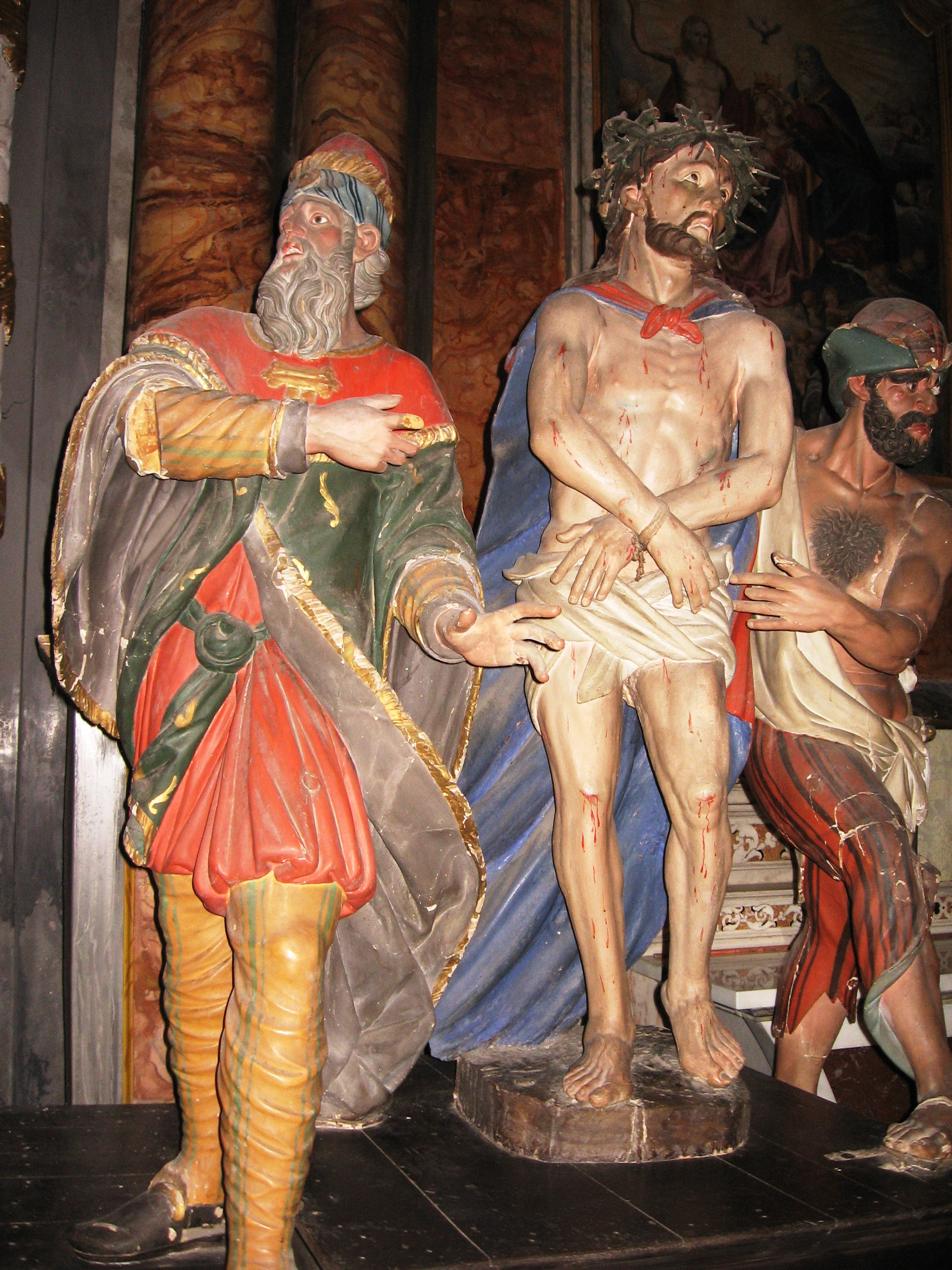
Chiesa Confraternitale della Santissima Trinità, Museo Diocesano. Gruppo processionale in legno dipinto policromo. Ecce Homo. Epoca tardo barocca.
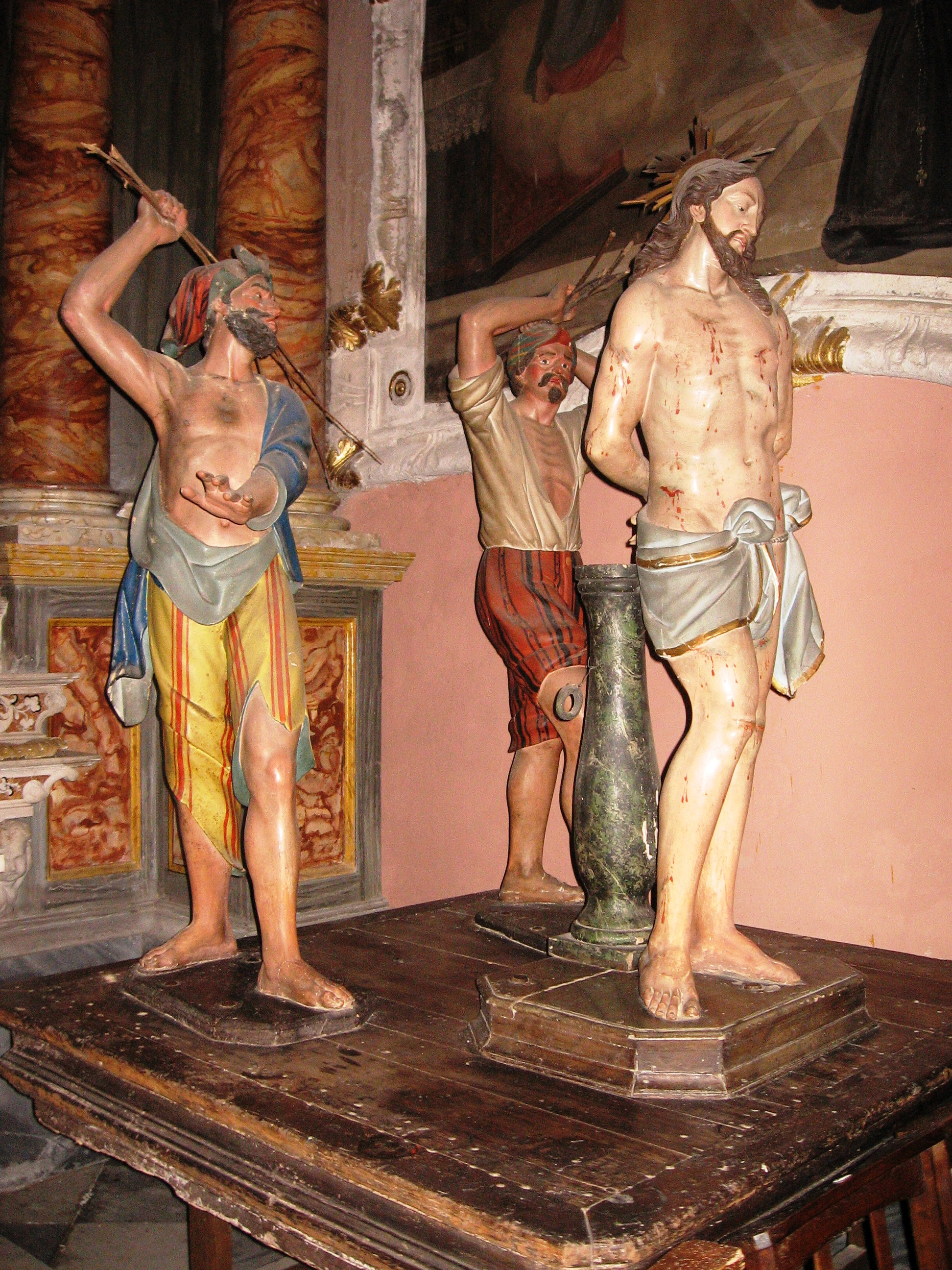
Chiesa Confraternitale della Santissima Trinità, Museo Diocesano. Legno di tiglio policromo. La Flagellazione di Cristo. Giacomo e Antonio Brilla. 1836/37.
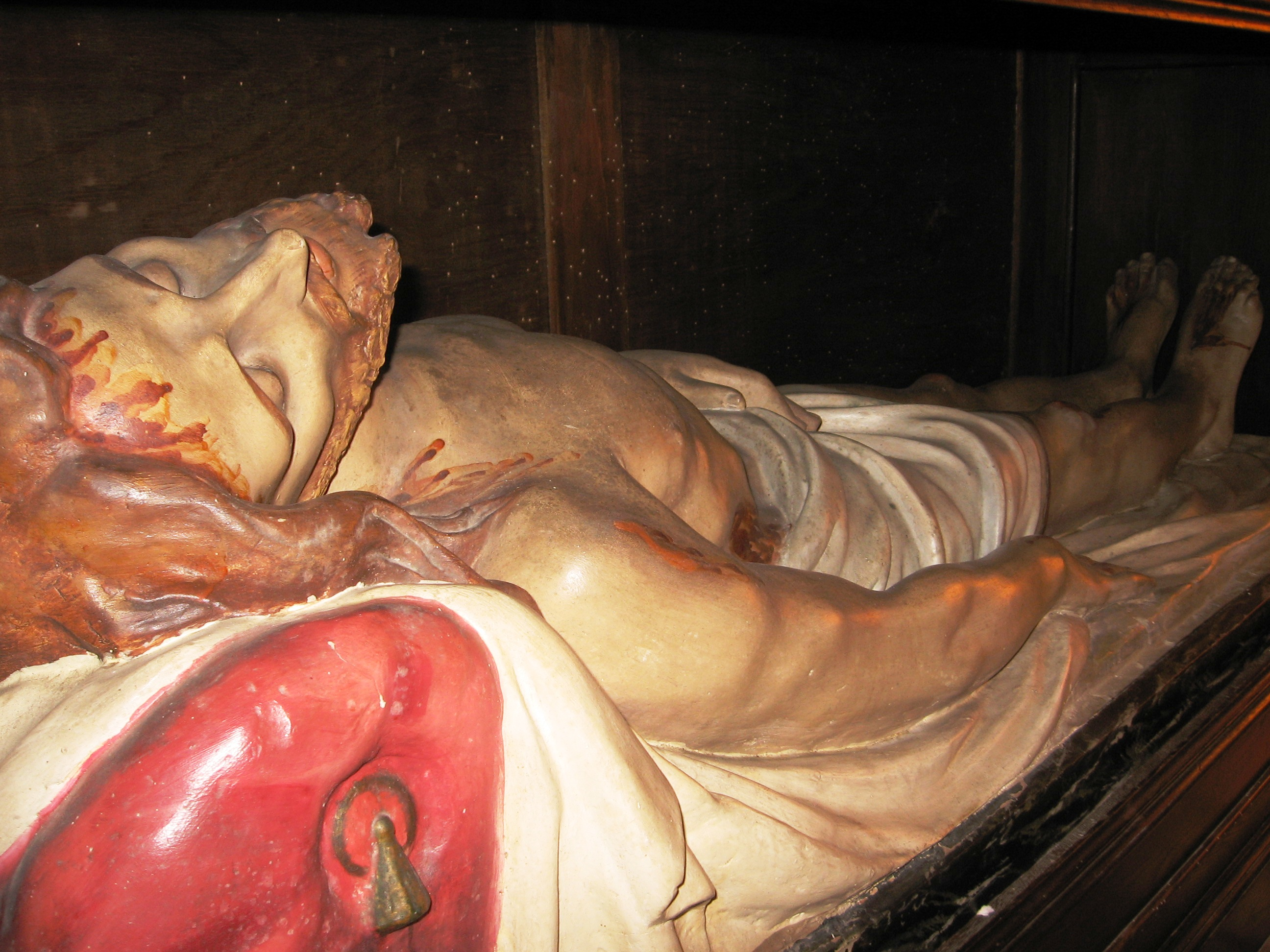
Legno di tiglio policromo. Cristo deposto dalla croce. pres.te Giacomo e Antonio Brilla. 1836/37. già nella cappella di San Rocco, cimitero. Attualmente nella Chiesa Confraternitale della Santissima Trinità, sede del Museo Diocesano.
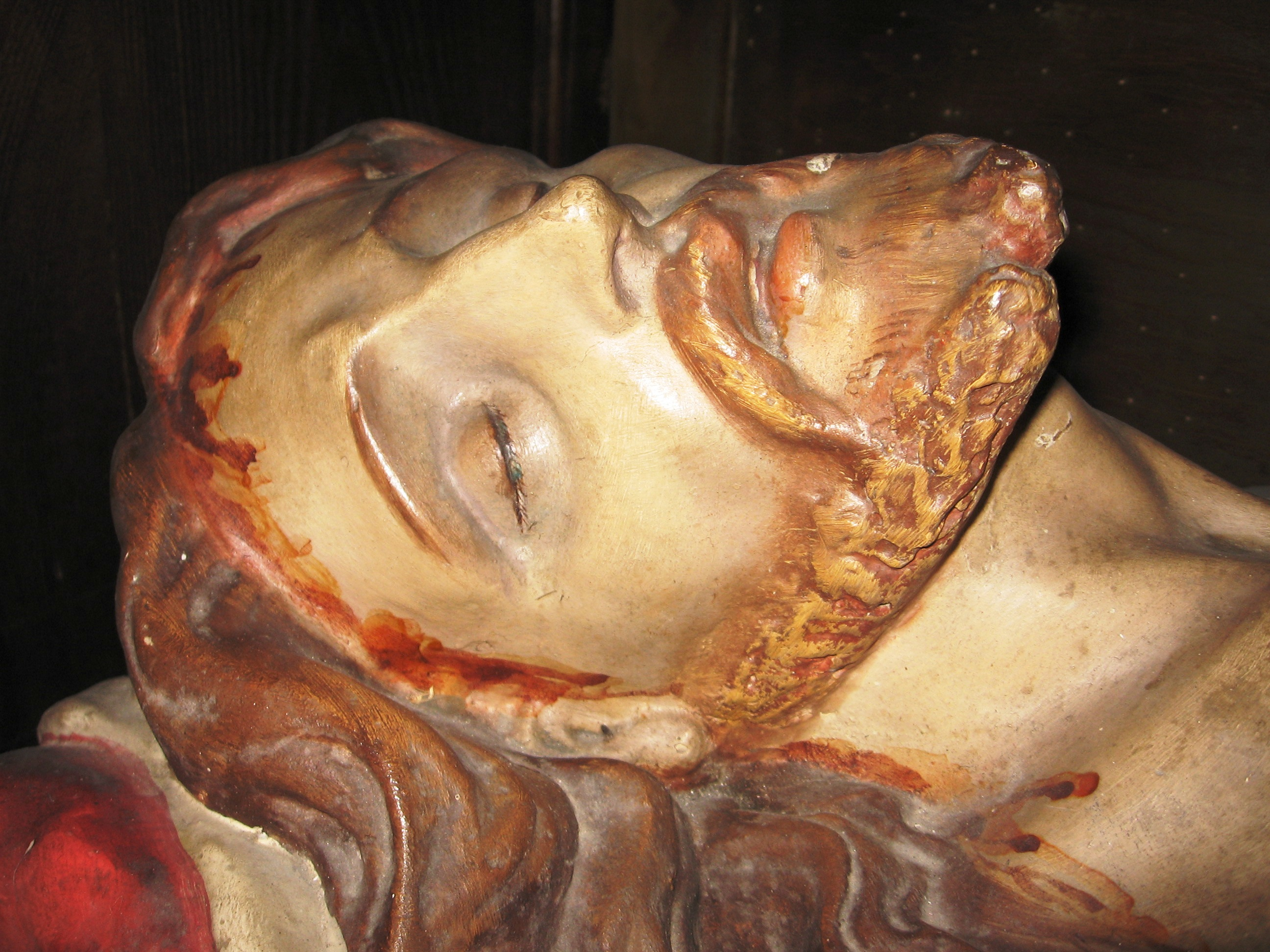
Il volto di Cristo.
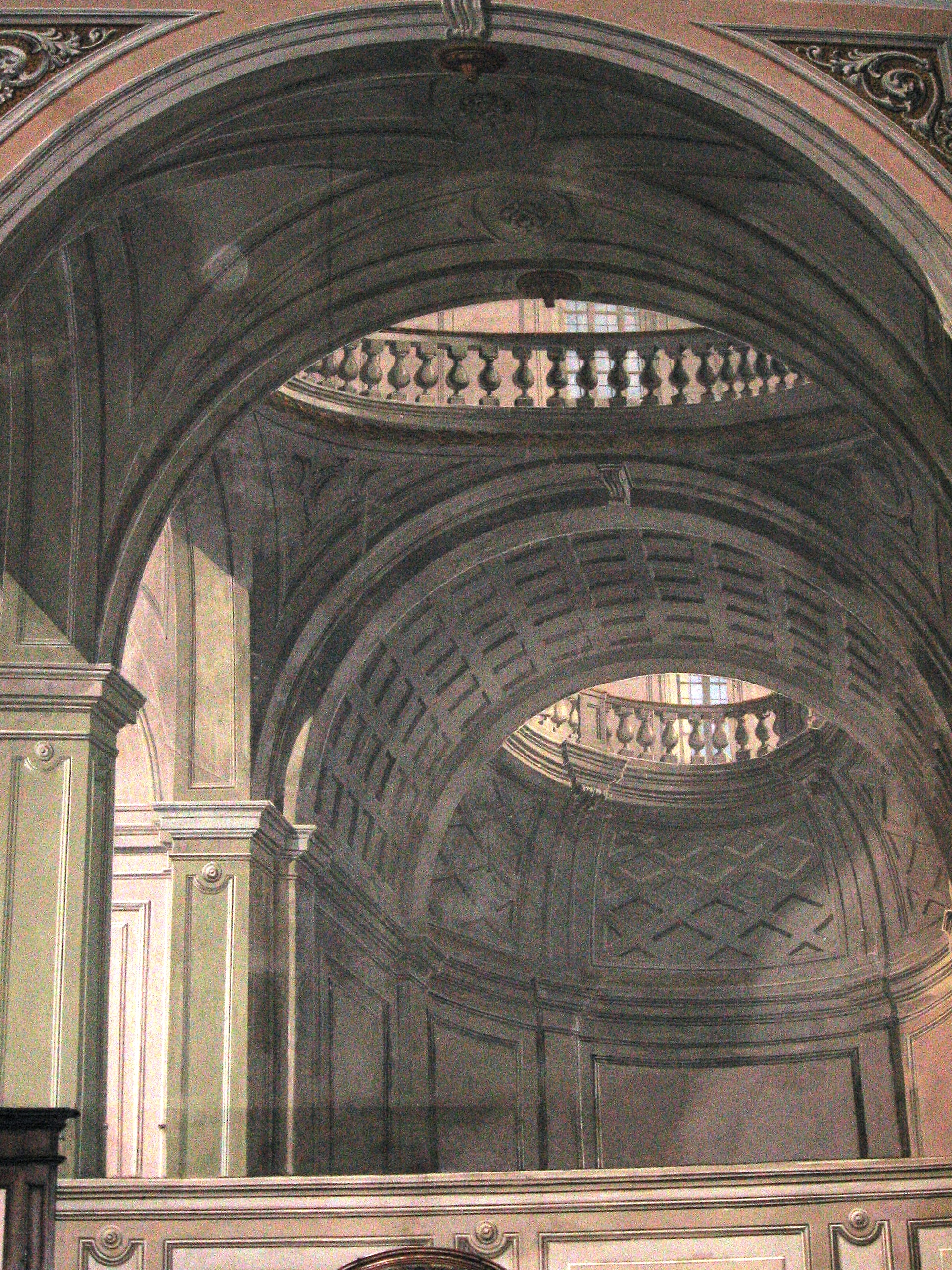
Parrocchiale di San Michele Arcangelo. Parete di destra del transetto. Fuga prospettica in trompe-l'oeil.
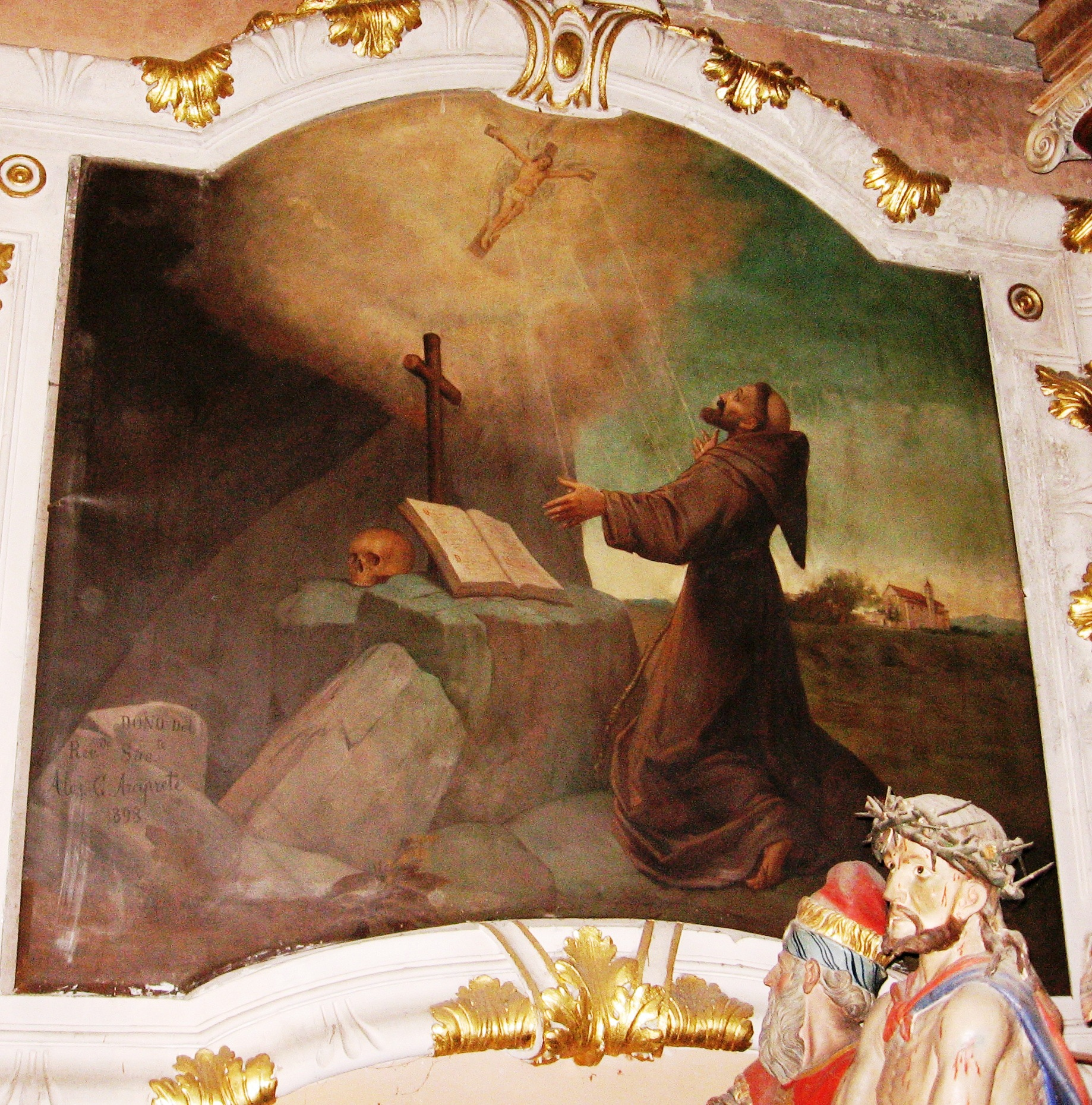
Parrocchiale di San Michele Arcangelo. Cappella laterale dell'Incoronazione della Vergine. Rodolfo Morgari (1827-1907). San Francesco riceve le stimmate, 1898. Sullo sfondo il Convento di Cortemilia.
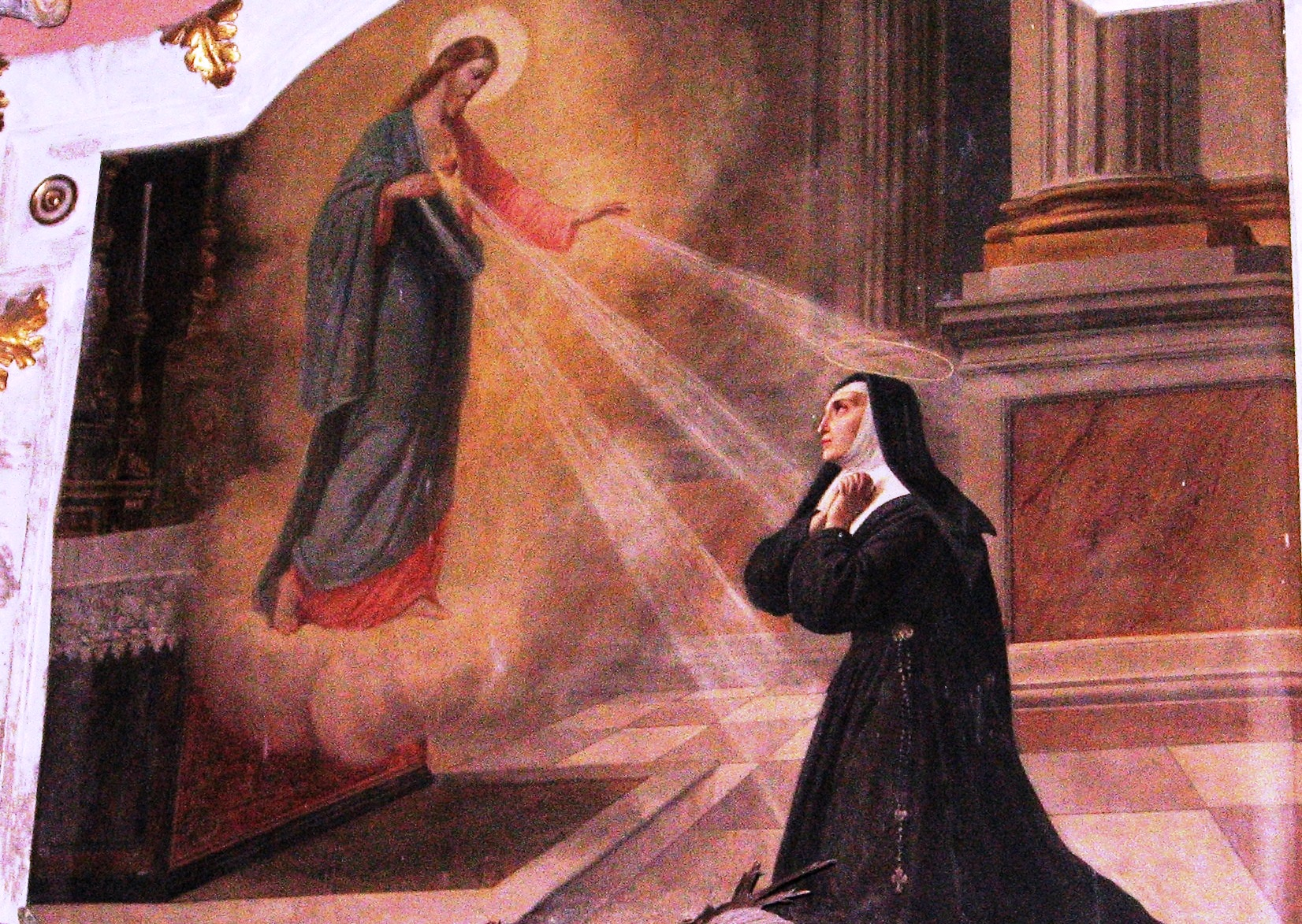
Parrocchiale di San Michele Arcangelo. Cappella laterale dell'Incoronazione della Vergine. Rodolfo Morgari (1827-1907). Santa Margherita Maria Alacoque ha la visione del Sacro Cuore.
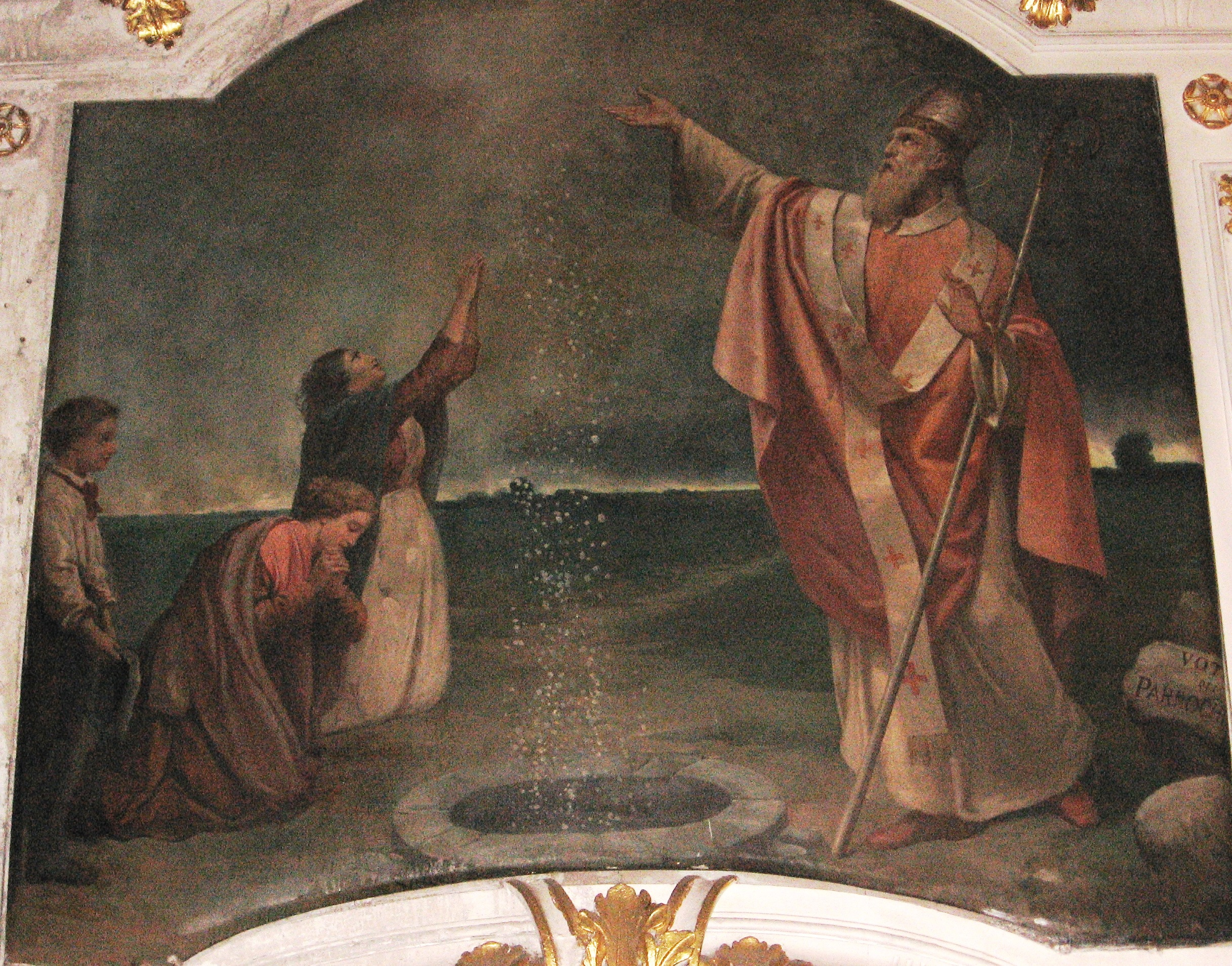
Parrocchiale di San Michele Arcangelo. Rodolfo Morgari (1827-1907). Il miracolo di San Grato. La grandine cade nel pozzo risparmiando le campagne.
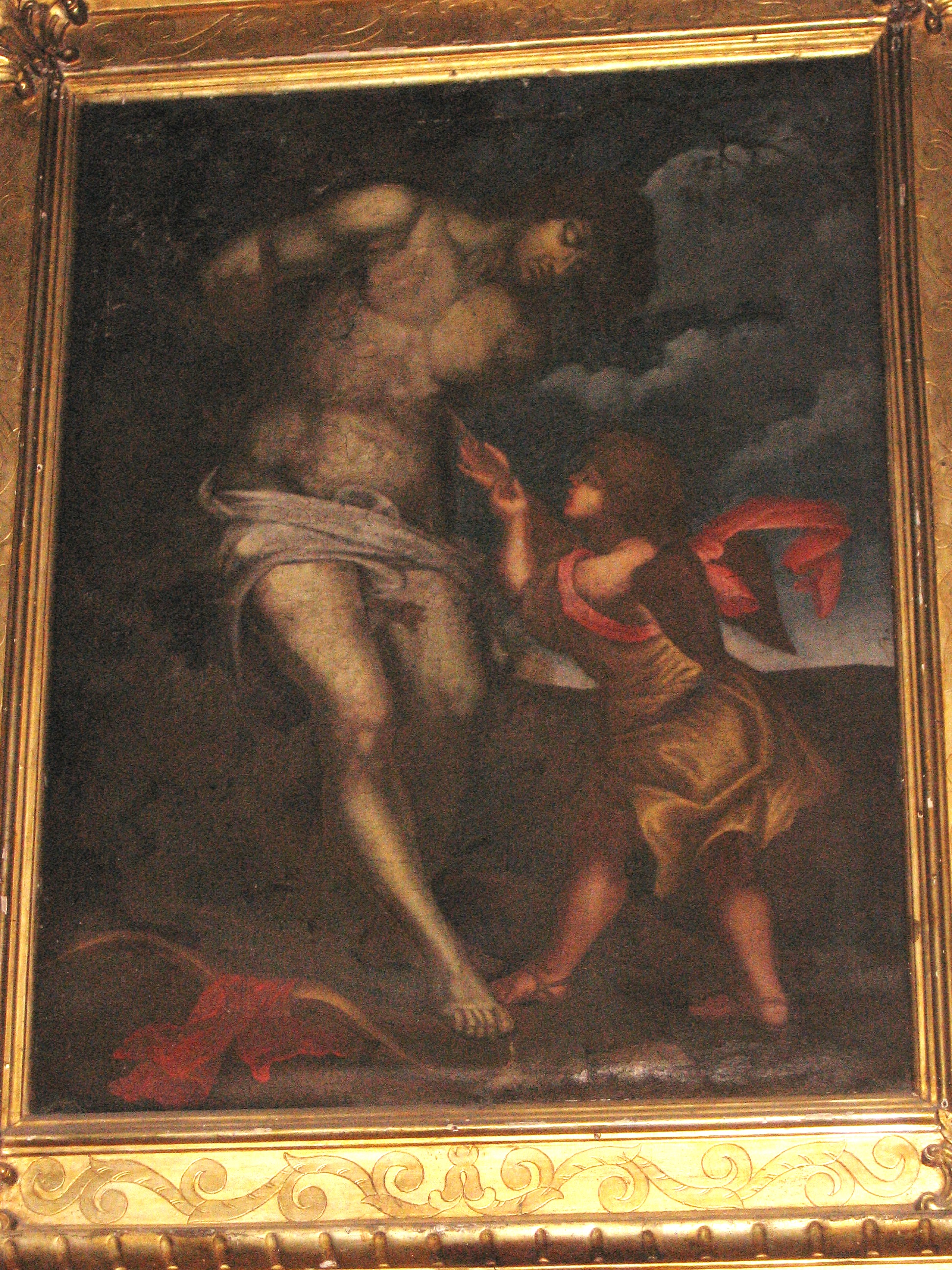
Parrocchiale di San Michele Arcangelo. San Sebastiano soccorso dall'Angelo. Pres.te XVII secolo.
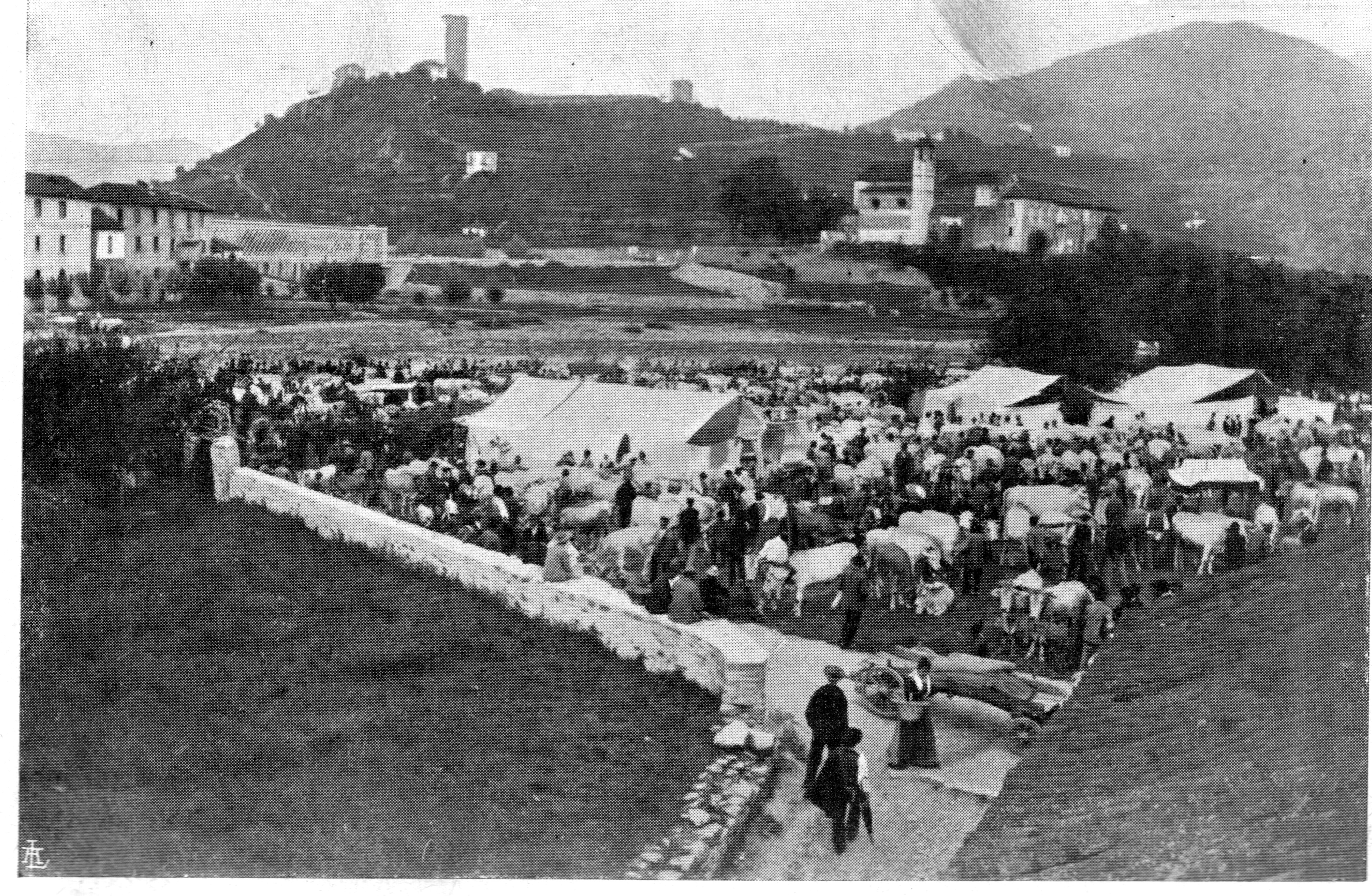
Fotografie storiche dal Manuale "Fotografia per i Dilettanti" del dott. Giovanni Muffone (di Cortemilia) Milano Hoepli, 1906. Fiera del bestiame al borgo della Pieve.
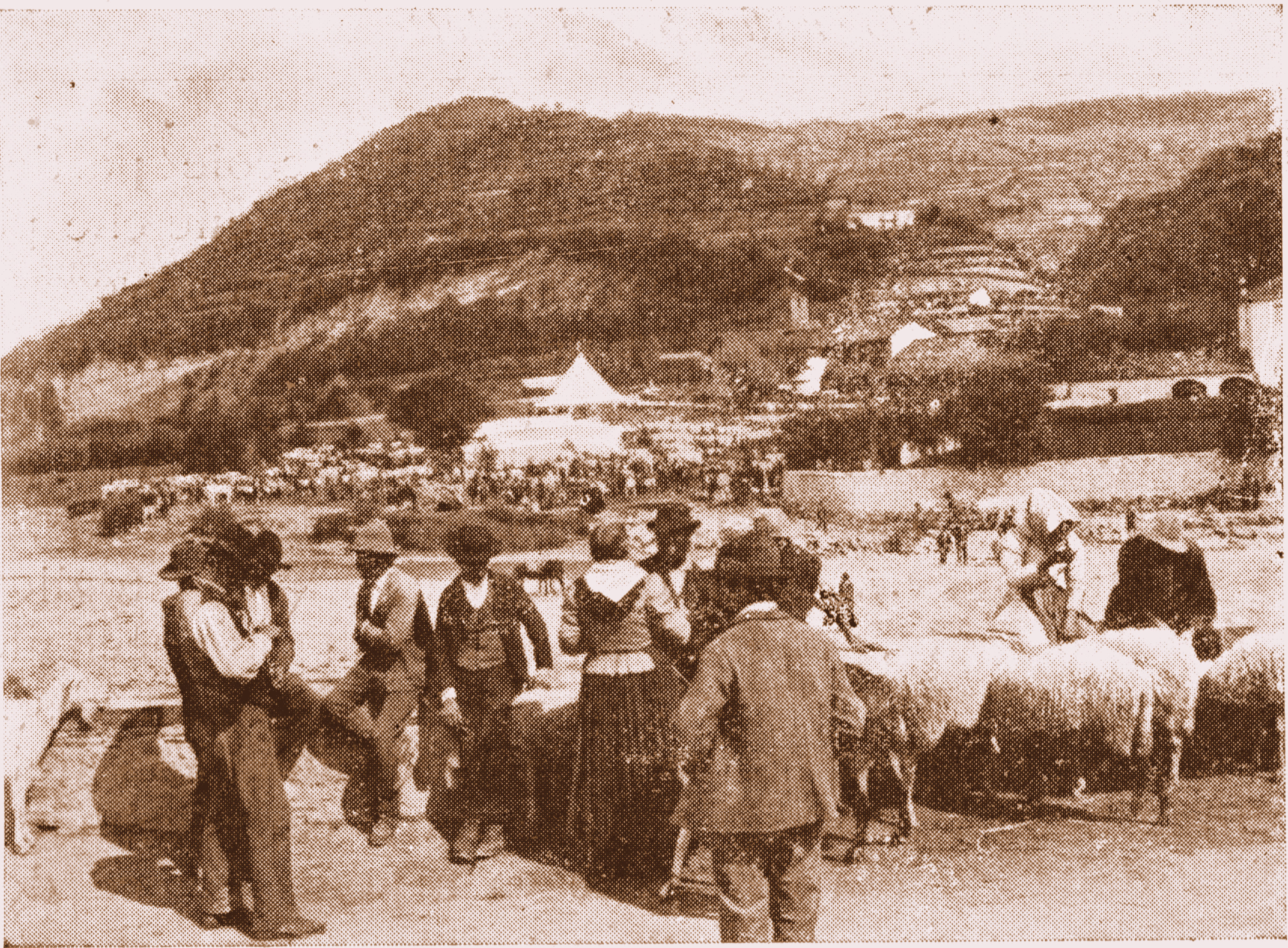
Ibidem. Altra veduta della fiera.
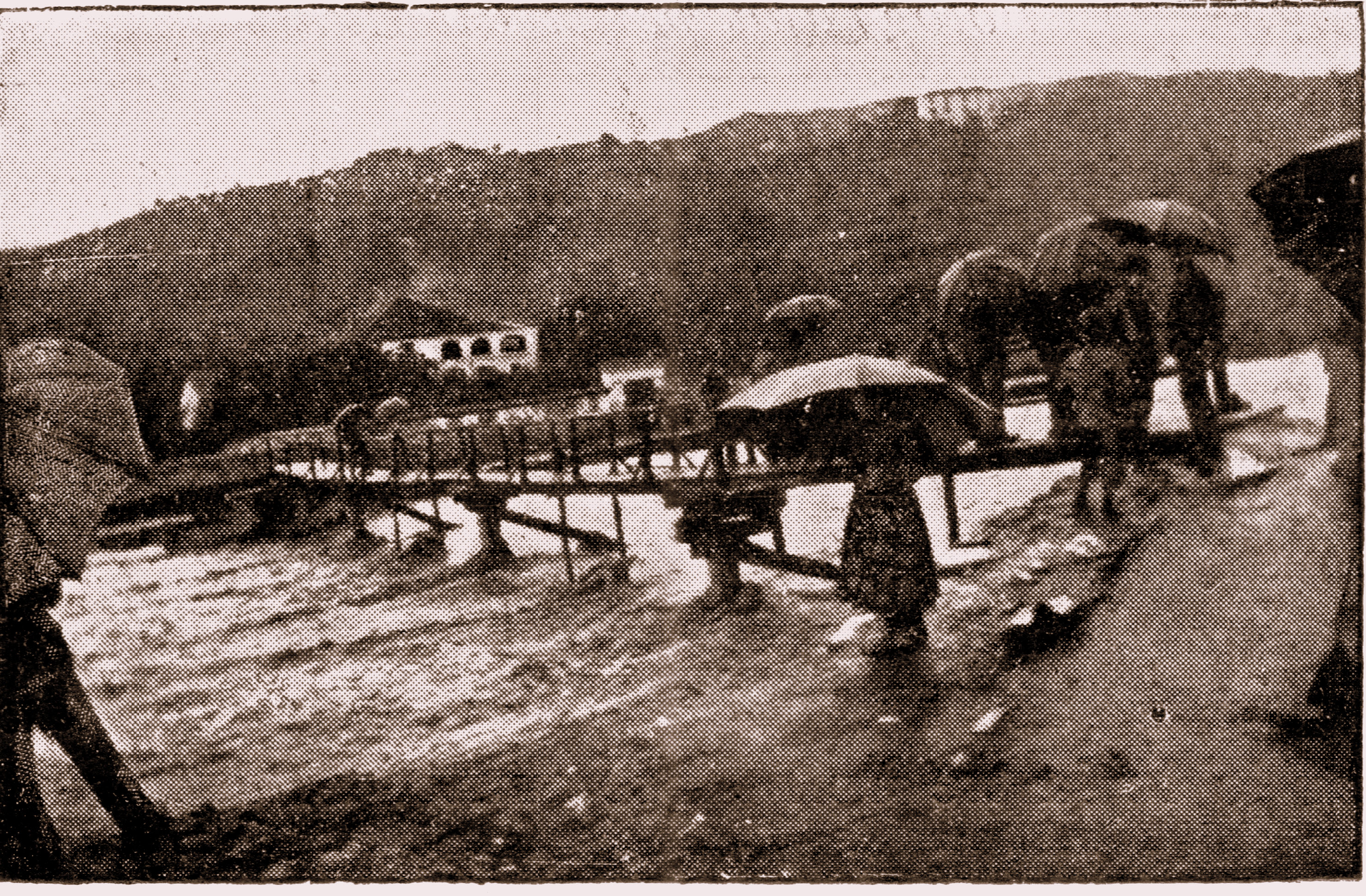
Ibidem. L'Uzzone in piena.
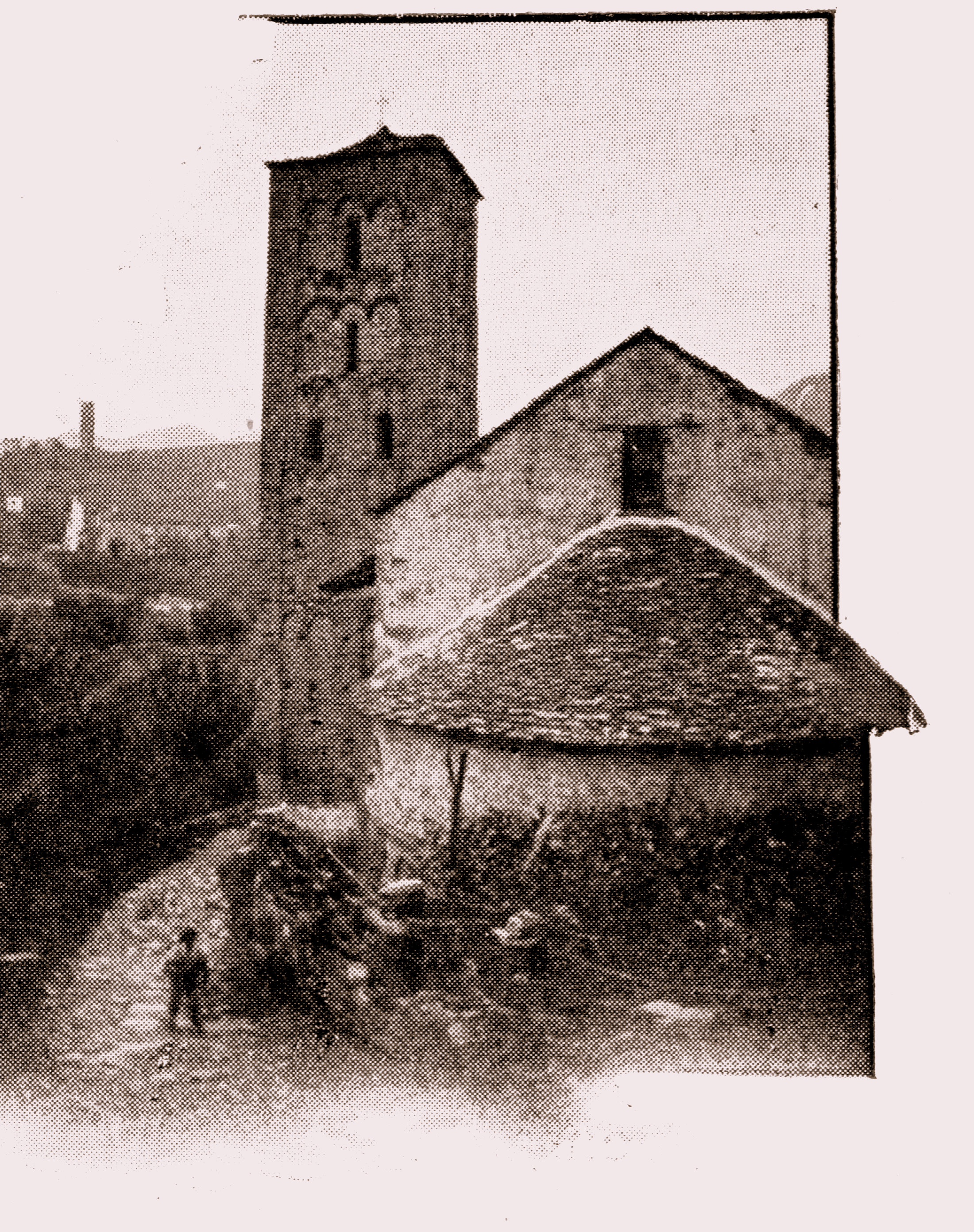
Ibidem. Abside della Pieve.
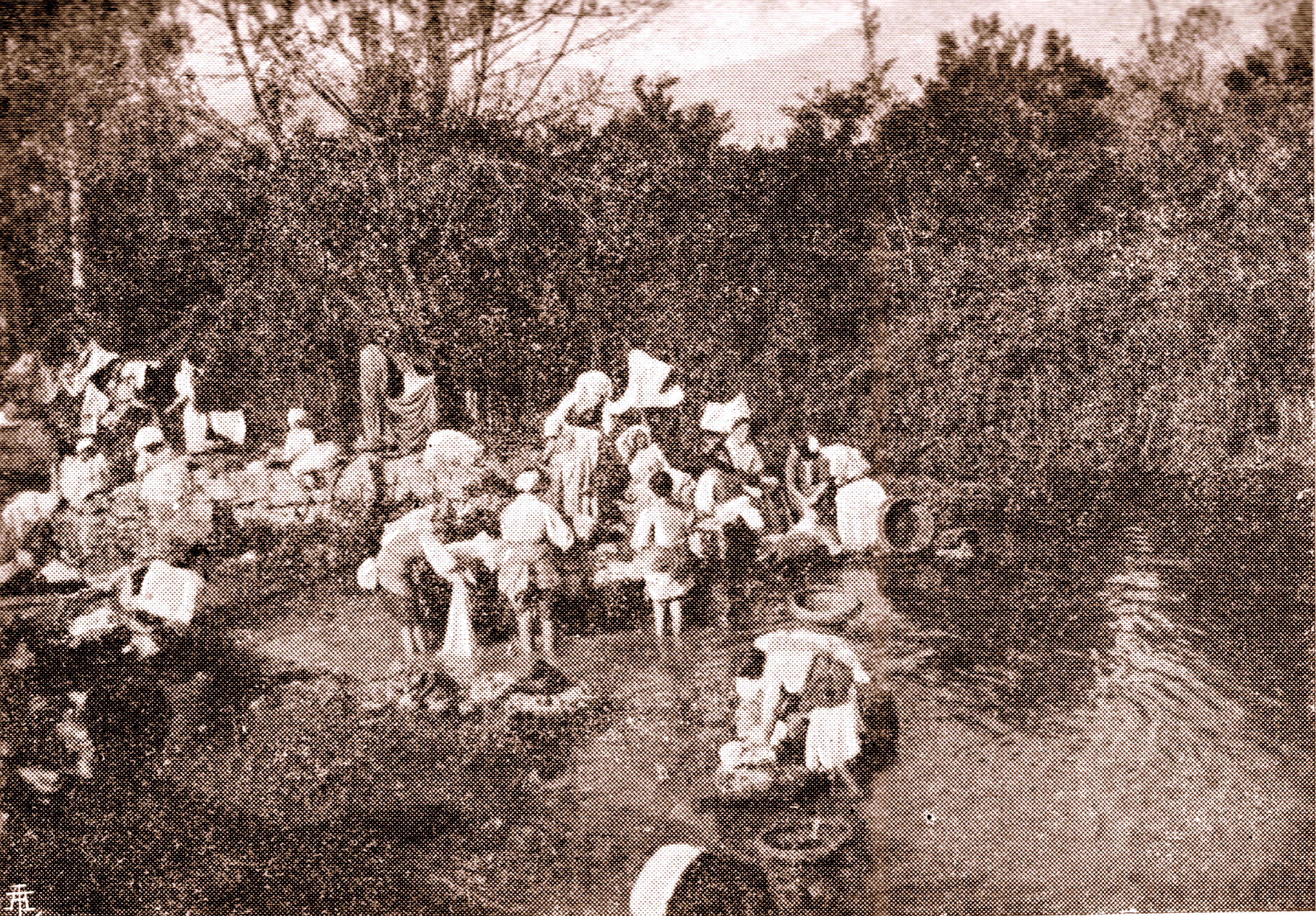
Ibidem. Lavandaie in un'ansa della Bormida.
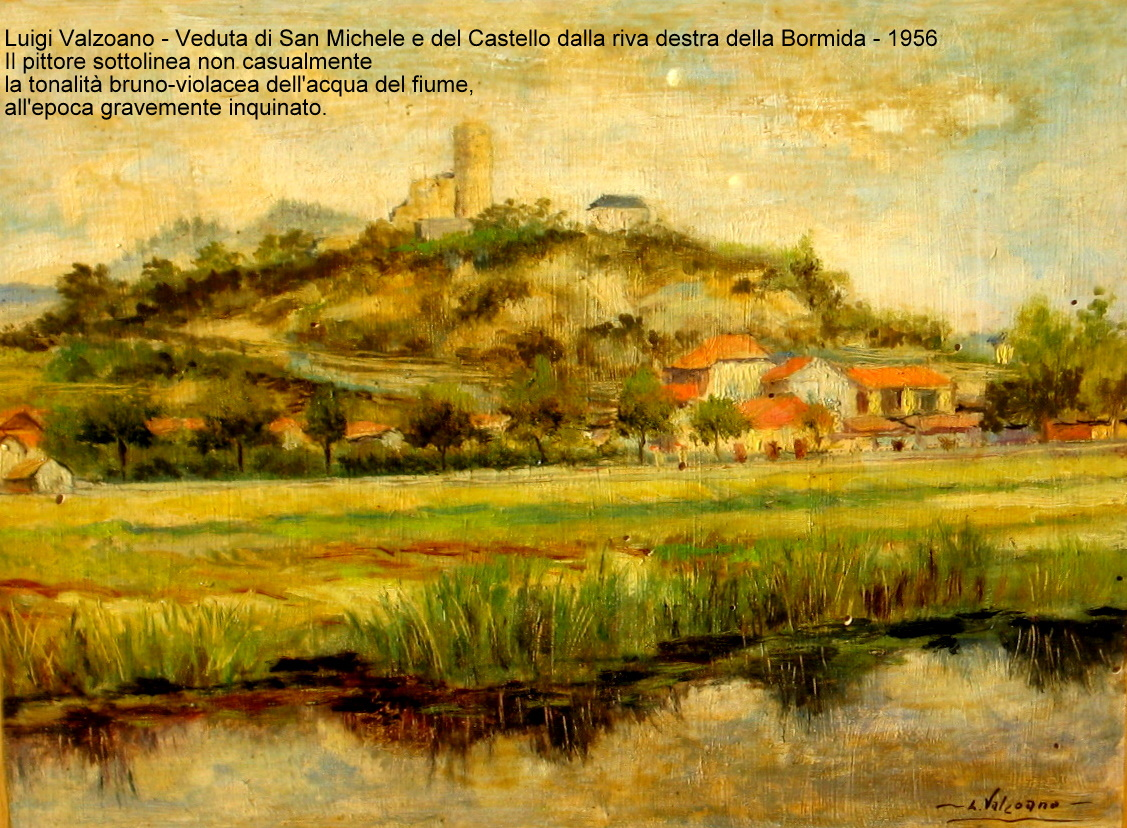
Luigi Valzoano - Veduta del Borgo di San Michele e del Castello. Olio su tavola. 1955 circa Proprietà privata.
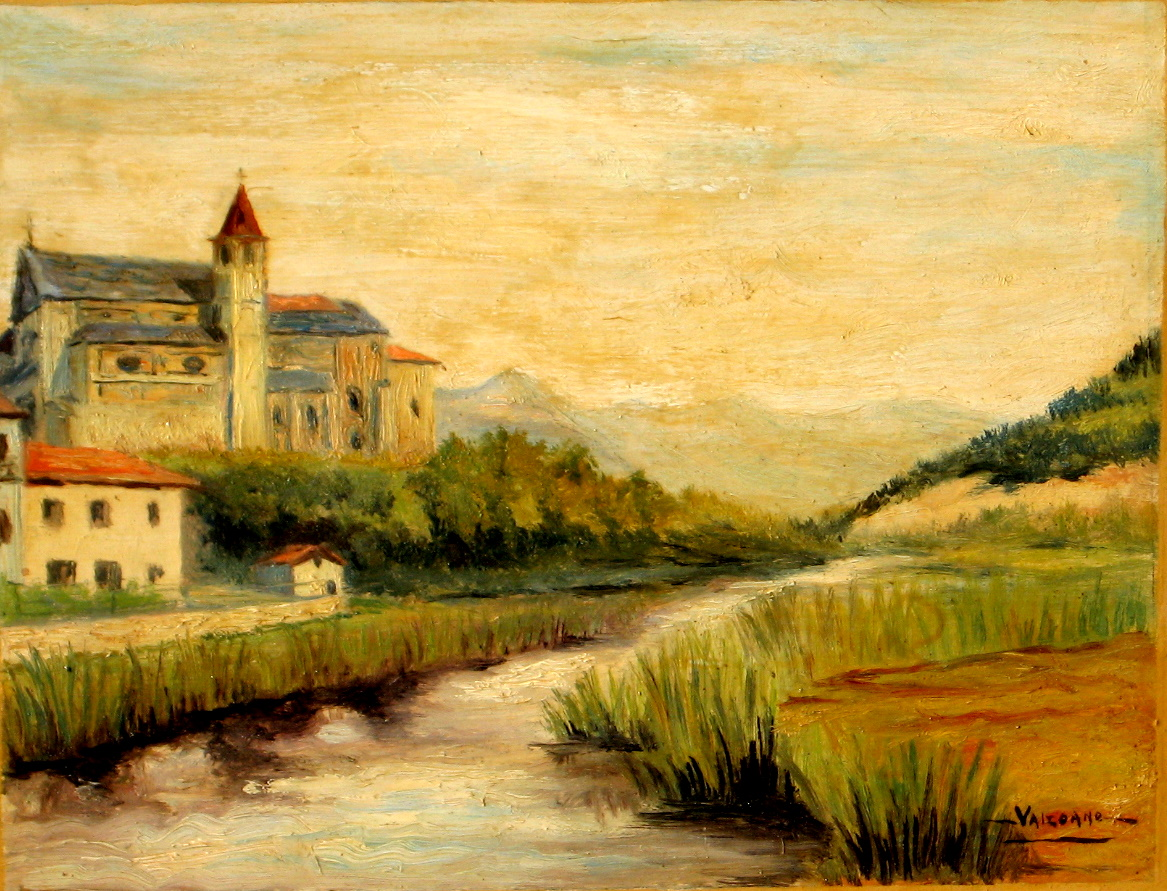
Luigi Valzoano - Veduta del Convento di San Francesco dalla riva destra della Bormida. Olio su tavola. 1955 circa Proprietà privata.